# Settimana Santa di Barcellona Pozzo di Gotto

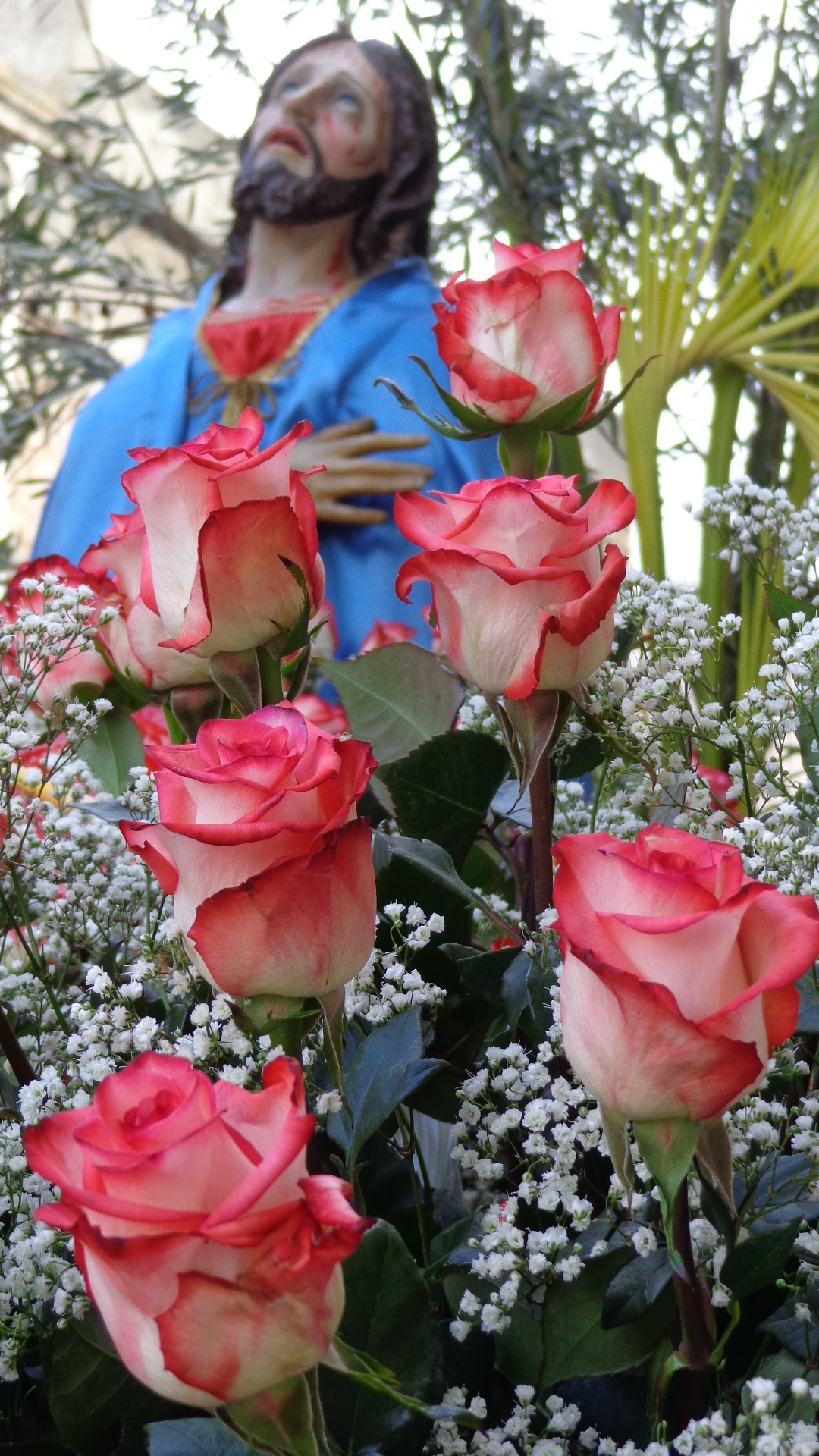
Orazione nel Getsemani, Pozzo di Gotto.

I riti della Settimana Santa di Barcellona Pozzo di Gotto sono un ciclo di eventi religiosi popolari tipici della cittadina tirrenica. La manifestazione è inserita nel registro delle Eredità Immateriali della Regione Siciliana dal 20 ottobre 2008.

## Premessa

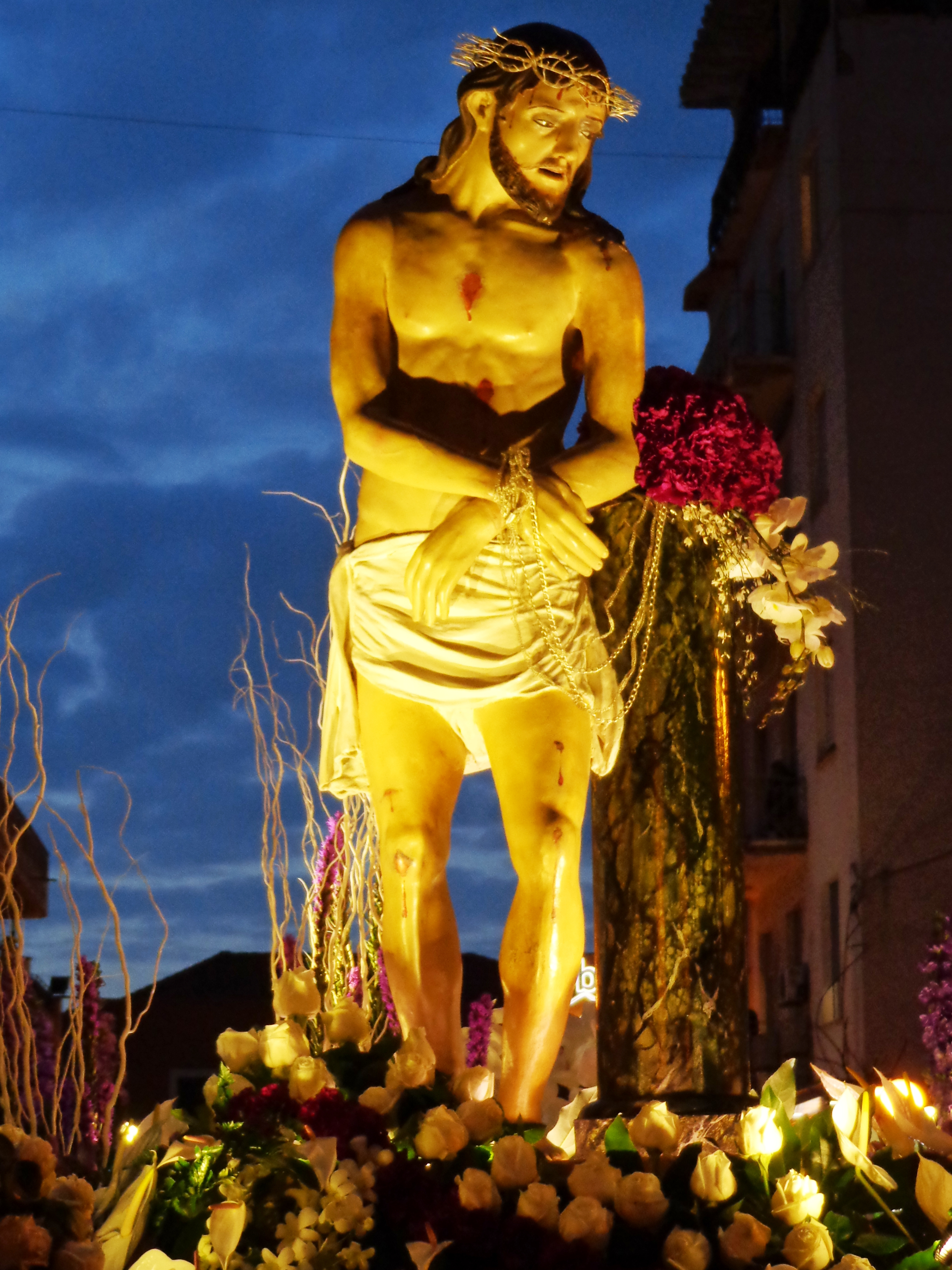
Cristo alla Colonna, Barcellona.

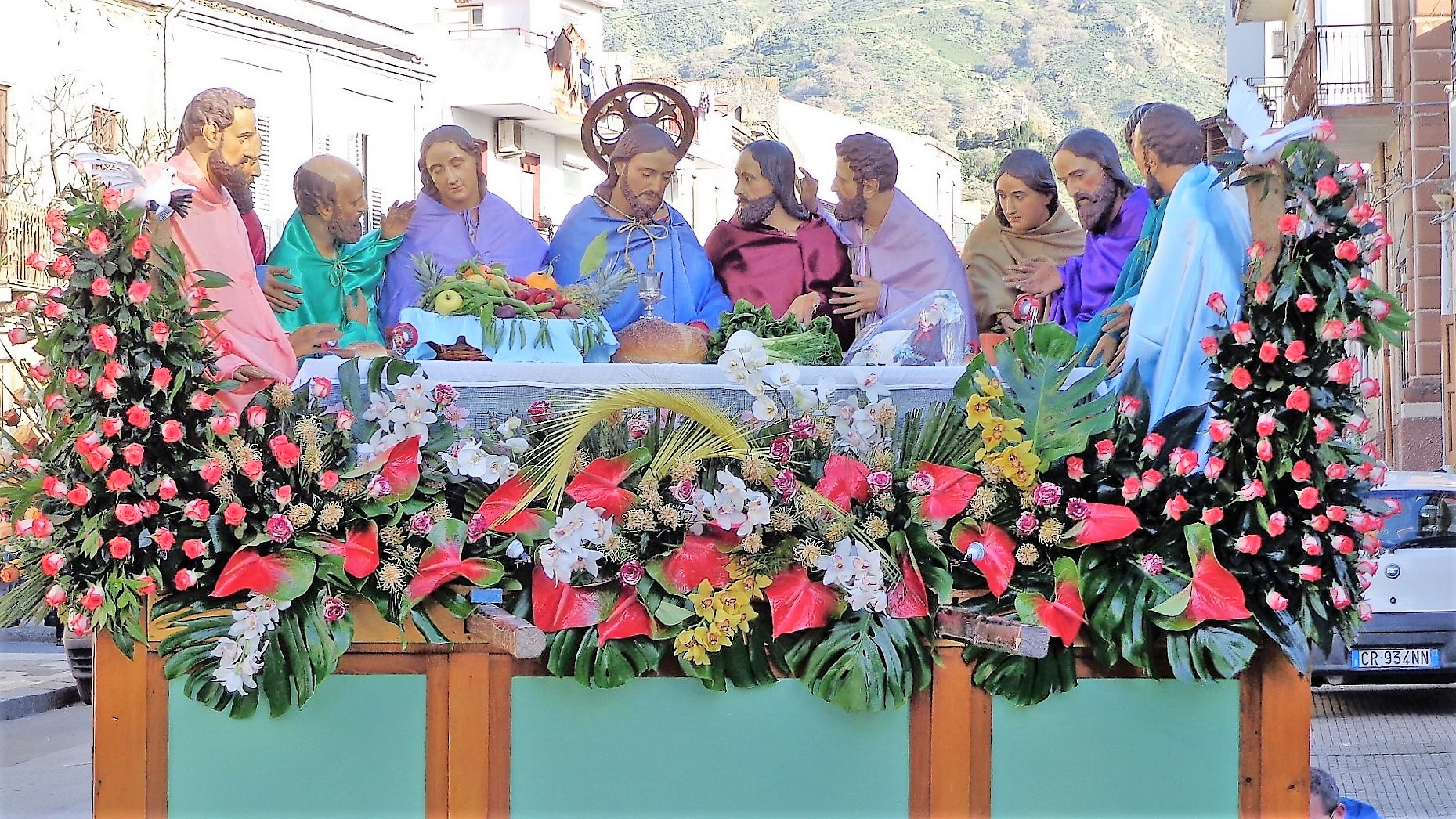
Ultima Cena, Pozzo di Gotto.

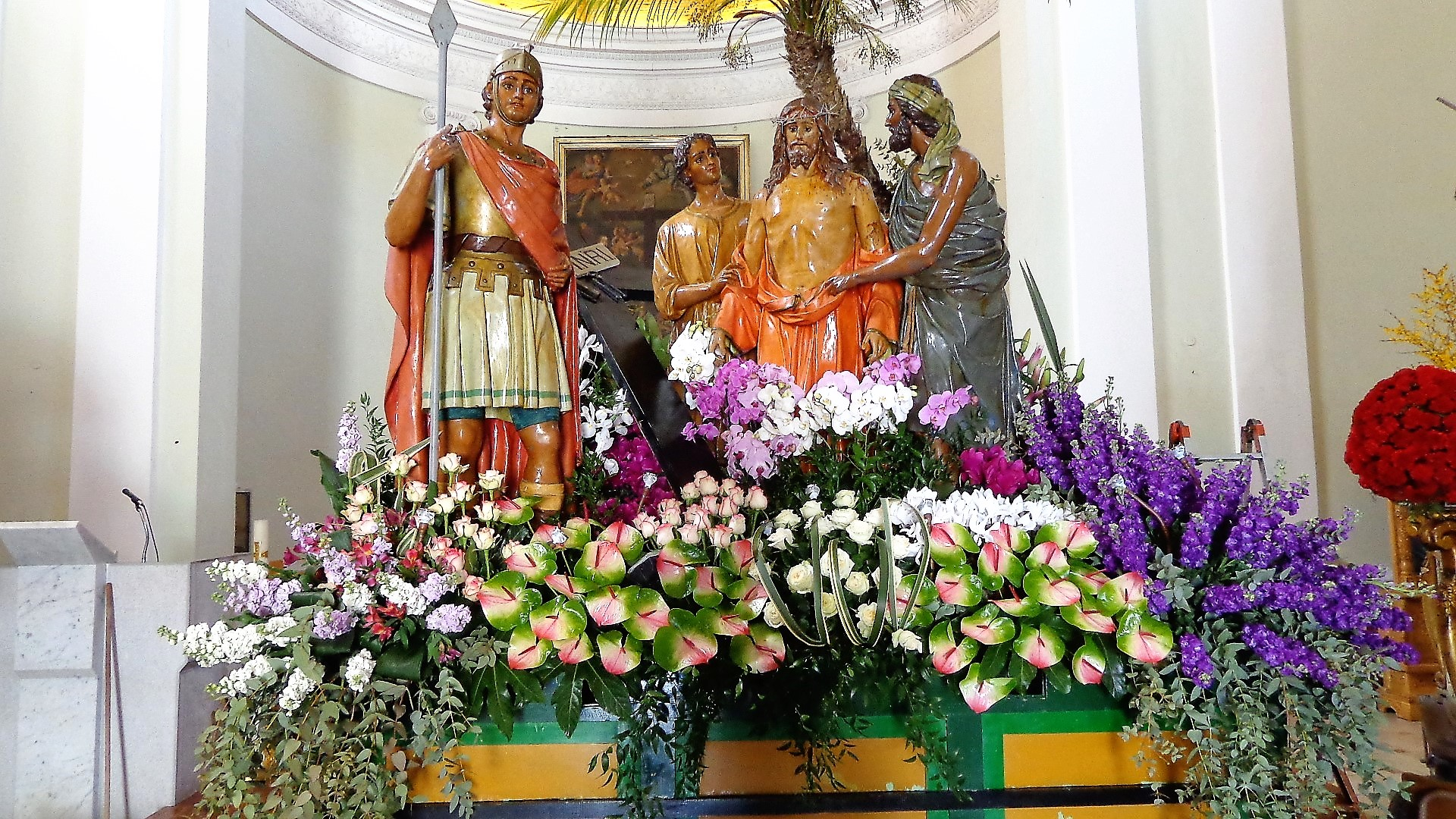
Spoliazione di Cristo, Pozzo di Gotto.

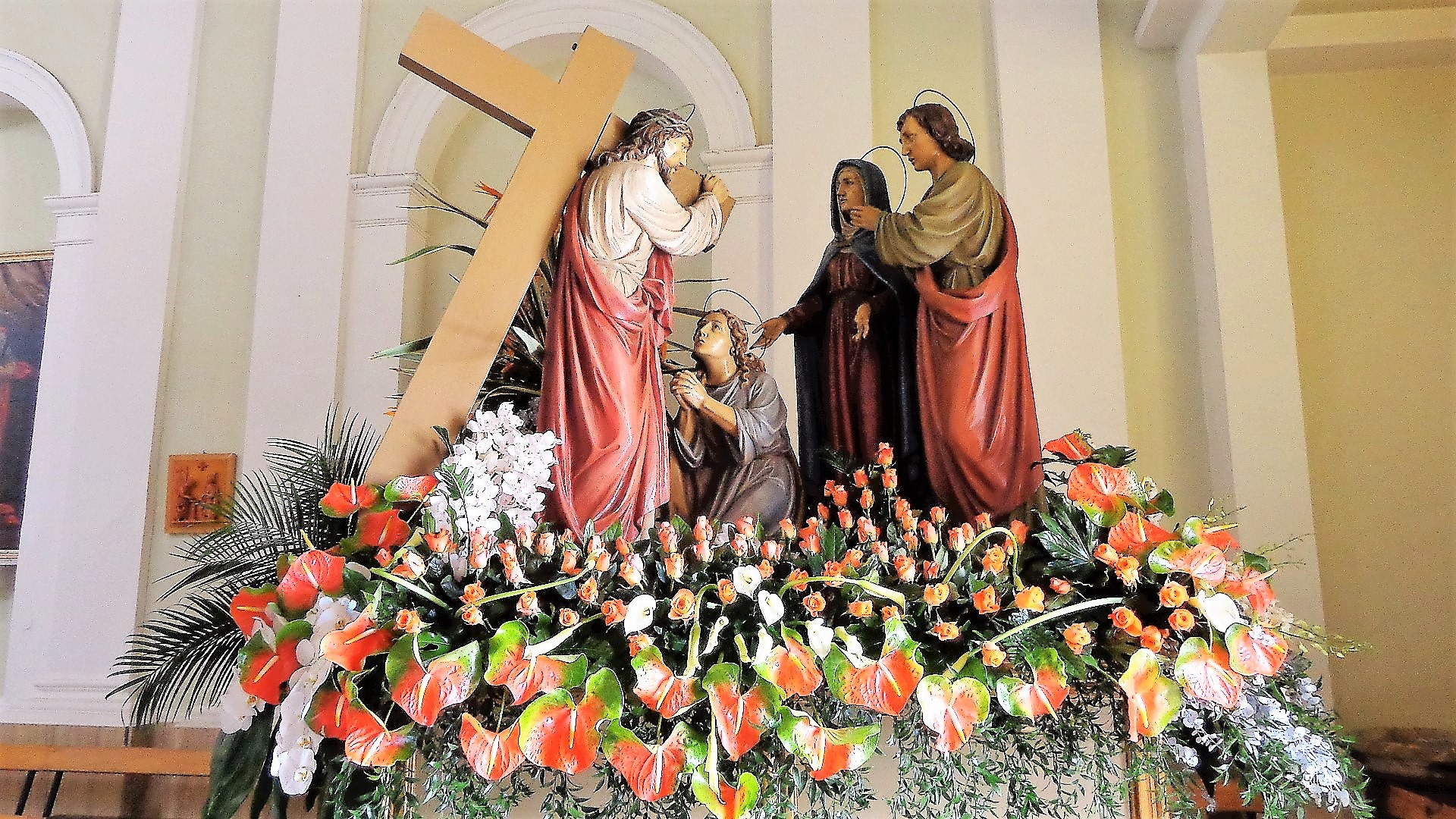
Incontro con le Pie Donne, Pozzo di Gotto.

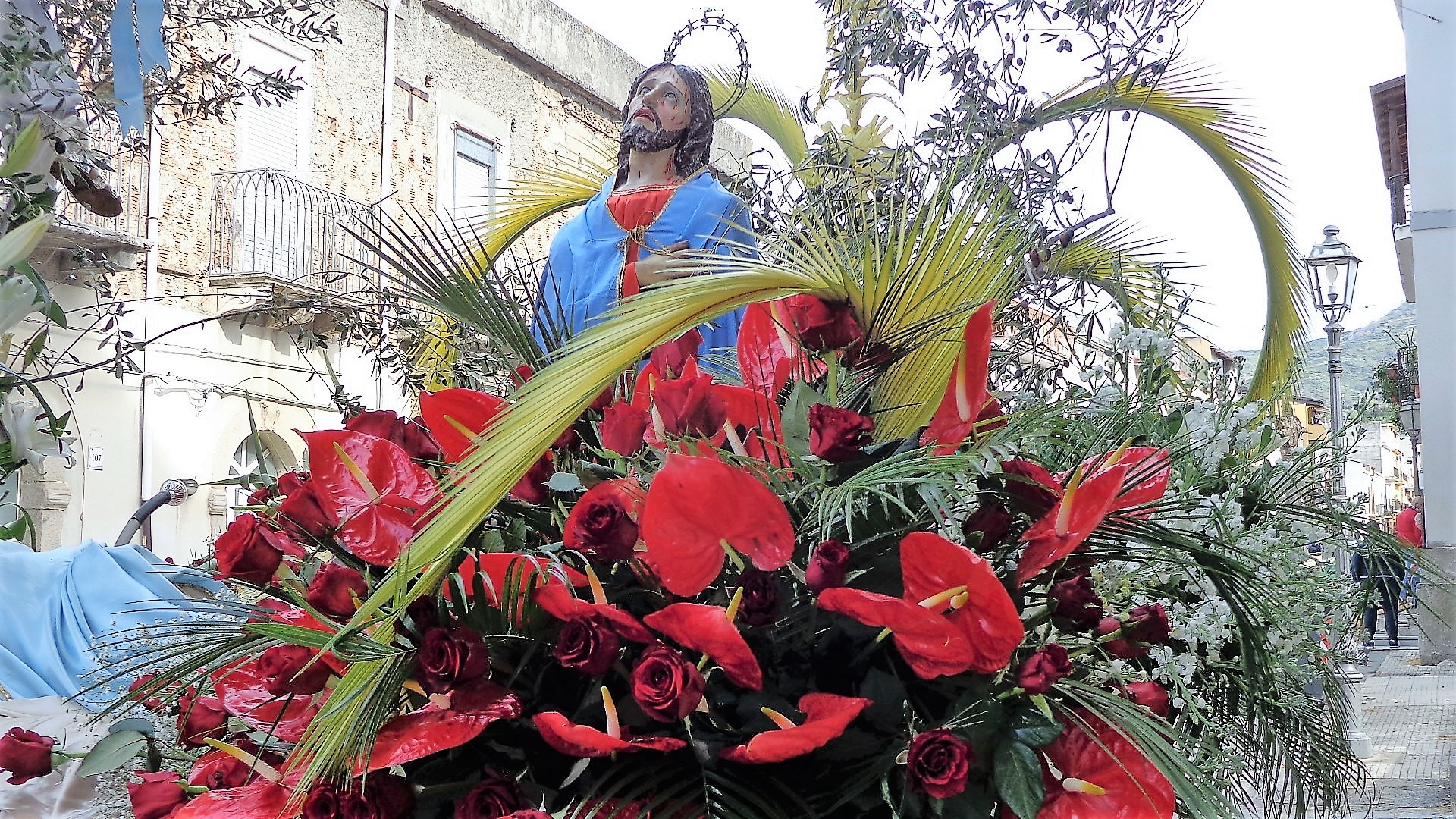
Getsemani, Pozzo di Gotto.

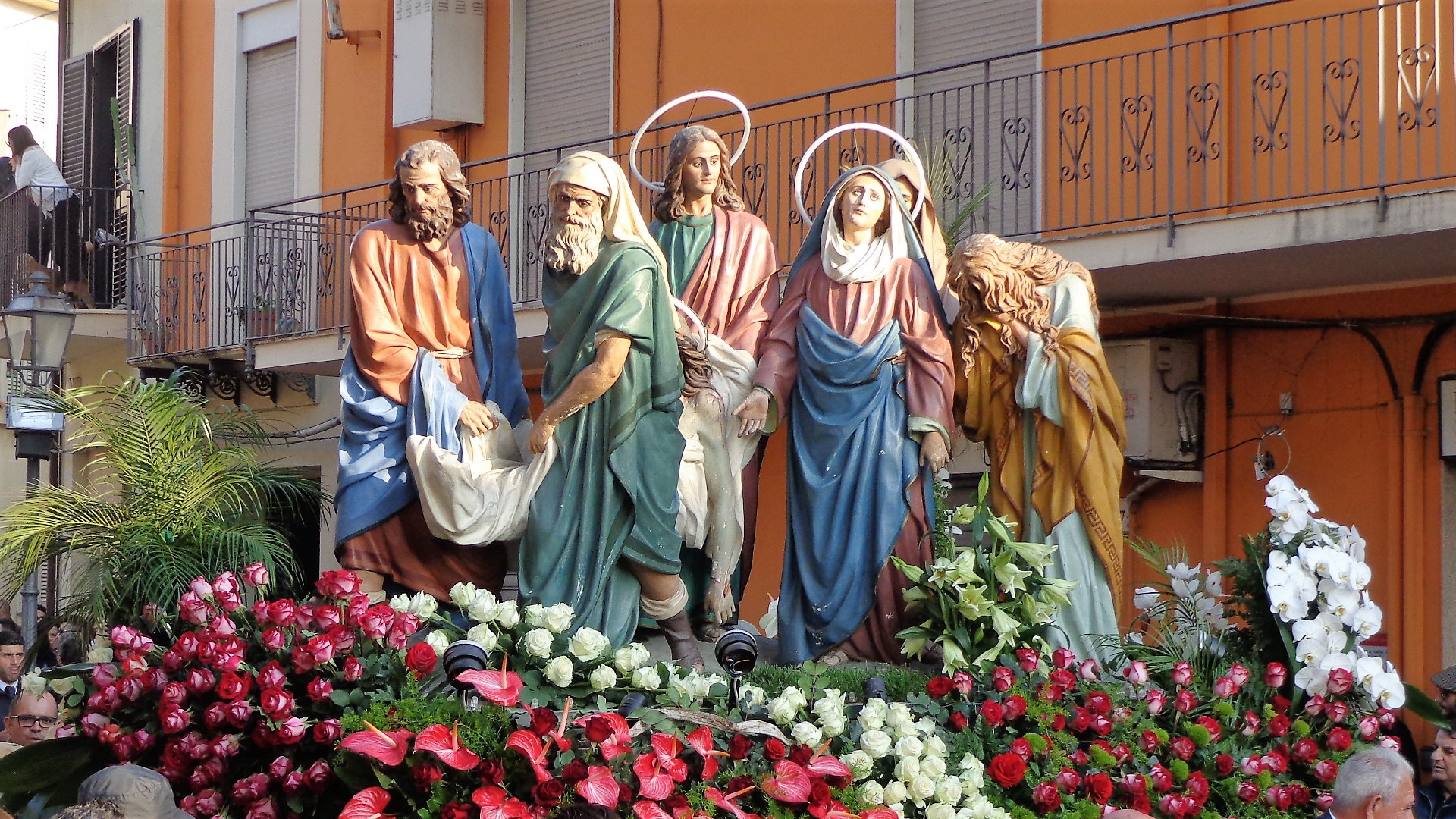
Trasporto al sepolcro, Barcellona.

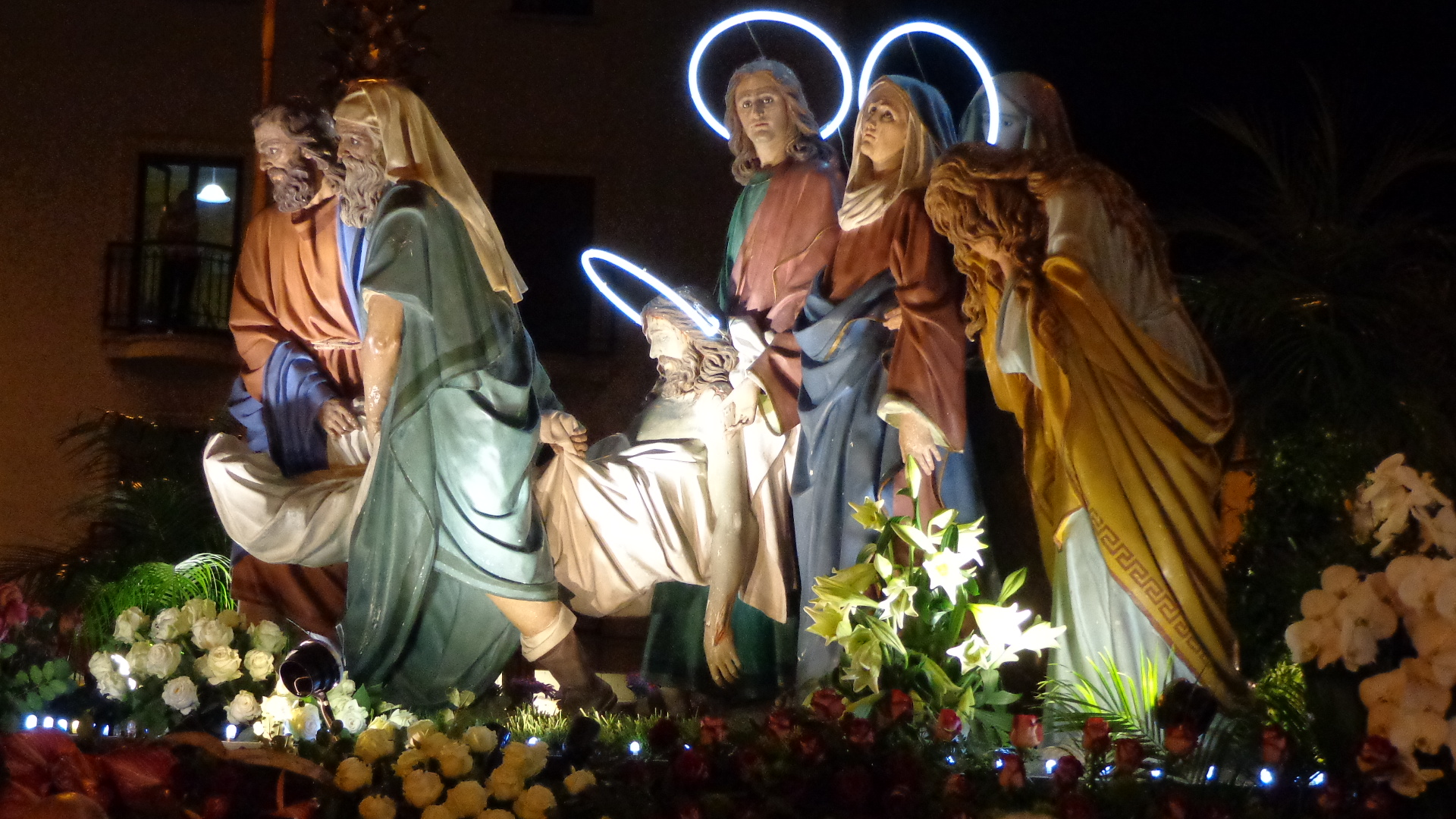
Trasporto al sepolcro, Barcellona.

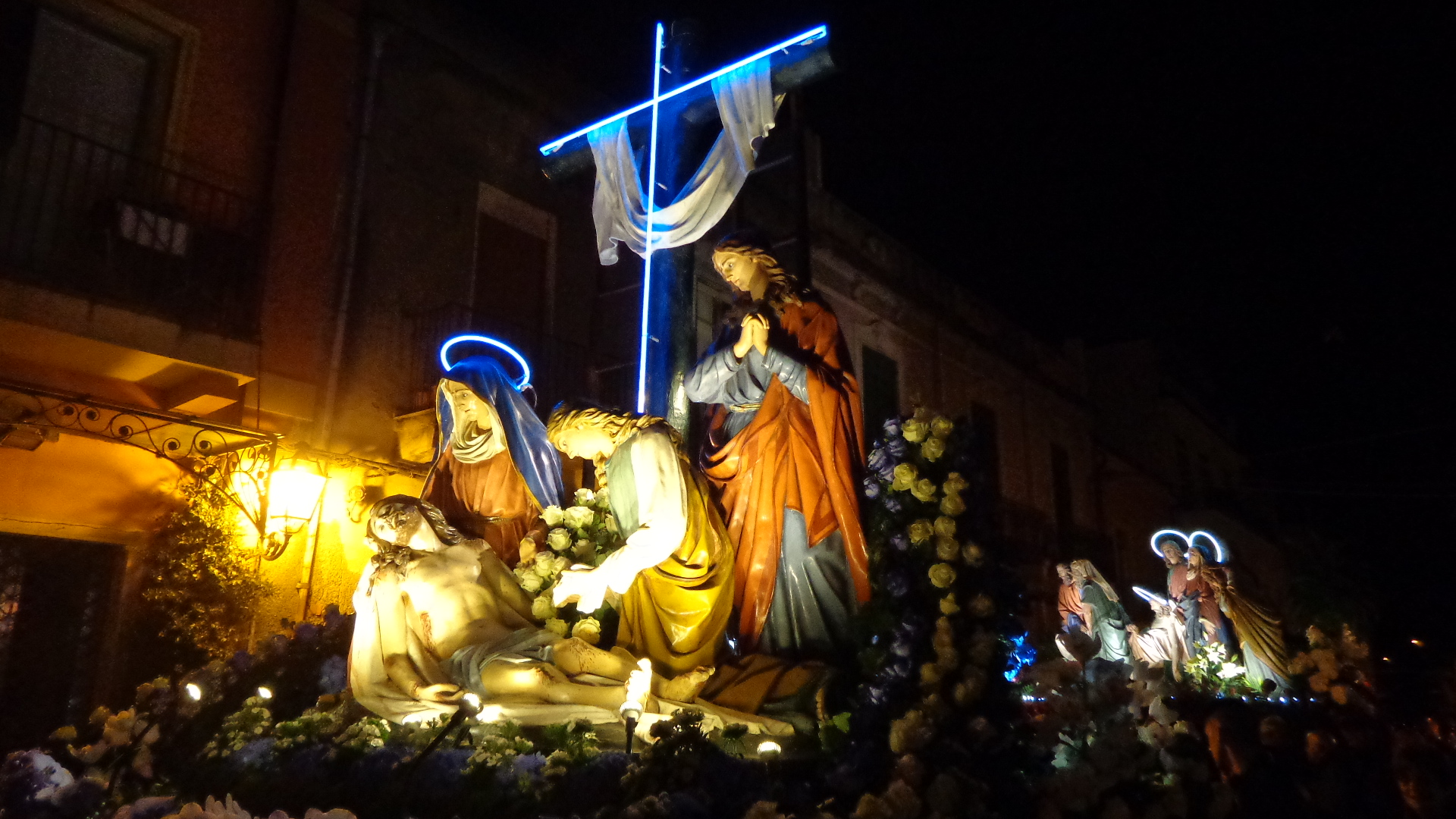
Pietà, Barcellona.

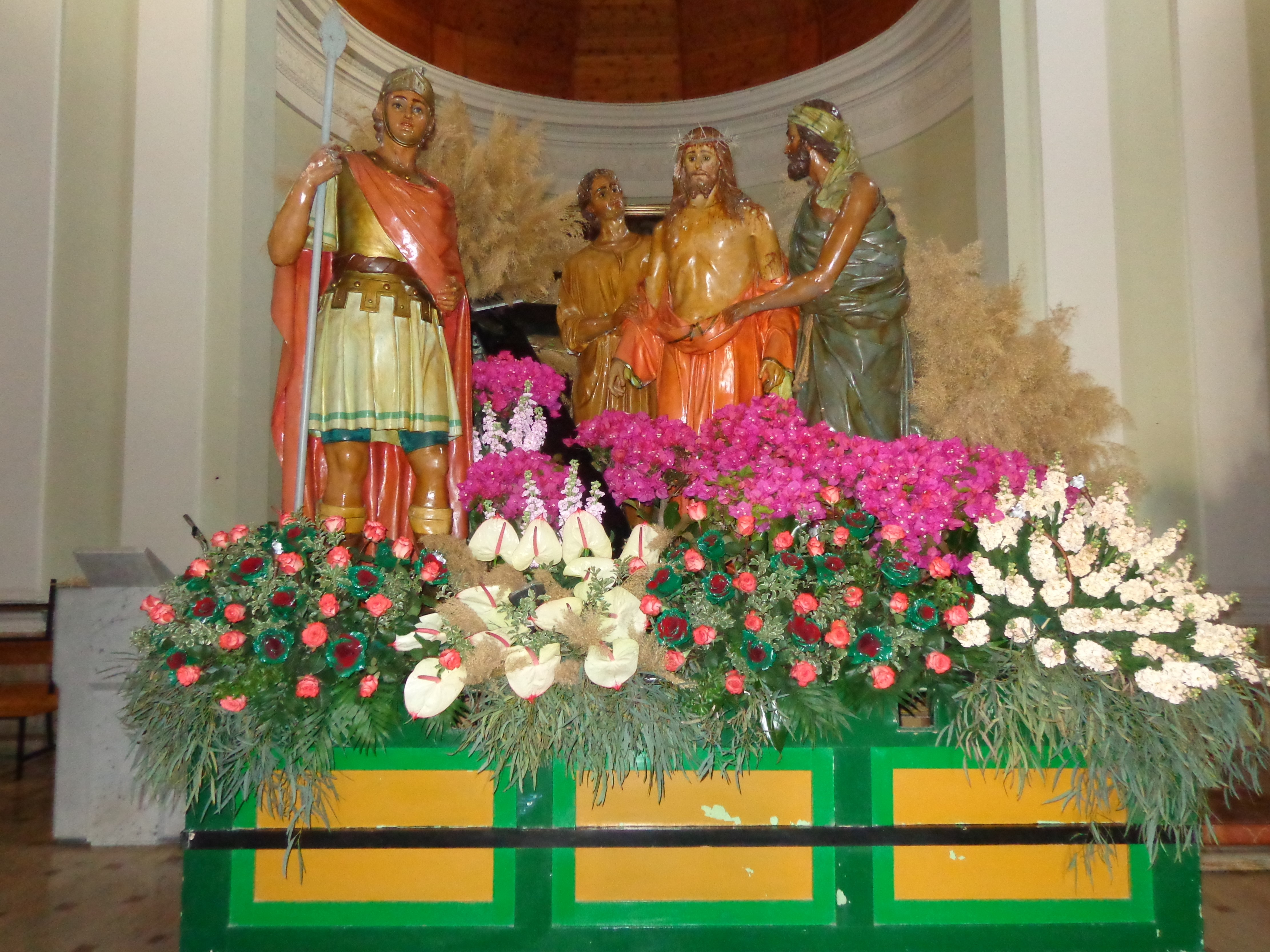
Denudamento di Gesù, Pozzo di Gotto.

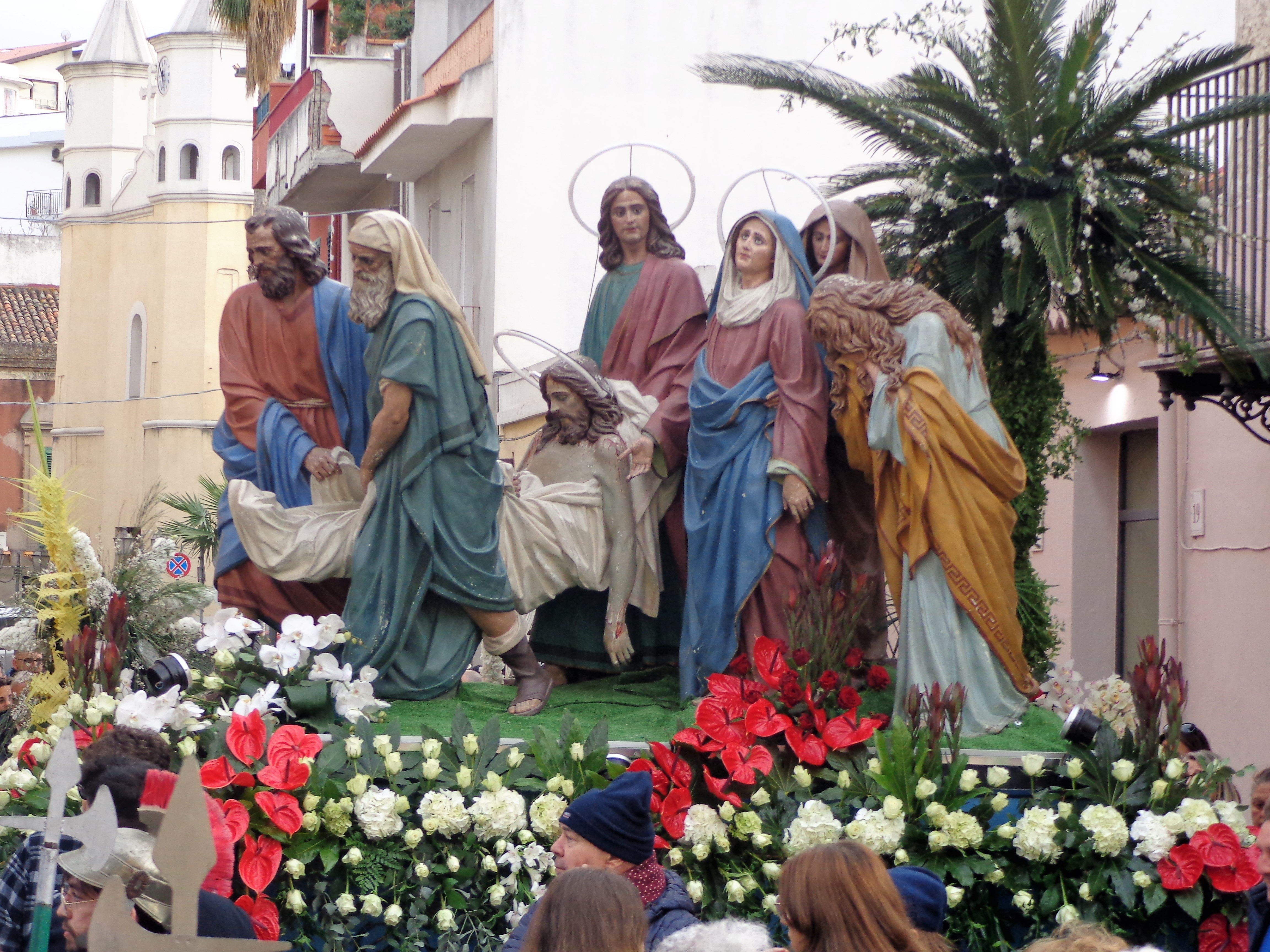
Trasporto al sepolcro, Pozzo di Gotto.

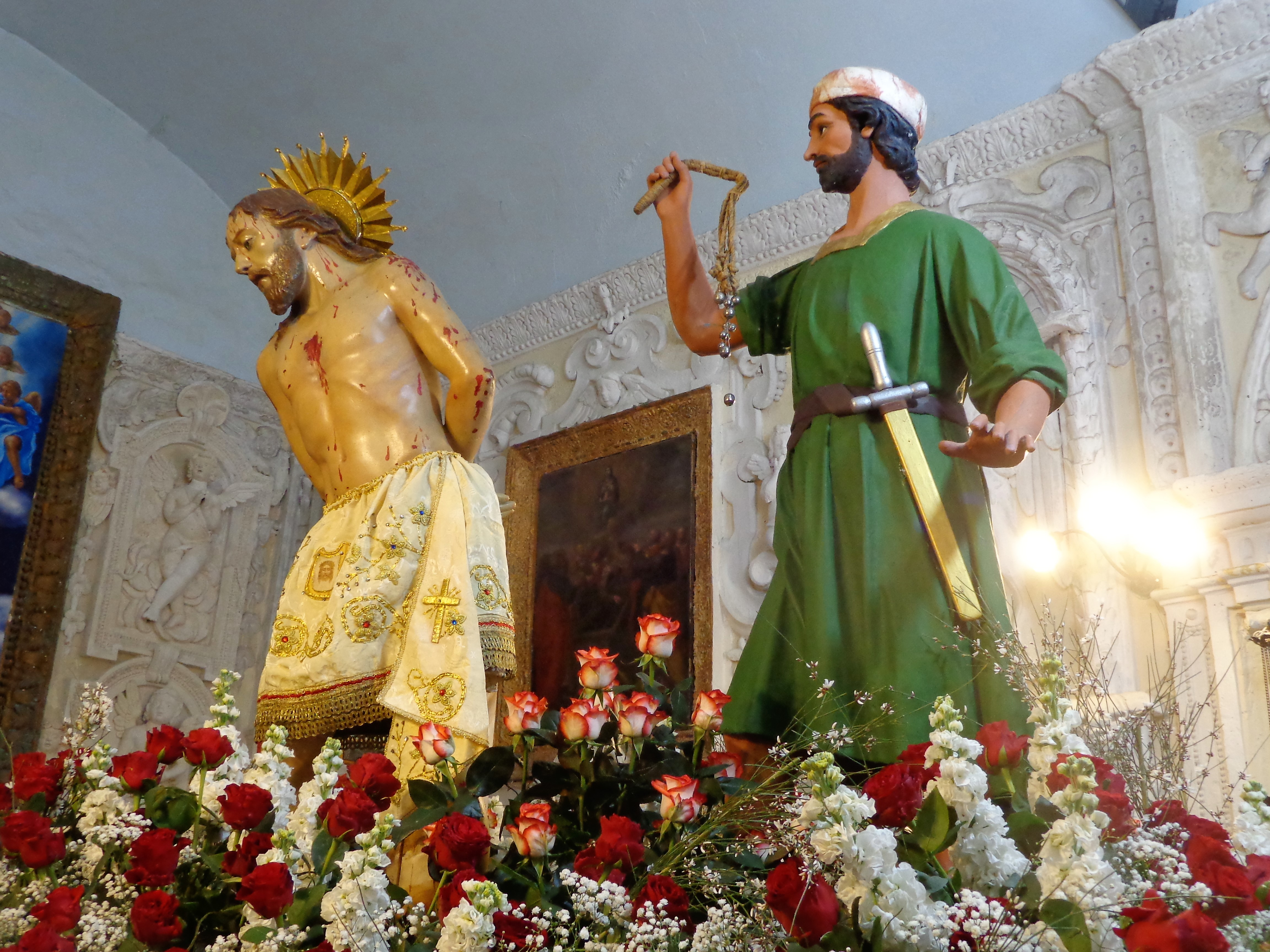
Gesù fustigato alla colonna, Pozzo di Gotto.

Origine e diffusione del Cristianesimo. Nel 306 l'imperatore Costantino I, autore con Licinio dell'Editto di Milano, e la madre Flavia Giulia Elena, nota come "Sant'Elena Imperatrice", contribuiscono alla diffusione del Cristianesimo in occidente. Dopo il declino di Roma, è Mediolanum la capitale imperiale dell'Impero romano d'Occidente, città governata da Massimiano, in seguito da Teodosio I prima del trasferimento della capitale a Ravenna.
Nel 380 Teodosio I è il sostenitore e il promulgatore, assieme agli altri due Cesari Augusti, Graziano e Valentiniano II, dell'editto di Tessalonica, con il quale il credo niceno diviene la religione unica e obbligatoria dell'Impero. L'imperatore professa il "credo niceno" in contrapposizione all'arianesimo, convoca nel 381 il primo concilio di Costantinopoli per condannare le eresie che si oppongono ai principi del Concilio di Nicea. Tra il 391 e il 392 sono emanati i decreti teodosiani che attuano in pieno l'editto di Tessalonica. Nel contesto s'inserisce la figura di sant'Ambrogio, vescovo di Milano, precettore di alcuni imperatori, figura spesso in contrasto con gli eccessi punitivi attuati da Teodosio I.

## Storia

### La cristianizzazione dell'Impero romano
Sulla scia di Costantino I e della madre Elena si inseriscono i primi pellegrinaggi presso il Santo Sepolcro in Terra santa. Proprio la figura materna dell'imperatore è la promotrice del trasferimento a Roma di numerose reliquie. Di molte di esse l'autenticità non è provata quindi, non è certa. La tradizione vuole portate da Elena dalla Palestina nel 326 le reliquie attribuite a Gesù: oltre alla croce, la croce di uno dei due ladroni, la spugna imbevuta d'aceto, parte della corona di spine, un chiodo, il titulus crucis, reperti custoditi nella basilica di Santa Croce in Gerusalemme di Roma. Quest'ultimo luogo di culto è costruito sul palatium Sessorianum appartenuto ad Elena, relativamente vicino alla Scala Santa, altro complesso di vestigia proveniente da Gerusalemme, legato alla figura di Gesù Cristo e alla sua Passione: l'edificio custodisce incastonati in una rampa i 28 gradini della scala salita nel pretorio per l'interrogatorio con Ponzio Pilato. Il sentimento popolare, la fede individuale, il moto interiore forgiato dagli insegnamenti cristiani permettono tuttavia ad ogni credente d'accostarsi a tali simboli con la convinzione e lo spirito tipici della venerazione e devozione manifestata e portata verso le autentiche reliquie.
Il possesso di molte reliquie cristiane, oltre al carattere di prestigio e grandezza politica, permetteva a moltitudini di cristiani d'accostarsi personalmente e fattivamente a luoghi e agli oggetti legati alla Passione, facendo assurgere Roma quale centro della Cristianità nel mondo.

### La ricristianizzazione della Sicilia e ripristino del Rito Latino in epoca normanna
Implicazioni. Gli Altavilla per la riconquista dell'isola, sostengono e potenziano le esistenti istituzioni religiose costituite in prevalenza da numerose cellule caratterizzate da monachesimo primitivo derivanti da evangelizzazione e da persecuzione. Gli accordi tra Papa Urbano II e Ruggero I d'Altavilla prevedono la restituzione delle chiese, il reinsediamento dei vescovi, l'eventuale ripristino delle diocesi cancellate in Sicilia, la ricostruzione delle cattedrali e il passaggio del rito liturgico dalla lingua greca, imposta dopo il 1038 da Giorgio Maniace, generale bizantino inviato in Sicilia dall'imperatore Michele IV il Paflagone, alla lingua latina. Il contestuale depauperamento della lingua greca, il rilassamento e la contaminazione del rigore, fondamento dell'ordine basiliano, rendono necessario l'apporto di comunità esterne animate da nuovo vigore religioso e di vitale impulso per la ricostruzione del tessuto sociale dopo due secoli di cultura musulmana. Con particolare riguardo, spesso sfociante in predilezione, approvazione o beneplacito da parte del sovrano, quindi ben accetti e talvolta favoriti agli occhi dell'Imperatore, giungono in Sicilia e si stabiliscono inizialmente a Palermo e Messina, i primi ordini monastici d'oltralpe.
Tuttavia, per garantire la tutela, la difesa del Santo Sepolcro e lo svolgimento dei numerosi pellegrinaggi in Terra santa, negli anni antecedenti la prima crociata indetta nel 1095, nacque l'esigenza di una rete di supporto costituita da itinerari (Vie Francigene altrimenti dette Vie dei Pellegrini) con chiese, conventi, monasteri sempre supportati da strutture ricettive e ospedaliere. Due sono le principali direttrici di traffico che consentono di raggiungere Gerusalemme: la prima prevede il percorso dell'intera penisola italiana con ultimo baluardo la Sicilia prima della traversata del bacino del Mediterraneo, la seconda consiste nei lunghi itinerari balcanici attraverso Grecia e Turchia costeggiando infine il versante mediterraneo del vicino Oriente.
- A Piazza Armerina il Gran Priorato di Sant'Andrea con chiesa e cenobio costituiscono l'antico Priorato dell'Ordine Equestre del Santo Sepolcro di Gerusalemme in Sicilia. Sede dei Cavalieri del Santo Sepolcro quale donazione del conte Simone del Vasto, signore di Butera e di Policastro, nipote di Ruggero I di Sicilia, sette anni dopo la presa di Gerusalemme.[4]
- A Messina la chiesa di Santa Croce e l'annesso cenobio sono legati al Gran Priorato di Sant'Andrea di Piazza Armerina, entrambi i Priorati sono accomunati al monastero del Santo Sepolcro di Gerusalemme. Sede dei Cavalieri del Santo Sepolcro e dell'omonima confraternita. Nel 1537, durante la fortificazione della città, l'edificio è riedificato col medesimo titolo, aggregato alla chiesa di Santa Croce della città di Mineo e alla chiesa della Beata Vergine dell'Accomandata di Messina, componenti del Priorato peloritano.[5] I monaci, sono costituiti sotto la regola di Sant'Agostino, hanno il titolo di Canonici regolari dell'Ordine equestre del Santo Sepolcro di Gerusalemme. L'ordine cavalleresco dei gerosolimitani comprende i cristiani cavalieri (monaci benedettini che avevano impugnato le armi) e i cavalieri cristiani (soldati che diventavano religiosi: cavalieri di San Giovanni di Gerusalemme, templari, teutonici, cavalieri del Santo Sepolcro). A queste istituzioni nel 1099 si affiancano i religiosi del Gran Priorato dell'Ordine Gerosolimitano di San Giovanni, il Priorato di Santa Maria della Grotta, quello di Santa Croce, di Santa Maria Maddalena di Valle Giosafat e di San Placido Calonerò, di Santa Maria della Latina, la chiesa di Santa Maria Alemanna, la chiesa della Santissima Annunziata dei Catalani e le pertinenti dipendenze.
- A Palermo s'insedia inizialmente l'Ordine teutonico presso la basilica della Santissima Trinità del Cancelliere detta «La Magione» fondata da religiosi tedeschi (a Messina presso la chiesa di Santa Maria Alemanna), che a sua volta ospita l'Ordine dei frati predicatori di San Domenico. Seguono i templari, gli ospedalieri, i vari Ordini militari di Gerusalemme, i Cavalieri del Santo Sepolcro, l'Ordine di San Benedetto, l'Ordine della Beata Vergine del Monte Carmelo, i Francescani.

A quest'ultimo ordine è affidata la custodia del Santo Sepolcro. La recrudescenza dei rapporti e l'intensificare dei conflitti cristiano - musulmani, costringono l'abbandono parziale dei luoghi santi da parte delle organizzazioni religiose - militari che stanziano i loro quartieri generali nelle rispettive succursali di Messina, Cipro, Rodi, Malta, dell'intera Sicilia e Italia meridionale come avviene per l'Ordine di Malta. Personale, quadrerie, statuaria, opere d'arte, intere biblioteche, archivi sono trasferiti nelle strutture di supporto e con essi l'intera tradizione, la cui perpetuazione nei luoghi sacri è affidata nelle mani di un ristretto numero di seguaci di Francesco d'Assisi.

### Il Francescanesimo in epoca sveva

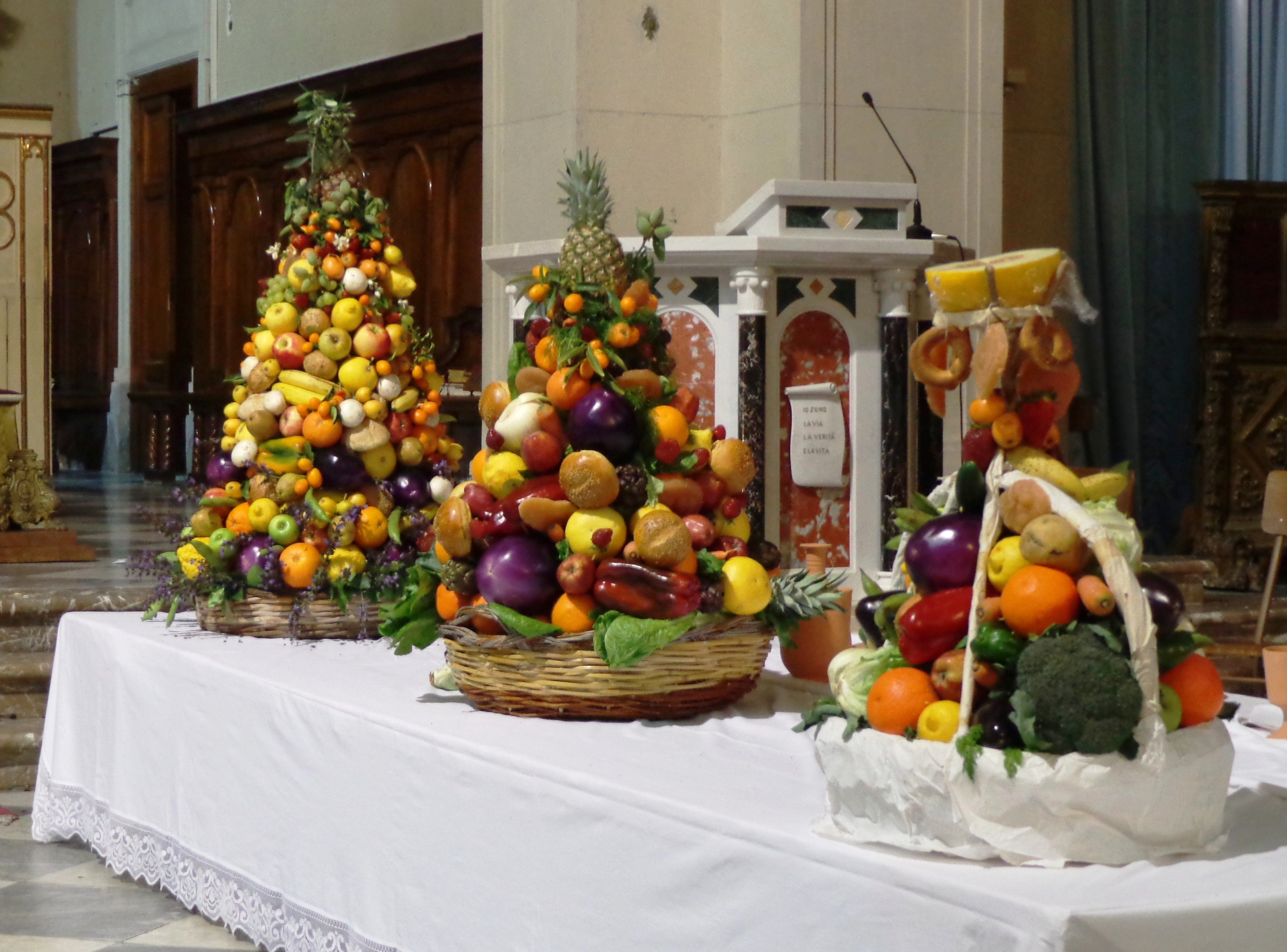
Canestri pasquali del Giovedì Santo.

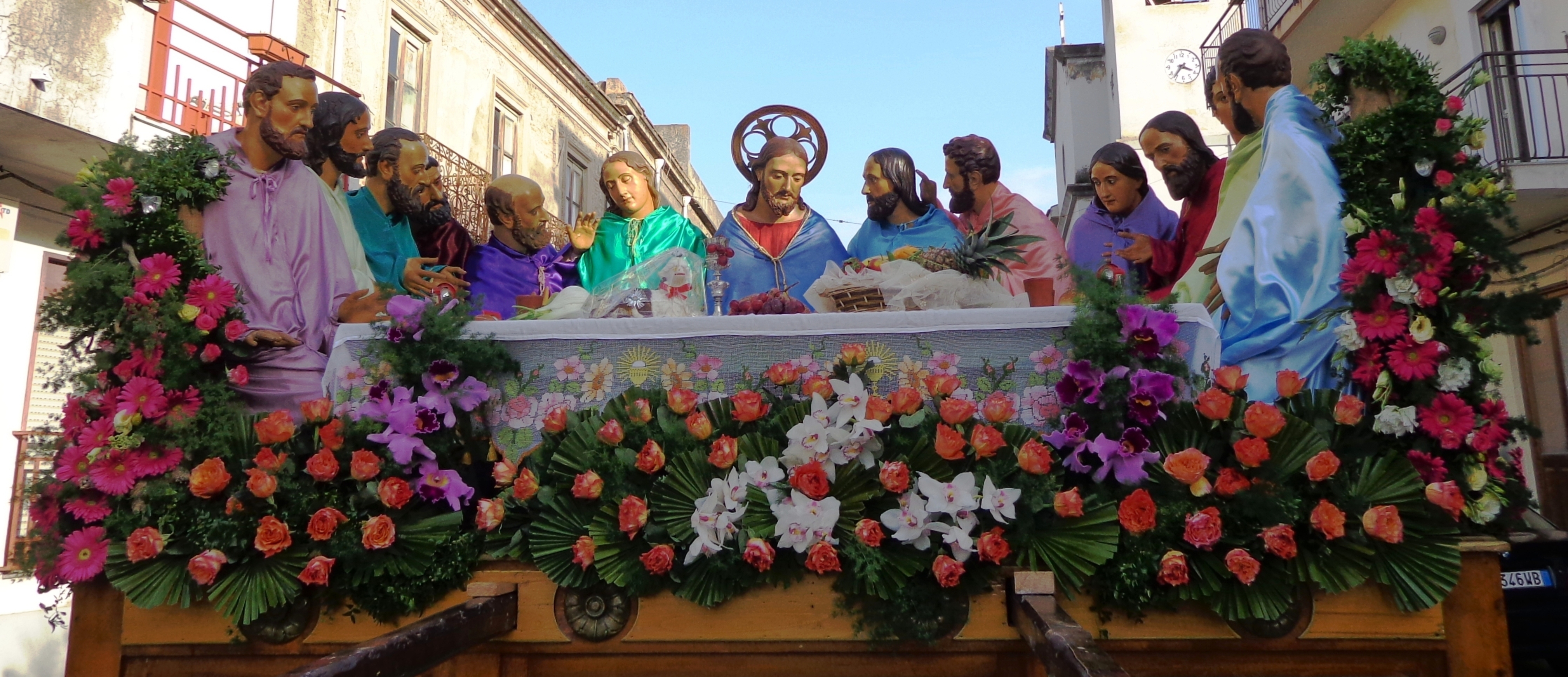
Ultima Cena, vare di Pozzo di Gotto.

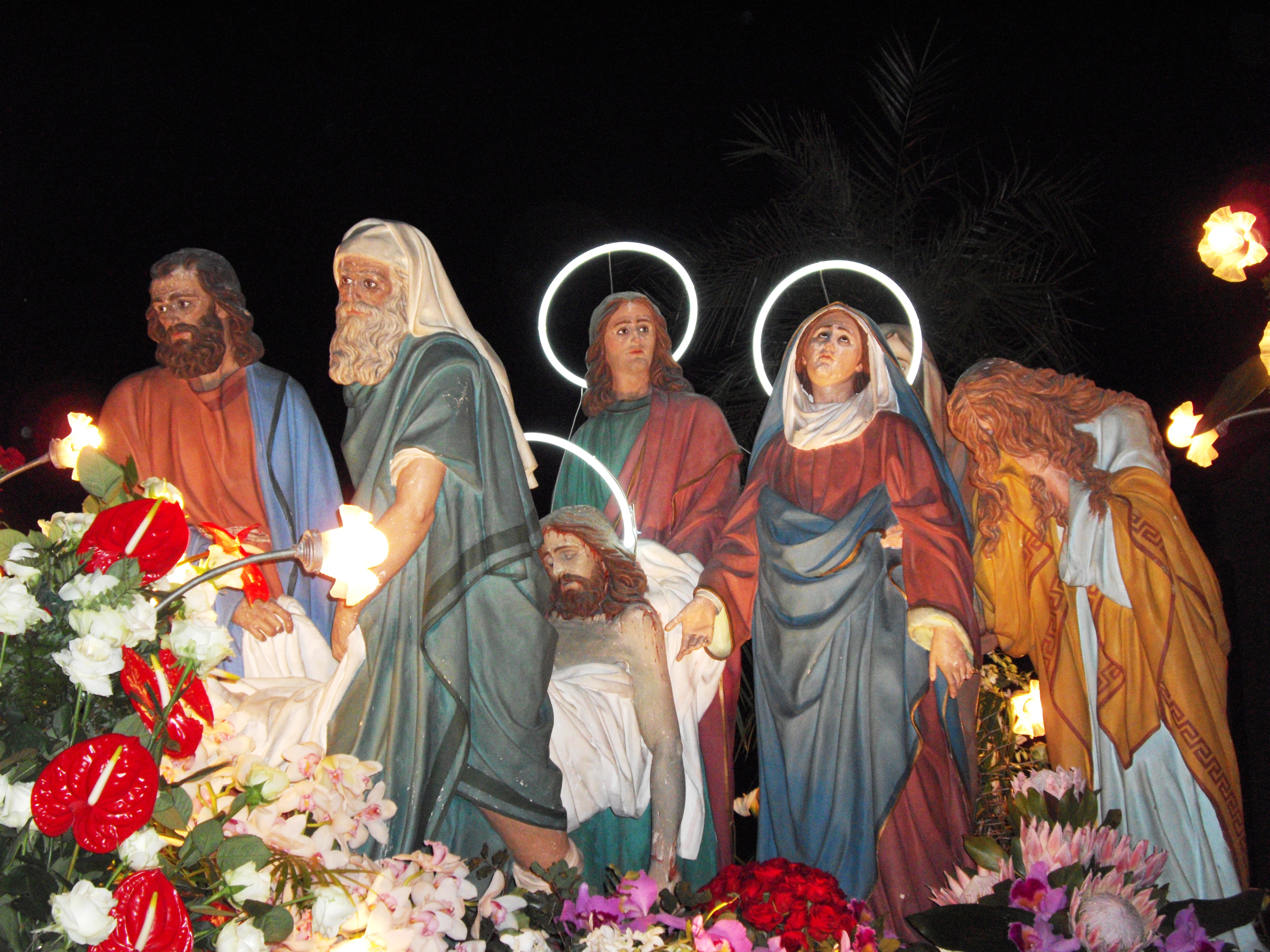
Il Trasporto al Sepolcro di Barcellona.

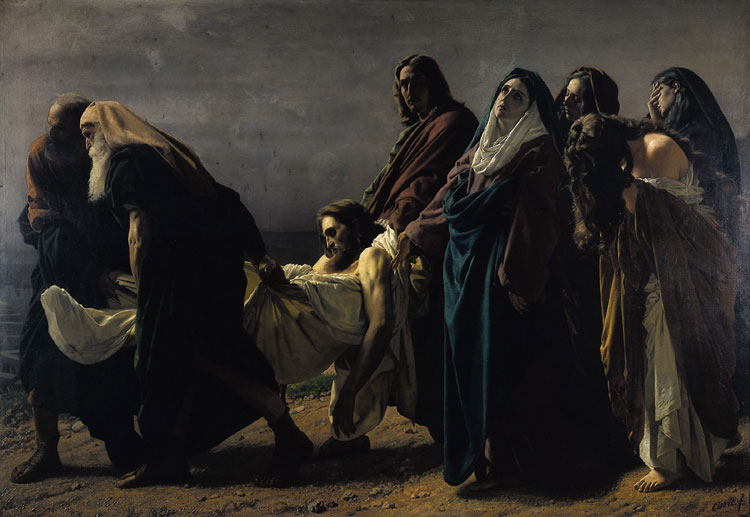
Il trasporto di Cristo al sepolcro di Antonio Ciseri.

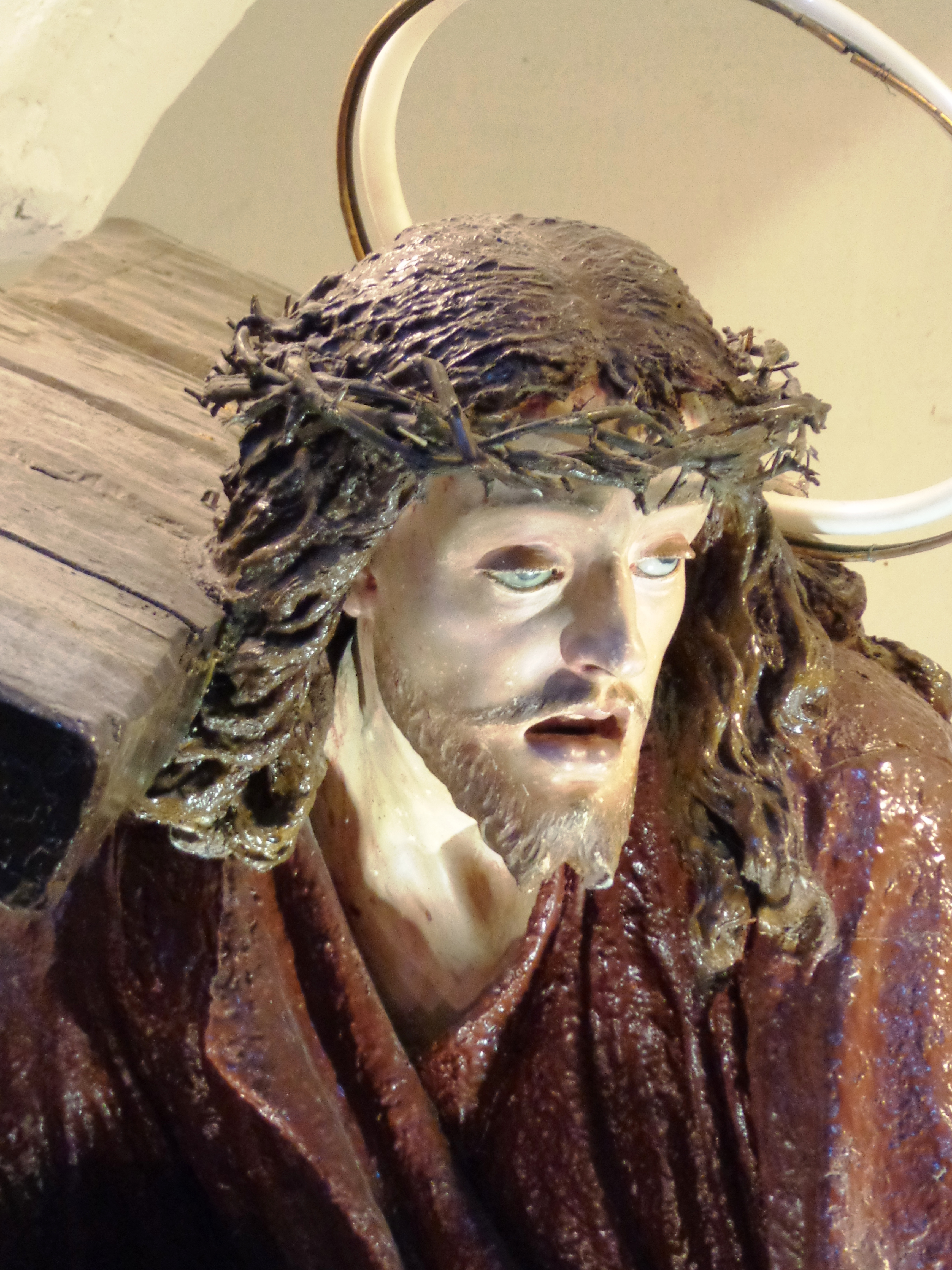
Dettaglio della Caduta, Chiesa dei Cappuccini.

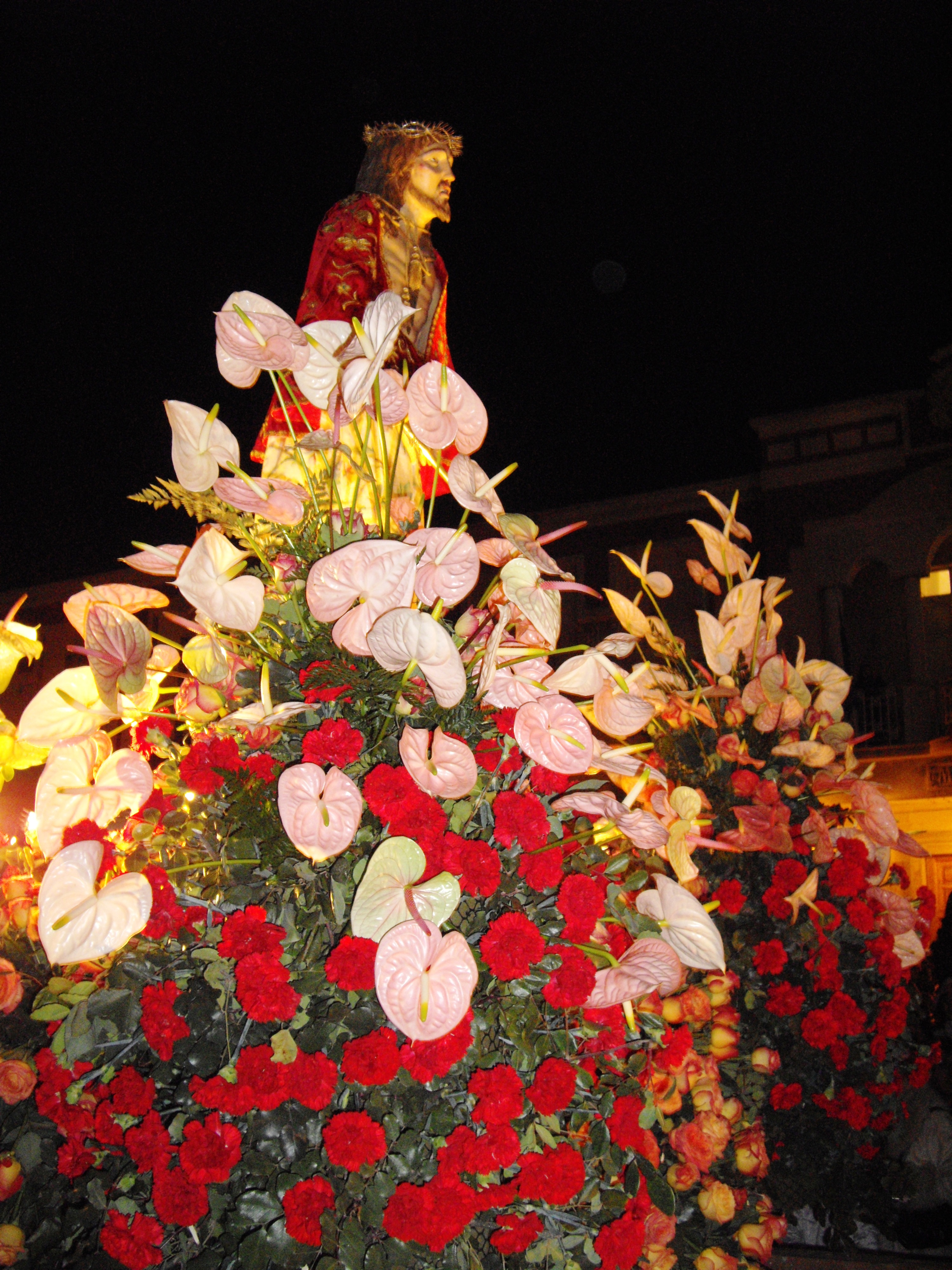
Ecce Homo, Chiesa dell'Immacolata di Barcellona.

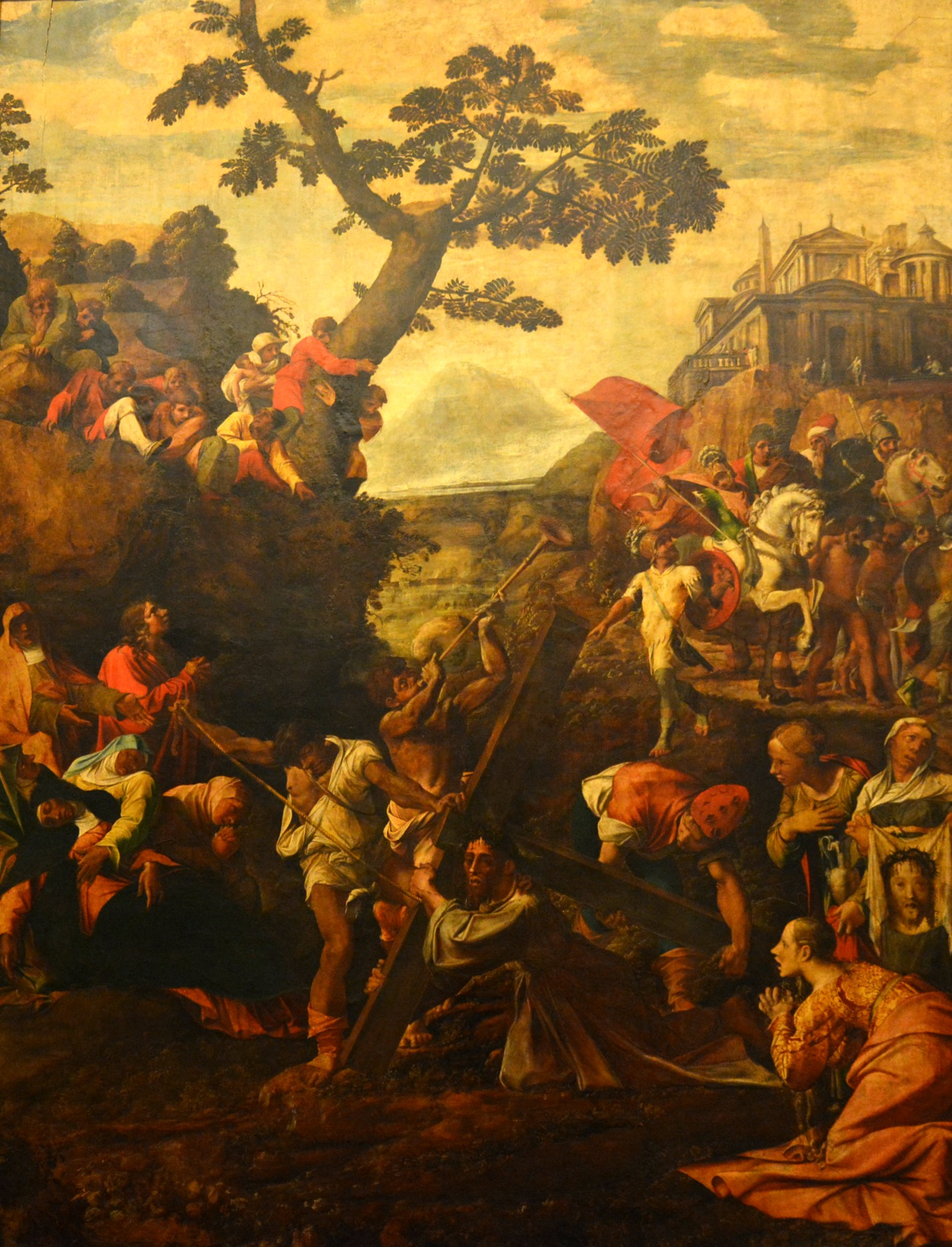
Andata al Calvario, Polidoro da Caravaggio, Museo nazionale di Capodimonte, Napoli.

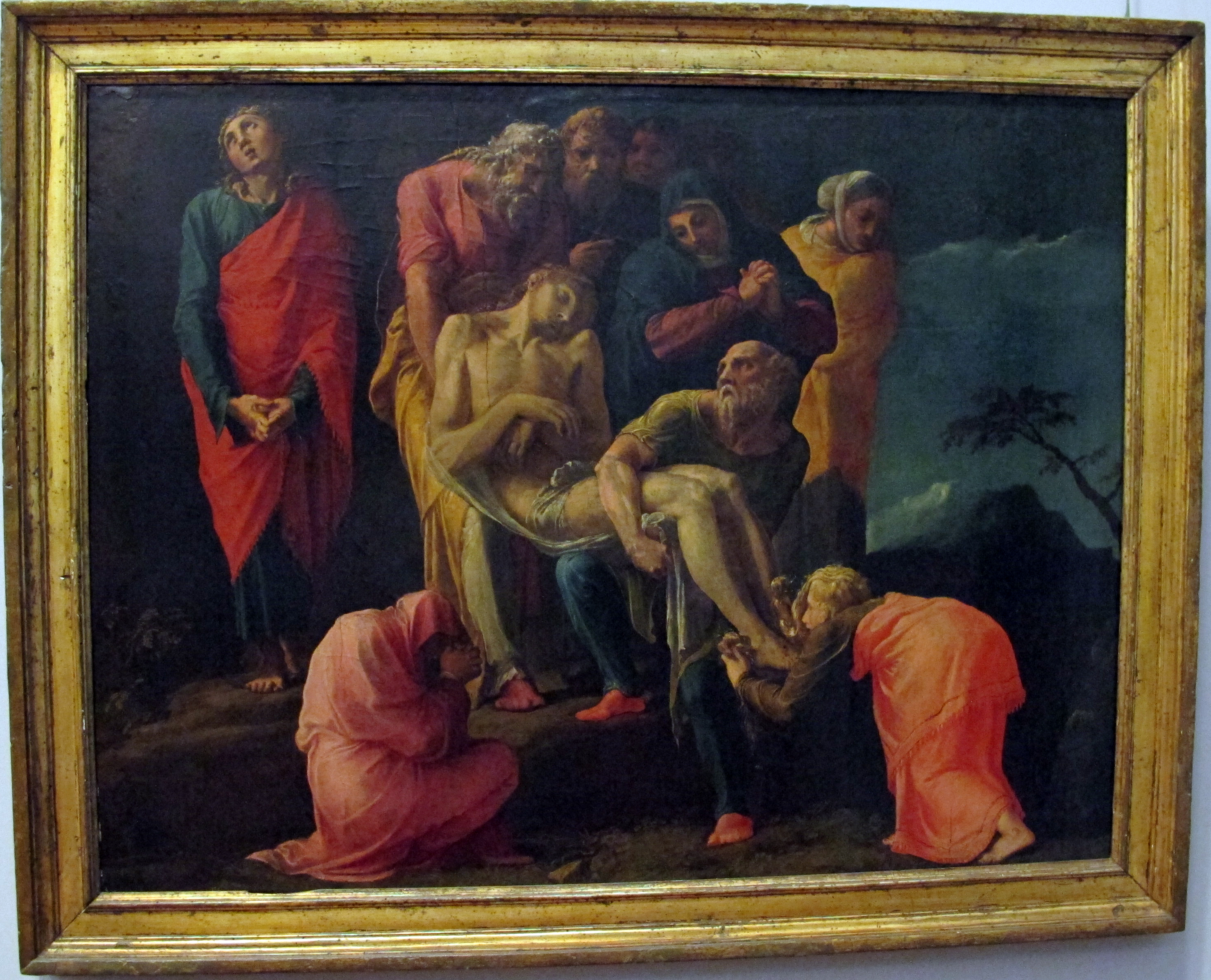
Trasporto di Cristo al Sepolcro, Polidoro da Caravaggio, Museo nazionale di Capodimonte, Napoli.

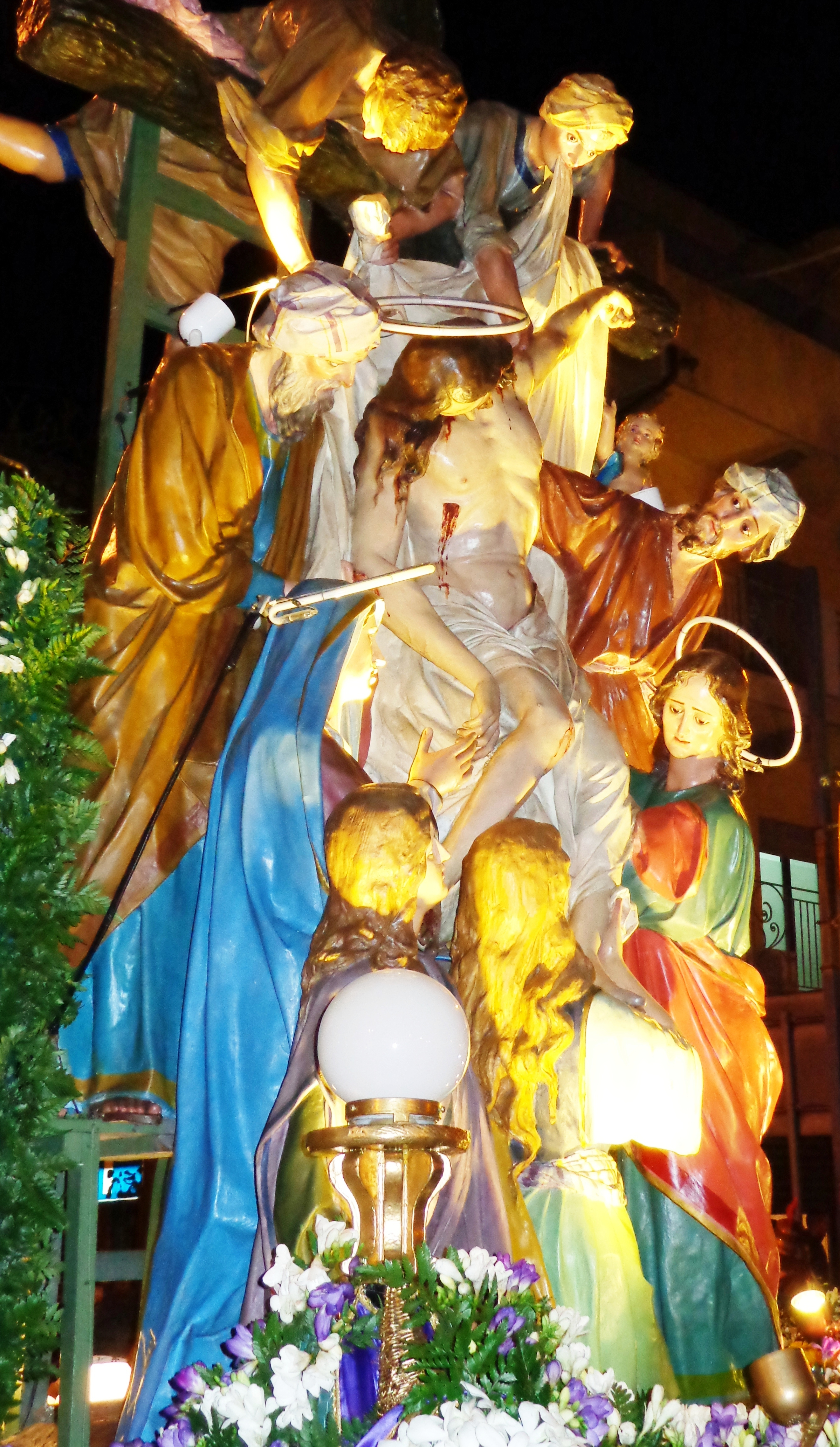
La Deposizione di Barcellona.

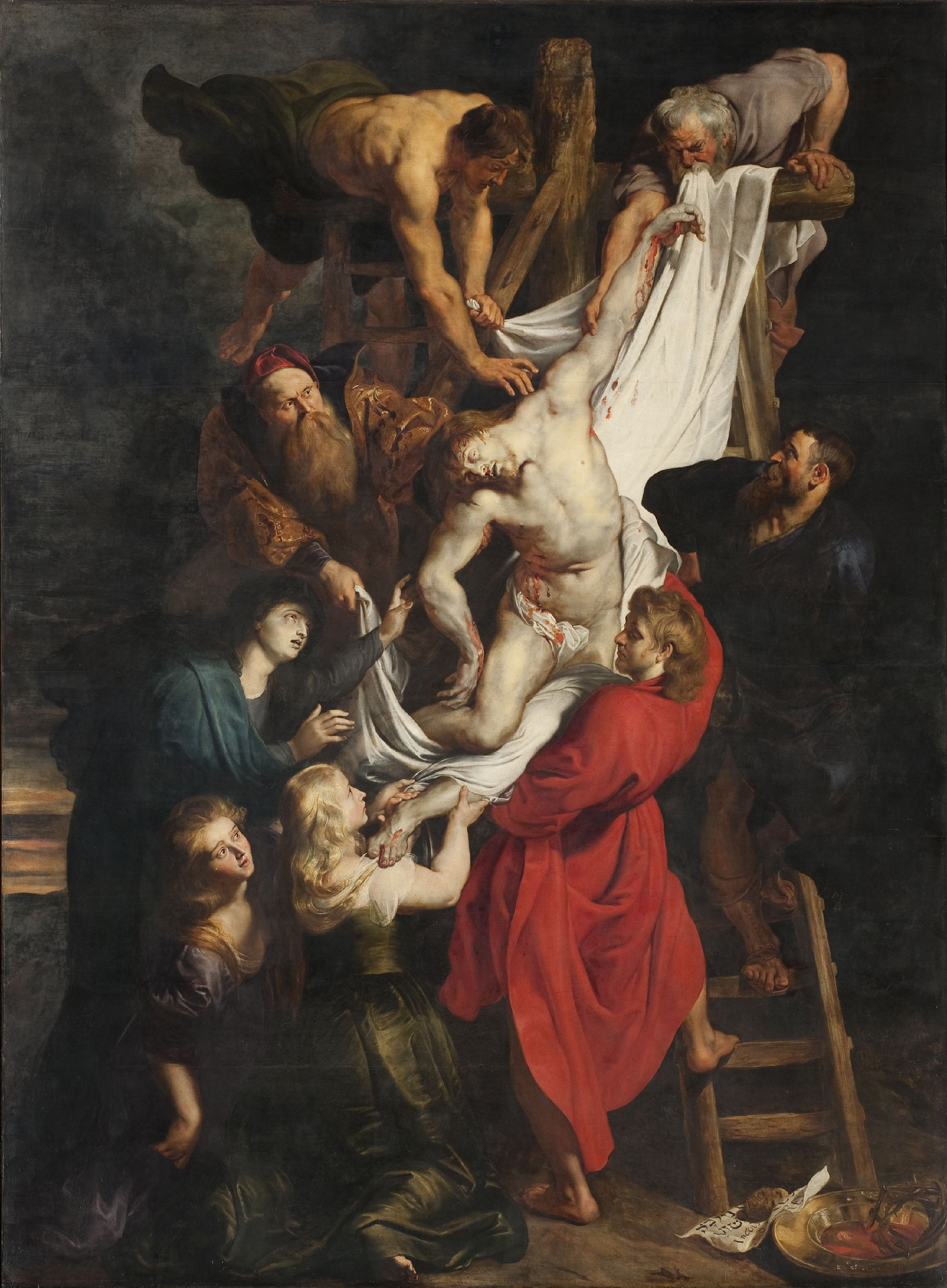
Pannello centrale del Trittico di Peter Paul Rubens.

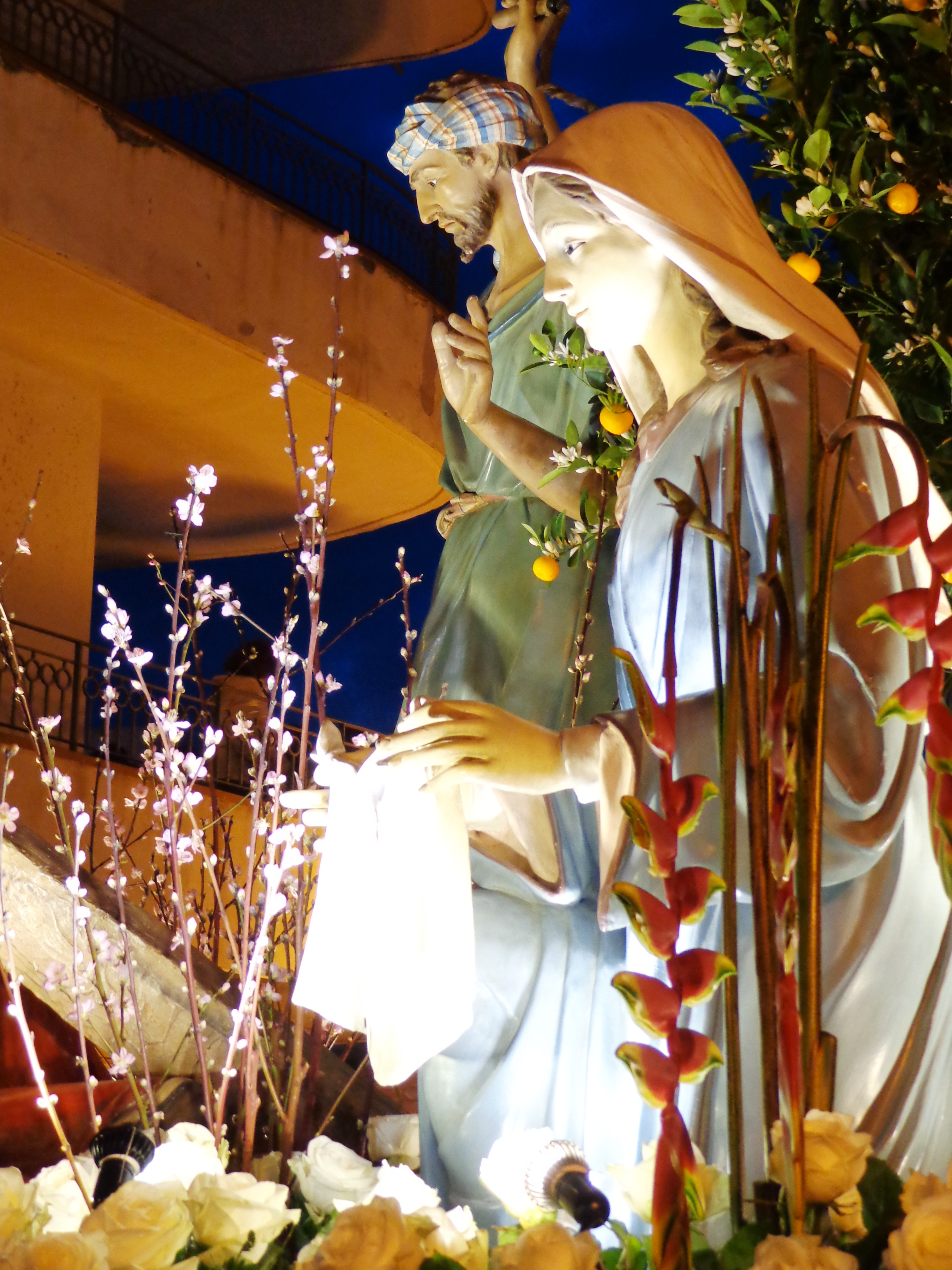
La Caduta e la Veronica, vara di Barcellona.

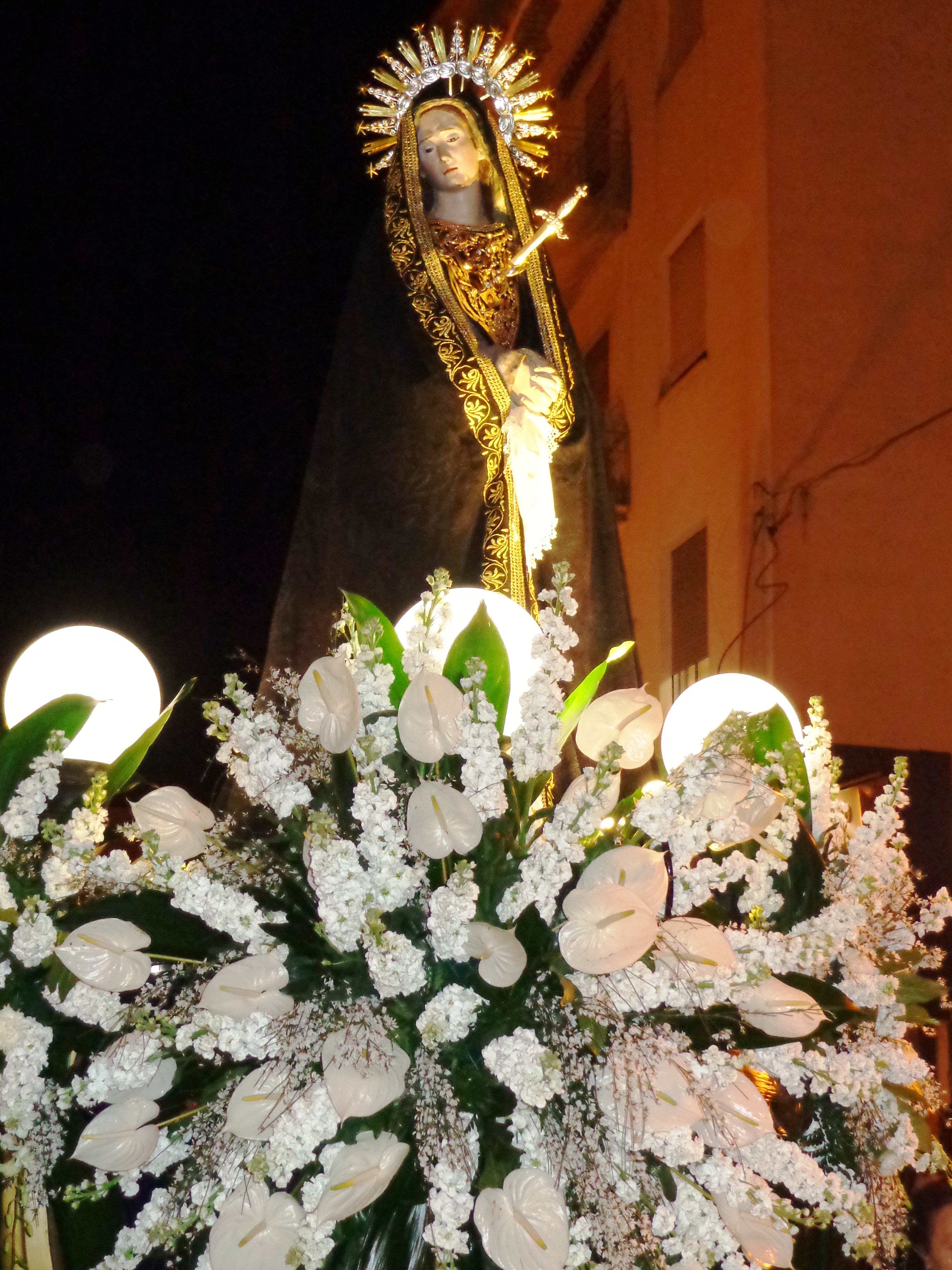
L'Addolorata, vara di Barcellona.

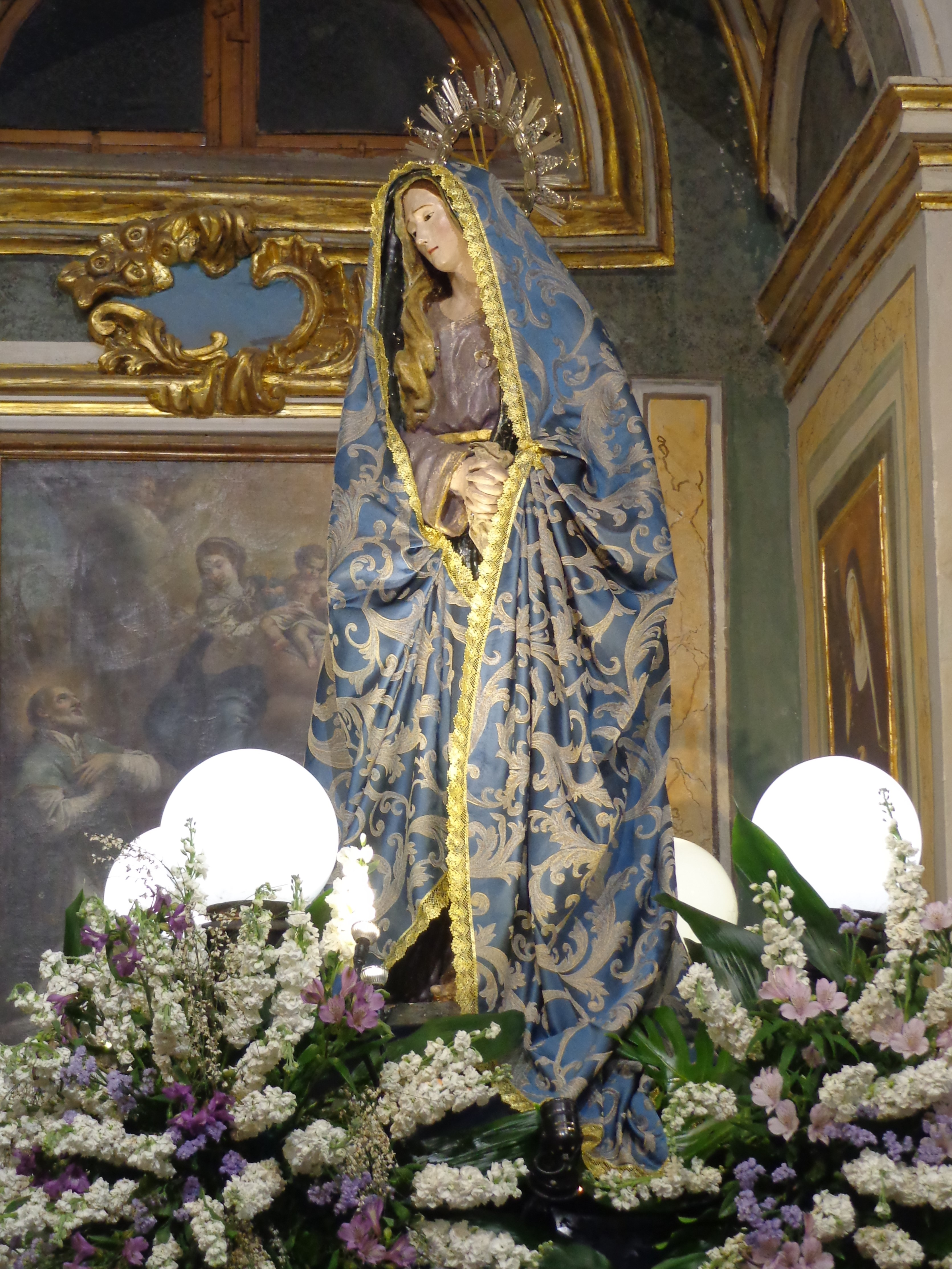
L'Addolorata, vara di Barcellona, manto post processioni.

I pròdromi dei riti. In Sicilia, dopo l'anno 1072, il ritorno alla sovranità di matrice cristiana e cattolica avviene con l'avvento dei normanni grazie al contributo congiunto dei cattolicissimi, quanto guerrieri Gran Conte Ruggero e di Roberto il Guiscardo. Con l'insediamento di numerosi ordini religiosi si creano e diffondono capillarmente le opere ispirate dagli insegnamenti evangelici e permeate dal pensiero filosofico dei dottori della Chiesa.
Come la rappresentazione della Natività riconducibile all'opera di San Francesco d'Assisi col primo presepe vivente di Greccio, anche le rievocazioni pasquali sono attribuibili al Poverello di Assisi e alla tradizione francescana. In pieno clima di campagne militari delle Crociate per la riconquista del Santo Sepolcro e di tutti i luoghi legati alla Vita e alla Passione di Gesù, quando la vera Via Crucis comportava la necessità di visitare personalmente i luoghi sacri della Terra santa.
L'incontro tra Francesco e l'illuminato sultano al-Malik al-Kamil, nipote di Saladino a Damietta durante il controverso contesto della quinta Crociata bandita dal Concilio Lateranense, sfocia in una sentita e duratura amicizia ma, l'esito del conflitto è disastroso per la baldanzosa armata cristiana. La custodia di Terra Santa è assegnata all'Ordine dei frati minori, nonostante ciò e per alterne vicende, seguiranno altre quattro Crociate e numerose dispute minori che caratterizzano il basso Medioevo, pertanto, secoli di guerre, un lungo travagliato e pericoloso viaggio, dettano la necessità di creare rappresentazioni alternative onde portare idealmente ciascun credente a Gerusalemme per coinvolgerlo spiritualmente dal punto di vista religioso.

### Diffusione dei Francescani in Sicilia
I Francescani s'insediano nelle principali città di Sicilia con l'istituzione di numerosi sedi costituite da conventi e chiese sotto il titolo di Santa Maria di Gesù nei centri di Agrigento, Alcamo, Bivona, Caltavuturo, Castroreale, Catania, Chiaramonte Gulfi, Collesano, Corleone, Ferla, Ficarra, Ispica, Licata, Messina (3), Mistretta, Modica, Naro, Naso, Palermo (2), Petralia Soprana, Pietraperzia, Raccuja, Ragusa, Siracusa, Taormina, Termini Imerese, Trapani, Tusa, Vizzini e in altre località minori rette dall'Ordine dei frati minori osservanti. Ad esse quasi sempre si accompagnano numerosi altri luoghi di culto dedicati espressamente a San Francesco d'Assisi sotto il titolo dell'Immacolata Concezione dell'Ordine dei frati minori cappuccini: Agrigento, Alcamo, Barcellona Pozzo di Gotto, Caltagirone, Catania, Comiso, Messina, Ragusa, Santa Lucia del Mela.
Nella penisola avvengono le seguenti principali rievocazioni:
- 842 (?), "Processione del Venerdì santo di Chieti" organizzata dall'Arciconfraternita del Sacro Monte dei Morti della città di Chieti.
- XI secolo, "Processione degli Incappucciati" condotta dall'Arciconfraternita del Gonfalone di Civitavecchia.
- 1260c., "Arciconfraternita dei Cinturati" a Teramo.
- 1260, Riti processionali formati da figuranti che interpretano personaggi biblici, penitenti, battenti, disciplinati sono praticati a Genova dove la "Confraternita dei Disciplinanti" si riuniva per pregare in grandi case, dette «casacce» o «casazze».[6][7][8][9]
- XIII secolo, "Rito dei Flagellanti" di Savona.
- 1262, la "Compagnia del Gonfalone" celebra simili rappresentazioni a Roma e dentro il Colosseo.
- 1378, la "Confratrum Frustigantium" tramanda all'"Arciconfraternita della Morte" usi e costumi anteriori di riti penitenziali a Sorrento.
- 1633, la Congregazione dell'Entierro o Del sepolcro di Nostro Signore Gesù Cristo di Nobili e Ministri, italo - spagnola della città di Milano.

## Altri progetti

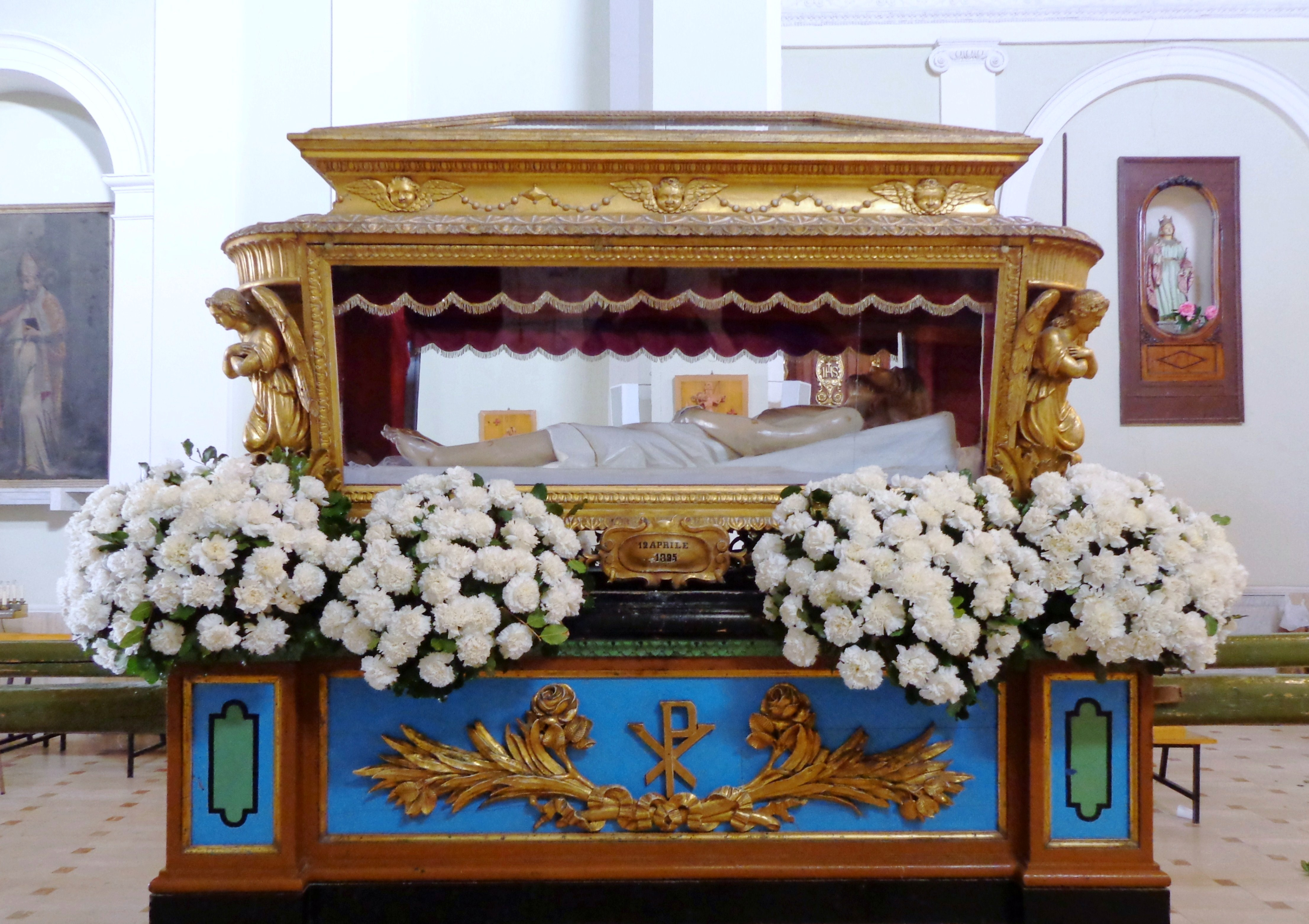
L'Urna del Cristo Morto di Pozzo di Gotto, Pasqua 2013.

#### Introduzione e diffusione delle Casazze
Casazza. «Casazza: peggiorativo di casa, casaccia, informis domus. Casazza vale anche rappresentazione delli misterj della passione di Nostro Signore Gesù Cristo, latino Passionis Domini Nostri Jesu Christi tragædia. Così detta dalla gran casa dove si radunavano i personaggi, e si componeva la processione. 
Casazza: per synecdochen celebris illa processio, in qua insigniora, Patriarcarum, Ducum, Regum, Prophetarum & c. Sacra Scriptura petita gesta in publicum per personatos homises prodeunt. Quod puto dictum a prægandi domo quam dicimus  casa,  ubi priusquam exeant congregantur».
Anche in Sicilia compaiono le «casazze», verosimilmente d'origini lombardo - padane, importate grazie agli eserciti e popolazioni giunti al seguito di Ruggero I di Sicilia o come conseguenza degli intensi scambi commerciali del Tirreno e in generale del Mediterraneo di cui la Sicilia costituiva il fulcro naturale, al punto che nel 1361 la "Compagnia dei Disciplinanti di San Luca" di Burgio aveva regole e uffici identici ai corrispettivi sodalizi di Genova e Firenze.
- Più tardi la terminologia «casazza» è presente a Catania, Palermo e in tutte le città portuali dell'isola che intrattengono relazioni commerciali col capoluogo ligure. Anche nelle zone interne (Caltanissetta) si diffondono i riti al punto di registrare il più alto numero di accoliti o seguaci o confratelli ".....sino a milleduecento nella casazza di Nicosia".[14][15] La casazza di Nicosia è considerata fra le più antiche e anche la più prolifica con riferimento alle rappresentazioni messe in atto, in relazione al numero di partecipanti e alle scene recitate.[13][16][17]
- Per «casazza» è inizialmente indicato il luogo ove si riunivano i flagellanti in preghiera e praticare i loro riti penitenziali. In Sicilia nel XIV secolo il termine casazza si estende anche a tutte le attività ovvero tutte le processioni della «Settimana Maggiore» o Settimana Santa. Più tardi con la nascita del teatro liturgico, il termine casazza è adottato anche per questo genere di rappresentazioni sacre.[18]
- Per l'intensa attività scenica sono note le casazze di Balestrate, Carini (1772), Castelbuono, Caltanissetta (1857), Enna (1849), Erice (1742), Ficarazzi (1876), Isnello, Gangi, Gratteri, Monreale, Mussomeli, Partinico (1787), Salemi (1845).[19] La casazza di Collesano si caratterizzava per la rappresentazione di una complessa scenografia costituita da ben 33 quadri mobili, ciascuno dei quali racconta, attraverso figuranti in costume, un episodio della vita di Gesù Cristo. Nello specifico prende spunto dal dramma sacro di Filippo Orioles: Il riscatto di Adamo nella morte di Gesù Cristo. Altra rappresentazione o casazza assimilabile è la «Cercha» che si svolge annualmente il Venerdì Santo sin dal 1667.

Dopo le casazze e le processioni di personaggi viventi, caratterizzate da notevoli sforzi organizzativi e consistenti impegni economici, le rappresentazioni sono effettuate con l'utilizzo di statue mobili e immobili, scenografie semoventi determinando la genesi della  Passio figurata. Oltre ai costi e l'impiego massiccio di figuranti contribuì notevolmente alla loro drastica riduzione numerica i contagi e le epidemie di peste, decisiva quella nota come peste di Messina del 1743. Tuttavia, le rappresentazioni di alcune casazze sopravvissero fino ai primi decenni del XIX secolo.

### Riti pasquali in Sicilia in epoca aragonese - spagnola
La Passione nelle arti. La narrazione della Passione di Cristo contenuta nei vangeli canonici: Matteo 26-27, Marco 14-15, Luca 22-23, Giovanni 18-19, ispirano la trascrizione di brani e canti orali. Da Venanzio Fortunato a San Francesco d'Assisi, dal pensiero di Sant'Ignazio di Loyola a quello di San Tommaso d'Aquino, dalle riflessioni e meditazioni Sant'Alfonso Maria de' Liguori alle monumentali composizioni musicali e pittoriche. Attraverso opere come lo Stabat Mater Dolorosa, Anima Christi, il Miserere di Gregorio Allegri si perviene alle numerose opere locali che contribuiscono alla divulgazione del Mistero della Morte e Resurrezione di Gesù Cristo.
Le arti figurative e la letteratura religiosa si ispirano vicendevolmente circa gli avvenimenti legati alla rocambolesca consegna dello Spasimo di Sicilia di Raffaello Sanzio al monastero olivetano di Santa Maria dello Spasimo (da cui il nome dell'opera) di Palermo avvenuta nel 1517. Con l'arrivo del capolavoro s'innesca una reazione tra i più talentuosi artisti della penisola operanti in Sicilia e parimenti aumentano le commissioni coi maestri oltre Stretto. Il soggetto e lo stile condizionano positivamente e in modo prolifico l'estro di incisori, scultori, esecutori d'affreschi e di dipinti quali Luca Cambiaso, Antonio Catalano il Vecchio, Antonello Crescenzio, Albrecht Dürer, Giovanni Paolo Fondulli, Antonello Gagini, Deodato Guinaccia, Giuseppe Salerno, Giuseppe Sirena, Francesco Militello, Mario Minniti, Nicolò Mirabella, Filippo Paladini, Joseph Tomasi, Marco la Vecchia, Agostino Veneziano, Jacopo Vignerio che inondano le chiese di Sicilia di riproduzioni che a loro volta, per effetto moltiplicatore di maestri dello spessore di Marcantonio Raimondi, Domenico Cunego, Caledonio Nicolas, David Teniers il Vecchio e «il Giovane», Fernando Selma, Paolo Toschi, sono fonte d'ispirazione di ulteriori capolavori nel resto della penisola, in Europa e, in epoche successive, nelle Americhe.
In particolare lo «Spasimo» o «Andata al Calvario» di Polidoro da Caravaggio, allievo e stretto collaboratore del genio di Urbino, commissionato per la chiesa della Santissima Annunziata dei Catalani di Castellammare nel 1534, oggi al Museo nazionale di Capodimonte di Napoli, costituisce una versione «processionale» dell'opera raffaellesca, celebrata a Messina con i versi de "Il Spasimo di Maria Vergine" del sacerdote Nicola Giacomo di Alibrando. Entrambe le opere tendono ad esaltare i nascenti aspetti devozionali della Passione di Gesù nella città peloritana estendendone, attraverso le numerose copie pittoriche "personalizzate", la conoscenza oltre i confini dei capoluoghi Messina e Palermo fin nelle città di Caccamo, Caltanissetta, Castelvetrano, Catania, Collesano, Polizzi Generosa, Trapani.
Il benedettino Teofilo Folengo nel 1538 è invitato in Sicilia governata dal concittadino mantovano Ferrante I Gonzaga viceré di Sicilia al tempo di Carlo V di Sicilia. Destinato inizialmente presso la primitiva chiesa di Santa Maria dell'Itria detta «La Pinta», in seguito al complesso abbaziale di San Martino delle Scale della Congregazione cassinese, compone la sacra rappresentazione l'"Atto della Pinta". Il tema è più volte messo in scena, tratta la storia della redenzione dai tempi di Adamo fino a Cristo, opera in corretto latino liturgico, primo esempio in Italia di rappresentazione sacramentale sull'esempio spagnolo.
Come priore a Borgetto dirige fino al 1542 i monasteri benedettini di Santa Maria delle Ciambre e della Madonna del Santissimo Romitello. Dopo "L'umanità del Figliuolo di Dio" e altre opere sacre inedite, il successo, il consenso e la percezione della storia sacra come rappresentazione in palcoscenico di eventi mirabili nella loro semplicità e nel coinvolgente ritmo dell'alternarsi delle vicende bibliche, portano l'autore alla composizione dell'"Hagiomachia", una raccolta di 18 vite di martiri in esametri latini e della "Palermitana", poema sacro in terzine. Fino agli inizi del XX secolo il componimento "Atto della Pintà" di Teofilo Folengo, è ritenuto la più antica composizione drammatico - religiosa mai scritta e rappresentata in ambito liturgico in Sicilia.
A Catania un altro mantovano Benedetto Fontanini tra il 1537 e il 1539 compone il trattato spirituale dal titolo il "Beneficio di Cristo".
Il ritrovamento nella Biblioteca Comunale di Palermo all'inizio del XX secolo di un dramma sacro scritto in lingua siciliana fra 1414 e il 1434, retrodata in epoca aragonese le fonti delle prime rievocazioni in Sicilia.

#### La Passione nelle arti -Passio recitata
La  Passio recitata o "declamata", in forma di "lettura" rievocante i momenti salienti della Passione di Cristo, trae origini dalle sacre rappresentazioni effettuate anticamente in Sicilia, nello specifico ispirate dall'opera "Resurrectio Christi" di Marco De Grandi poeta, giurista, storico, giurato del senato, segretario della Camera Reginale di Siracusa (regina Maria di Castiglia), curatore dei Consigli Civici, vissuto tra il 1418 e il 1495 durante il regno di re Alfonso V d'Aragona del casato dei Trastámara. L'autore del dramma sacro è l'erede spirituale dell'opera letteraria religiosa condotta dal suo illustre predecessore il siracusano Giuseppe l'Innografo vissuto in epoca bizantina.

#### La Passione nelle arti -Passio figurata
È posteriore la  Passio figurata non recitata, rievocata con spettacoli popolari con l'utilizzo didattico e spesso drammatico, di lavori di falegnameria, con l'ausilio di immagini e di artifici realizzati in legno, cartapesta e stoffe colorate. Una simile rievocazione è realizzata a Messina nel 1508 sulla piazza del monastero carmelitano, ordine insediato presso la chiesa di San Cataldo, durante la visita di Raimondo di Cardona Viceré di Sicilia e Napoli. L'evento s'inserisce storicamente nella fase di transizione del Regno d'Aragona casato dei Trastámara con Ferdinando II d'Aragona e l'impero di Carlo V d'Asburgo con la coreggenza nominale di Giovanna di Castiglia impropriamente detta la "Pazza" (la "Loca").
- Nel 1506 Giovanna di Castiglia come conseguenza della morte improvvisa del marito Filippo I di Castiglia, in segno di lutto adotta e impone la processione dell'"Entierro" o "Sepolcro di Cristo" durante i riti processionali della Settimana Santa in Spagna e nelle rievocazioni delle maggiori città dei territori dell'Impero asburgico, penisola italiana e Sicilia comprese.
- L'imperatore Carlo V d'Asburgo commissiona l'esecuzione e l'esposizione di tre dipinti e simulacri per spiegare i sette dolori al popolo analfabeta, nella Cappella della Mater Dolorosa della "chiesa di Sant'Egidio Abate" di Burgos durante i riti pasquali. Il luogo di culto è sede dell'antica "Confraternita Reale del Sangue di Cristo di Burgos e della Madonna Addolorata" ("Real Hermandad de la Sangre de Cristo de Burgos y de Nuestra Señora de los Dolores").[32]
- Durante la precedente dominazione aragonese, le tradizioni siciliane si rifanno verosimilmente alle costumanze della "Hermandad de la Sangre de Cristo"[33] (istituzione attestata presso il convento francescano dell'Ordine della Penitenza di Gesù nel 1280) e alla "Cofradía de Nuestra Señora de la Piedad y del Santo Sepulcro" o "Antiquísima Cofradía del Santo Sepulcro de Nuestro Señor"[34] (confraternita istituita presso il Reale Monastero della Resurrezione al tempo delle Crociate), rispettivamente prima fratellanza e confraternita costituitesi a Saragozza, entrambe radicate nel XIII secolo.
- In particolare, nel 1513, Diego Herrera da Saragozza è nominato abate dell'abbazia basiliana di Santa Maria di Gala. Dottore in diritto civile e canonico, in seguito alla rinuncia del predecessore, già eletto nel 1510 Cappellano Maggiore e abate di Santa Lucia del Mela, 29° prelato della cattedrale di Santa Maria Assunta.

#### La Passione nelle arti -Passio cantata
Passio cantata: È la peculiarità che contraddistingue i "riti divozionali" barcellonesi, oltre alla  Passio figurata e  Passio declamata. 
L'inno è eseguito dai Visillanti motivando il testo della Visilla nella versione cantata ("Vexilla Regis Prodeunt....") di Venanzio Fortunato, accompagnamento canoro dal vibrante impatto emozionale, acustico, visivo, tradizione non priva di singolari aneddoti e radicate liturgie.
Inno principale della  Passio cantata il cui testo risale all'Alto Medioevo, adottato come brano di musica sacra nella combinazione di polifonia nella liturgia cristiana del periodo pasquale, in un comprensorio soggetto alla dominazione bizantina. Nel particolare contesto storico l'intera Val Demone è sede di monasteri, cellule e comunità religiose provenienti dal Medio Oriente, in prevalenza di rito greco, le cui tradizioni sono influenzate fino all'avvento dei normanni, da quasi due secoli di dominazione araba.
Non un normale inno liturgico ma, nella forma locale, il canto accorato e struggente, straziante e disperato, dove il fervore e l'impeto inchiodano in senso figurato la lingua latina e da un'altra "passione", stavolta di natura linguistica, sgorga la preghiera più bella, forse agreste e ruspante, vociata e imponente ma, devota e interiore, intensa e coinvolgente, prorompente espressione di corale partecipazione.
Non la saeta, il dardo, il "grido" di dolore repentino e generalmente solitario di matrice iberica, nel quale si potrebbe configurare e/o riconoscere in alcune improvvise e veloci fasi ascendenti (crescendo) o discendenti (diminuendo) della melodia ma piuttosto, come lo definisce Melo Freni con un'incisiva espressione e impressione "... un saliscendi di acuti e controcanti gutturali che perdono il senso delle stesse parole ed esaltano quello della vitalità espressiva".
Il testo letterario e il testo cantato sono formati da quartine senza metrica che nella versione italiana perdono le poche rime.
Nell'esecuzione del testo cantato, l'incipit e i capovèrsi sono pervasi dalla componente araba identificabile nella chiamata salmodiante, rammentano per atteggiamenti e mimica la figura del muezzin, dove la sillabazione e intonazione melodica, richiamano lontani retaggi orientali tipici delle religioni rivelate alla nostra più vicine, elementi dei quali tutta l'isola è permeata. Rievocano l'invito alla preghiera, alla partecipazione, elementi che accomunano il canto per intonazione alle invocazioni, alle suppliche, alle acclamazioni tipiche delle celebrazioni dedicate alla venerazione di molti santi protettori e a numerosi altri canti dei riti della Settimana Santa in Sicilia.
L'enfasi canora distingue le "sobrie e contenute" versioni pozzogottesi dalle "vigorose, disinvolte ed esibite" versioni barcellonesi riconducibili alle grida cantilenanti dei banditori delle contrattazioni dei mercati rionali.
(dialetto locale, palermitano, catanese)
Il canto a cappella come struttura musicale risponde approssimativamente allo schema composto da:
- Introduzione: primo solista con estensioni proprie di tenore o alto, la voce prima esegue la prima parola dell'incipit o dei capoversi con virtuosismi, estensione e prolungamento della vocale della seconda sillaba;
- Responso: secondo solista, voce seconda minore con tonalità diversa esegue la seconda parola e come l'esecutore precedente, indugia sull'estensione e allungamento della vocale della prima sillaba;
- Seconda introduzione: primo solista, la voce prima effettua la ripresa sulla terza parola accentuando tonalità, estensione e vocalizzi della seconda sillaba. Tenui accenni di responso corale raccordano, rafforzano e accompagnano talune esecuzioni nelle fasi discendenti della parte solista.
- Responso corale: accordo costituito dalla sovrapposizione delle voci con la fusione delle tonalità e dei timbri. L'alternanza dell'introduzione - responso - introduzione seconda, fatta dalle voci soliste, è sostenuta dalle variegate e scalari tonalità dei poderosi responsi corali che esaltano la drammaticità degli eventi rappresentati. Il pedale cromatico di baritoni e bassi trascina emotivamente nella commozione, nel lamento, nel pianto corale, nel compianto l'intera collettività.

I versi del testo che ogni gruppo di "visillanti" intona a gruppi di due, "û pedi", è definito "pedi di Visilla".

##### LaPassio figurata- diffusione in Sicilia
Benché le tradizioni della penisola siano da attribuire generalmente ai vari Ordini francescani, nei vari centri dell'isola riflettono gli usi, costumi, contaminazioni e realtà religiose locali.
Le processioni che si svolgevano durante i venerdì di Quaresima, i cosiddetti venerdì di marzo, ebbero luogo in seguito all'emanazione, il 6 agosto 1573, della Bolla pontificia Pastoris aeterni da parte di Papa Gregorio XIII, che concedeva speciali indulgenze ai membri delle confraternite che le avessero organizzate. Durante il loro svolgimento i confratelli seguivano uno stendardo abbrunato, mentre i frati sfilavano dietro un crocifisso. Era presente l'accompagnamento musicale e condotta in processione la statua della Madonna, nella fattispecie l'Addolorata o Desolata o Maria Dolente. L'indulgenza plenaria si conseguiva percorrendo determinati itinerari, includendo la visita di basiliche, cattedrali e chiese, osservando specifici comportamenti.
- 1589, Invenzione di San Placido e compagni, evento legato al ritrovamento del primitivo sacello dei martiri presso la chiesa di San Giovanni di Malta di Messina.[36] In questa occasione è realizzata una rappresentazione itinerante dove figuranti su apposite scenografie rievocavano episodi legati alla vita di San Placido. Sull'impronta delle rievocazioni processionali delle vicende di Gordiano e Donato, compagni di Placido, è verosimile pensare alla realizzazione di una e vera propria Via Crucis cittadina costituita da gruppi statuari addobbati allo scopo.

Lentamente si delineano e configurano i riti processionali della Passione con gruppi figurati nelle più importanti cittadine dell'isola.
- 1505, A Catania presso la cattedrale di Sant'Agata si tenevano «rapresentationj djla Passionj dominica in la quatragesima»;
  - 1594, Compagnia di Sant'Agostino con i riti deliberati dal Senato cittadino nel 1615 sfociati in seguito nella "processione dei battenti" nel 1594, infine nella "processione dei misteri" nel 1642.[37]
- A Palermo:
  - 1591, Si ha memoria di un rito celebrato dalla "Reale Confraternita della Madonna de la Soledad" della chiesa di San Demetrio insediata nella Cappella di Nostra Signora della Soledad, derivato in tre diverse processioni organizzate dalle casazze o "casazas" di derivazione spagnola.[38]
  - 1593, 3 febbraio, Dal Collegio dei Gesuiti[39] partiva una processione con l'Urna del Santissimo Crocifisso con angeli piangenti, seguita da affollato corteo e musici. Con molte raffigurazioni lugubri e funeree, denominata il Trionfo della Morte, mai più replicata.[40] Contestualmente, in rapida successione sono documentate le passioni figurate delle: 
    - 1601 - 1780 Compagnia della Resurrezione di Santa Lucia de' Biscottai;[41]
    - 1687 Processione organizzata in Santa Cita dai Padri dell'Ordine dei frati minori domenicani;
    - 1689 Casazza di Santa Lucia al Borgo;[42]
    - ? Casazza di Sant'Anna la Misericordia;[43]
    - ? Casazza di San Domenico.[44]
- 1610, A Messina si definisce la prima processione delle Barette;
- 1612, A Trapani ha origine la processione dei Misteri;
- 1654, A Acireale glia accademici Zelanti documentano la processione dei fratelli della Madonna dei Miracoli;
- XVII secolo, A Marsala si realizza ed attua la processione del Giovedì Santo;
- 1780, A Caltanissetta prende corpo la processione delle Vare;
- XVII secolo, A Enna si definisce e concretizza la processione dei Misteri;
- XVII secolo, A Ispica si consolidano riti e sacre rappresentazioni;
- ?, Si configurano nel tempo Misteri ad Avola, Caltagirone (Giunta), Casteltermini, Castronovo, Cianciana, Polizzi Generosa.

Inoltre sono documentate manifestazioni a: Acate, Aci Castello, Adrano, Aidone, Alcamo, Alcara li Fusi, Alimena, Aragona, Augusta, Avola, Assoro, Barcellona Pozzo di Gotto, Barrafranca, Biancavilla, Bivona, Buccheri, Burgio, Buseto Palizzolo, Butera, Caccamo, Caltabellotta, Caltagirone, Caltanissetta, Caltavuturo, Cammarata, Canicattì, Capizzi, Cassaro, Castellammare del Golfo, Casteltermini, Castelvetrano, Castroreale, Catenanuova, Centuripe, Cerami, Cerda, Collesano, Comiso, Contessa Entellina, Corleone, Delia, Enna, Erice, Favara, Ferla, Forza d'Agrò, Gangi, Gela, Gratteri, Ispica, Leonforte, Licata, Licodia Eubea, Lipari, Marsala, Messina, Mezzojuso, Mineo, Misilmeri, Modica, Montelepre, Montedoro, Monterosso Almo, Motta d'Affermo, Mussomeli, Naso, Nicosia, Palagonia, Palazzo Adriano, Palermo, Paternò, Patti, Pietraperzia, Piana degli Albanesi, Petralia Sottana, Pozzallo, Prizzi, Ragusa, Randazzo, Resuttano, Ribera, Riesi, San Biagio Platani, San Cataldo, San Giovanni la Punta, San Gregorio di Catania, Santa Cristina Gela, San Giuseppe Jato, Sant'Angelo di Brolo, San Fratello, Savoca, Scicli, Sortino, Scordia, Serradifalco, Siculiana, Sinagra, Sommatino, Taormina, Termini Imerese, Terrasini, Trapani, Troina, Tusa, Valledolmo, Villalba, Villarosa, Vittoria, Vizzini.
Per cronologia, analogia, territorialità, emulazione, contaminazione di usi e costumi, al novero della seconda tipologia,  passio figurata contaminata dalla  passio cantata, inserita nel contesto isolano soggetto alla dominazione aragonese - spagnola rispettivamente sotto la Corona d'Aragona e Corona di Spagna, appartengono i riti della Settimana Santa di Barcellona Pozzo di Gotto.
Secondo le classificazioni della drammaturgia le due processioni barcellonesi si definiscono devozionali, penitenziali, drammatiche e associative.

### Contesto spagnolo nel comprensorio e in Sicilia

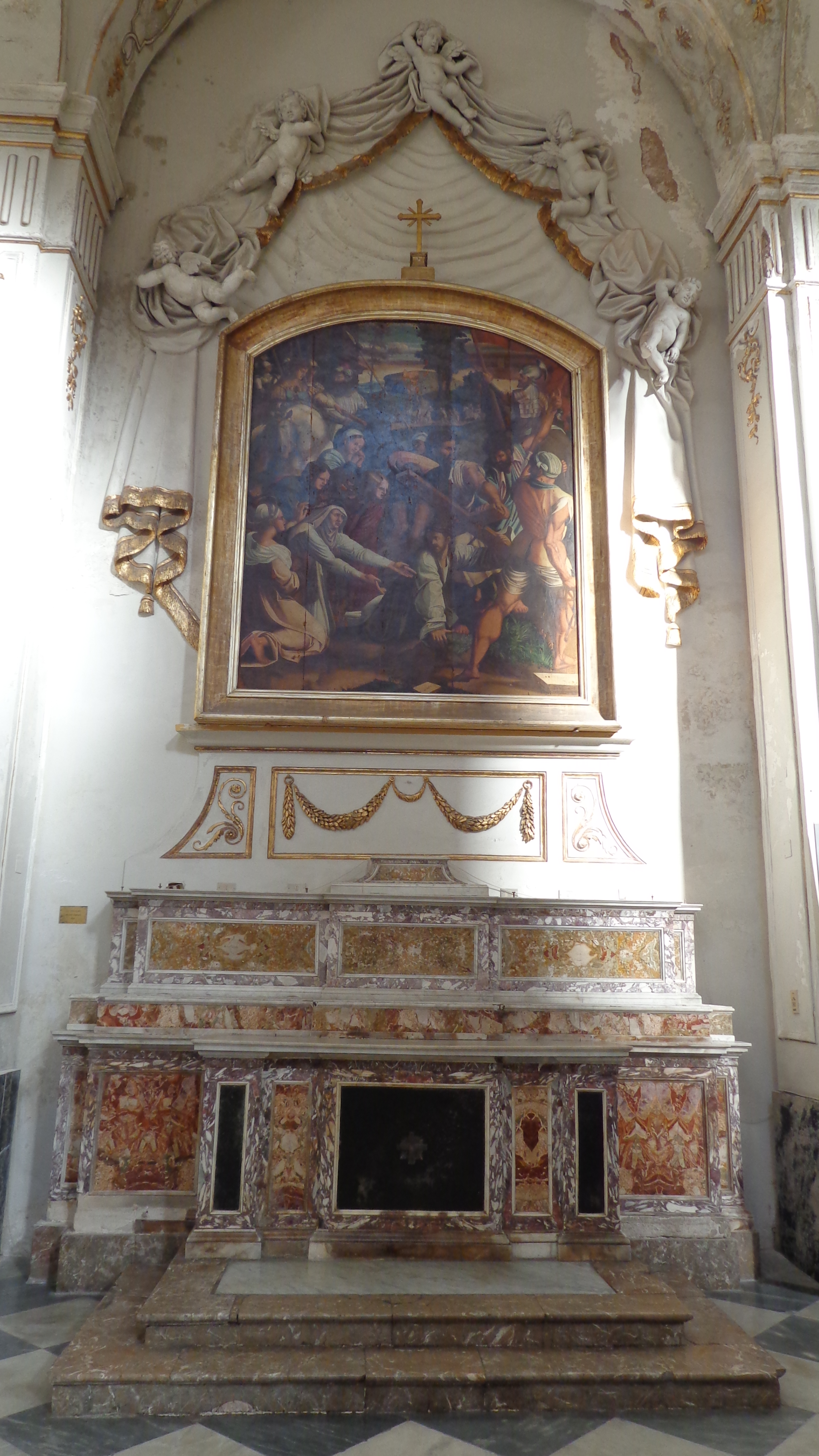
Spasimo di Sicilia di Jacopo Vignerio, Chiesa di San Francesco all'Immacolata Catania.

Nel complesso di recensioni, articoli, interviste, spot, è possibile leggere o ascoltare ciclicamente la stessa frase "riti e costumi forse di probabile origine spagnola ...". Come ricercato e dimostrato, tutti i riti pasquali, devozionali e processionali, praticati oggi in decine di centri dell'isola hanno origine durante la dominazione spagnola nel Regno di Sicilia. La dominazione di matrice iberica, aragonese - castigliana - asburgica, spazia in Europa da est ad ovest: dalla capitale Madrid a quella di Vienna; da nord a sud: da Milano, capoluogo dell'omonimo Governatorato, a Napoli e Palermo, capitali dei rispettivi regni della penisola; dai Paesi Bassi al centro America e isole dei Caraibi.
Contestualmente Giovanna di Castiglia e il figlio Carlo V d'Asburgo, imperatore del Sacro Romano Impero, dettano e impongono gli stessi usi e costumi religiosi in tutti i territori del vastissimo dominio. 
In Trinacria a rafforzare tale circostanza le cronotassi dei prelati delle diocesi isolane, dei viceré di Sicilia, gli alberi genealogici delle più potenti famiglie iberiche insediatesi in Sicilia sin dall'epoca normanna, aiutano a comprendere il contesto in cui sono maturati e diffusi i riti. L'elenco allegato è limitato a poco più di un ventennio e riguarda il periodo amministrativo. È ristretto solo alla giurisdizione ecclesiastica della provincia di Messina e contempla solo pochi rappresentanti e ambasciatori siciliani a vario titolo operanti in terra di Spagna.
Amministrazione del regno di Sicilia: 
- Viceré di Filippo II di Sicilia (1598 - 1621): Bernardino de Cardenas y Portugal duca di Maqueda (1598 - 1601), Lorenzo Suarez Figueroa duca di Feria (1602 - ?), Juan Manuel Fernández Pacheco y Zúñiga marchese di Vigliena e duca d'Escalona (1606 - 1610),[46] Pedro Téllez-Girón, III duca di Osuna (1611 - 1616), Francìsco Ruiz de Castro Andrade y Portugal conte di Castro - VIII conte di Lemos e duca di Taurisano (1616 - 1621)[47]
- Presidenti del regno di Sicilia: Giorgio Cardenas, marchese di Elci (1601), Giovanni Ventimiglia principe di Castelbuono (1606), luogotenente del re cardinale Giovanni Doria arcivescovo di Palermo (1610) e (1616) per 2 quinquenni consecutivi.

Limitatamente alle odierne diocesi di Messina e Patti, sul piano religioso i riti sono influenzati da costumanze introdotte da arcivescovi spagnoli rappresentanti la Santa Sede in Sicilia e prelati siciliani che hanno ricoperto incarichi in terra iberica:
- Messina: Antonio Cerdá y Lloscos (1448 - 1449), Pietro de Luna (1480 - 1492) nel 1472 ambasciatore del parlamento siciliano in Catalogna presso Giovanni II d'Aragona,[48] Pietro Isvalies (1510 - 1511), Gaspar Cervantes de Gaete (1561 - 1564), Francisco Velardo de la Cuenca (1599 - 1604), Pedro Ruiz de Valdevexo (1609 - 1617), Francisco Álvarez de Quiñones (1686 - 1698), Tommaso Vidal y de Nin (1730 - 1743).
- Santa Lucia del Mela: Alfonso d'Aragona (1492 - ?), Giacomo Conchilles (1505 - 1509), Juan Miguel de Mayo (1509 - ?), Diego Herrera (1510 - ?), Pedro Manríquez de Buytronm, Juan d'Espinar (1590 - 1601), Simone Rao Grimaldi (1602 - 1616), Antonio Franco (1616 - 1626), Pedro Solerá Montoya (1709 - 1711)
- Lipari: Martín Acuña (1585 - 1593), Juan Pedro González de Mendoza (1593 - 1599), Alfonso Vidal (1599 - 1618), Gaetano de Castillo (1691 - 1694).
- Patti: Juan de Aragón y Navarra (1482 - 1484), Giacomo Antonio Leofanti (1486 - 1494), Juan Marques (1494 - 1499), Miguel de Figueroa (1500 - 1517), Francisco de Urríes (1518 - 1534), Arnaldo Albertin (1534 - 1544), Bartolomé Sebastián de Aroitia (1549 - 1567), Antonio Rodríguez de Pazos y Figueroa (1568 - 1578), Gilberto Isfar y Corillas (1579 - 1600), Bonaventura Secusio (1601 - 1605), Juan de Rada (1606 - 1609), Ludovico Alfonso de Los Cameros (1654 - 1656), Simone Rau e Requesens (1658 - 1659).

Tra le donne, quale ambasciatrice in terra iberica della cultura, delle arti e delle tradizioni siciliane, la pittrice Sofonisba Anguissola. Eutichio Ajello abate barcellonese, studioso e catalogatore d'opere d'arte presso la Corte di Madrid.
Tantissime le usanze e le abitudini gelosamente custodite e orgogliosamente mantenute e tramandate, la fierezza dell'appartenenza e la gestione di un patrimonio cristallizzato durante una dominazione molto discussa ma mai abiurata. 
Tra esse la celebrazione del "Giovedì Grasso" con tradizionale Comunione a pecuru praticata a Ciminna presso la chiesa di San Francesco d'Assisi dal 1703 dalla Confraternita del Giovedì sotto il titolo del Santissimo Viatico. Al termine delle Sante Quarantore segue l'Appiddiata con la quale si Sdirrupa Carnalivali e col suono delle campane indica l'inizio della quaresima.
Molto simile un altro rito prevede il Bacio del Crocifisso ove il singolo confrate si reca presso il presbiterio percorrendo la navata in ginocchio. All'atto del bacio altri menbri del sodalizio baciano umilmente i polpacci di chi si accosta all'altare maggiore. 

#### Riti pasquali a Pozzo di Gotto in epoca spagnola

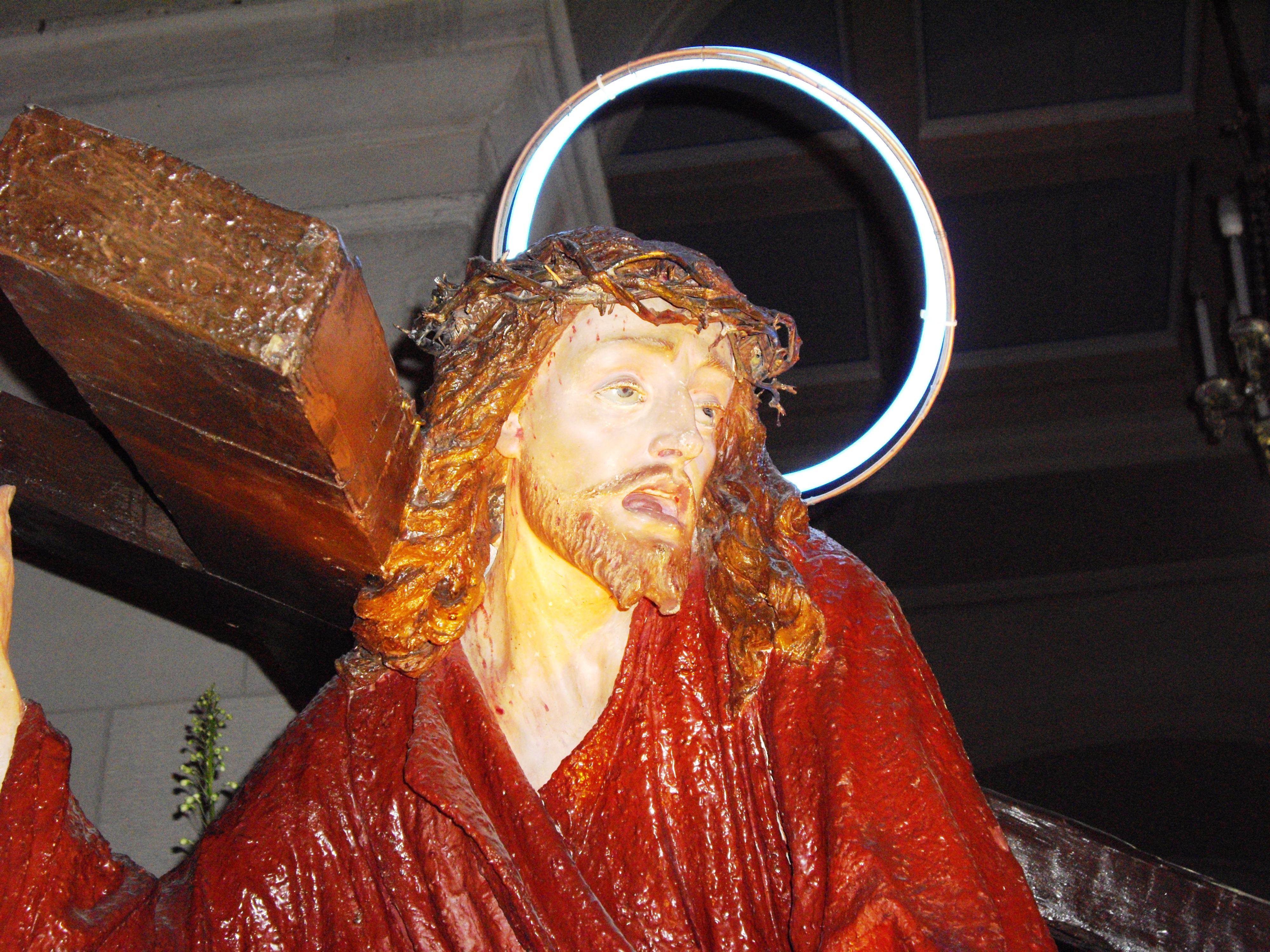
"La Caduta del Cristo" di Pozzo di Gotto, chiesa dei Cappuccini.

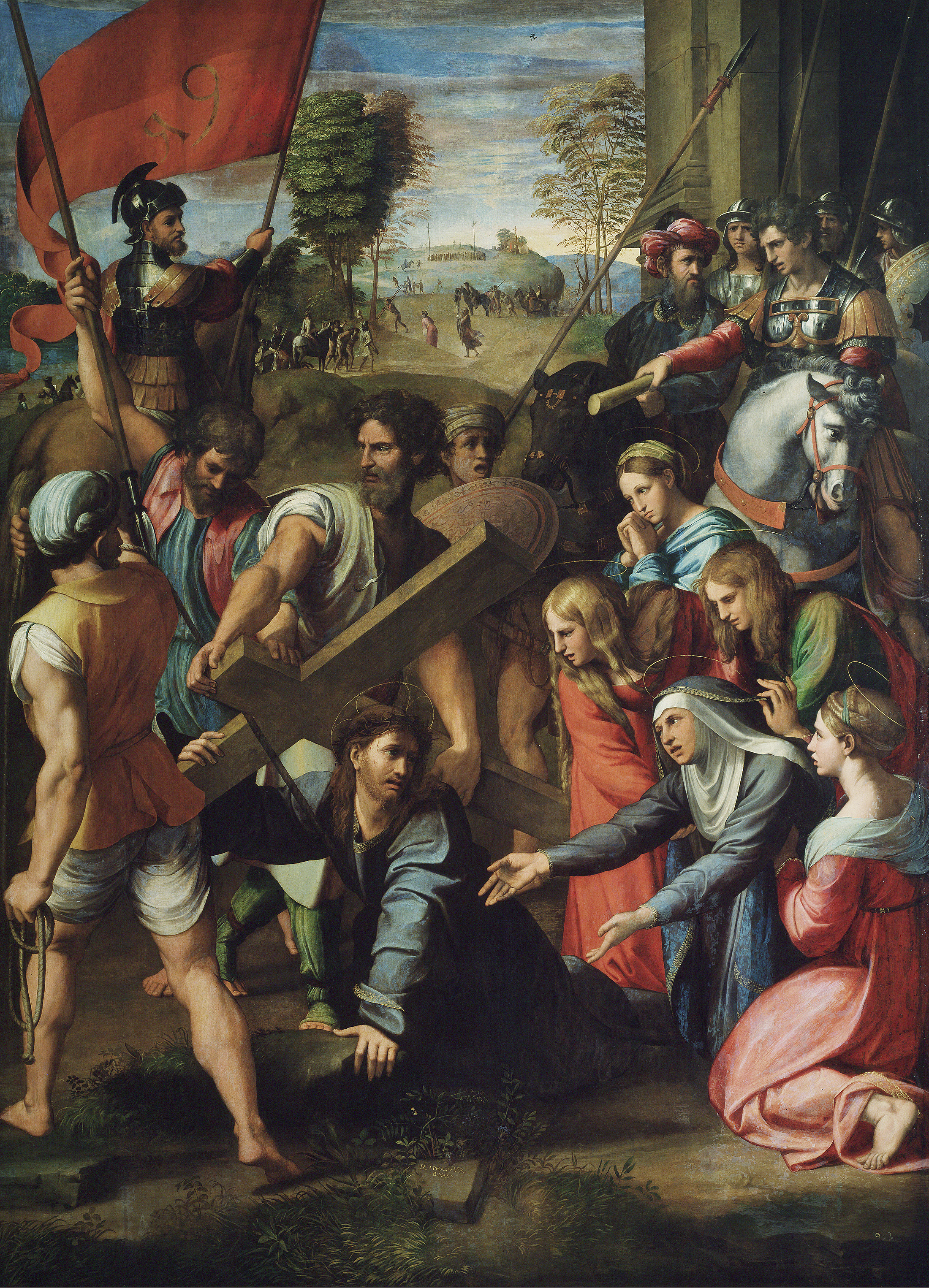
Lo "Spasimo di Sicilia" di Raffaello Sanzio.

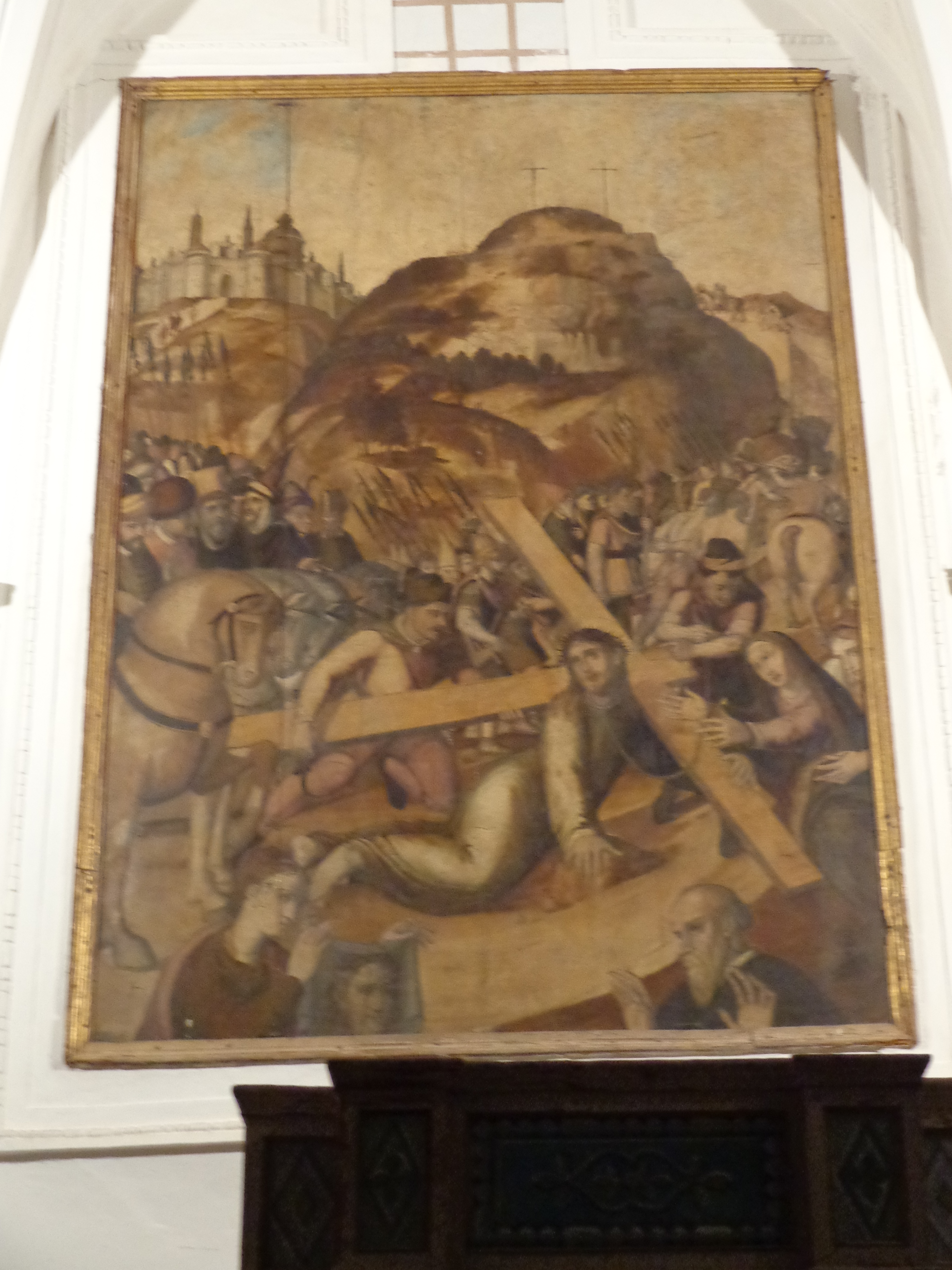
"Spasimo" custodito nella chiesa di Santa Marina di Castroreale.

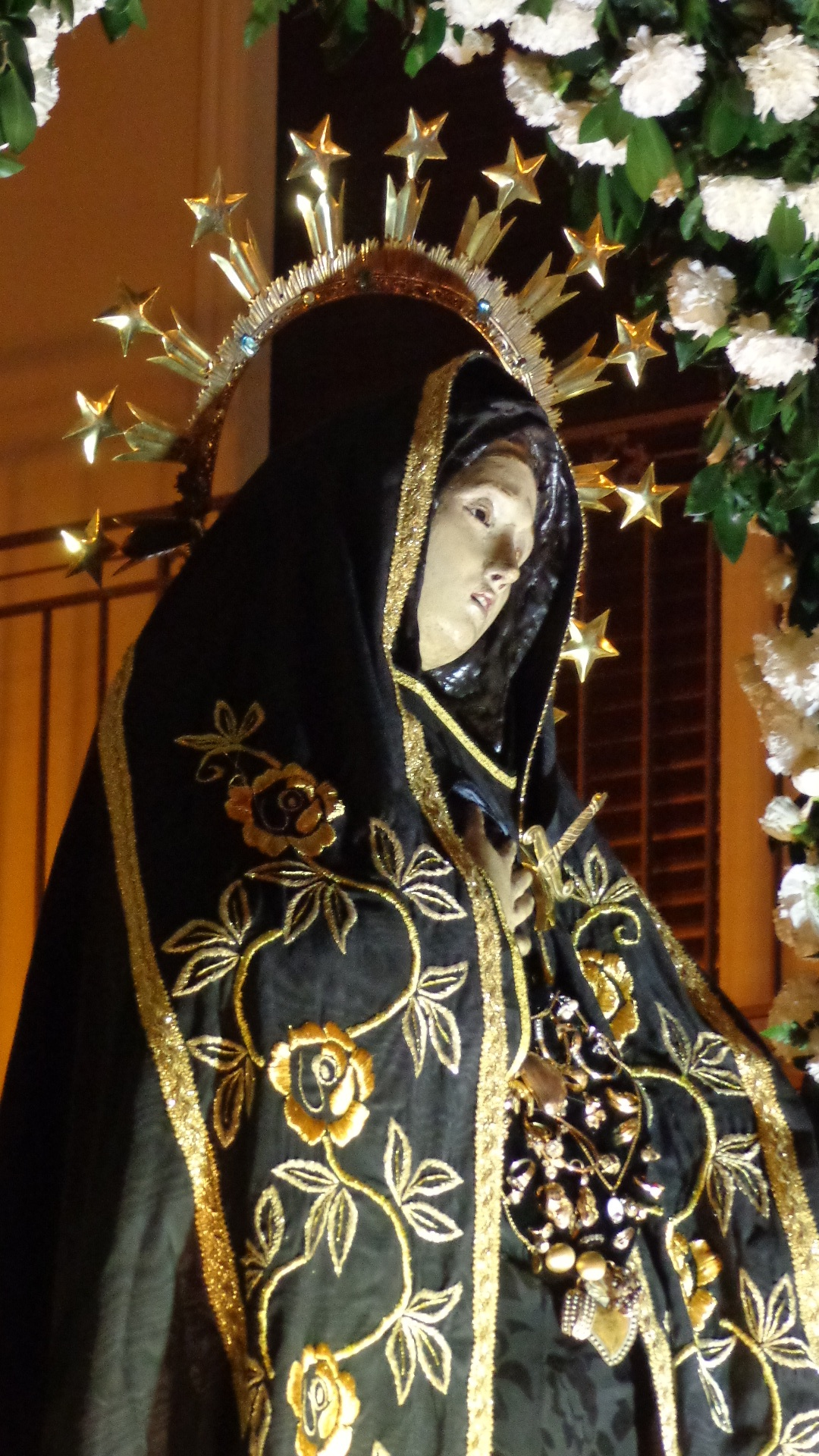
La Mater Dolorosa di San Vito.

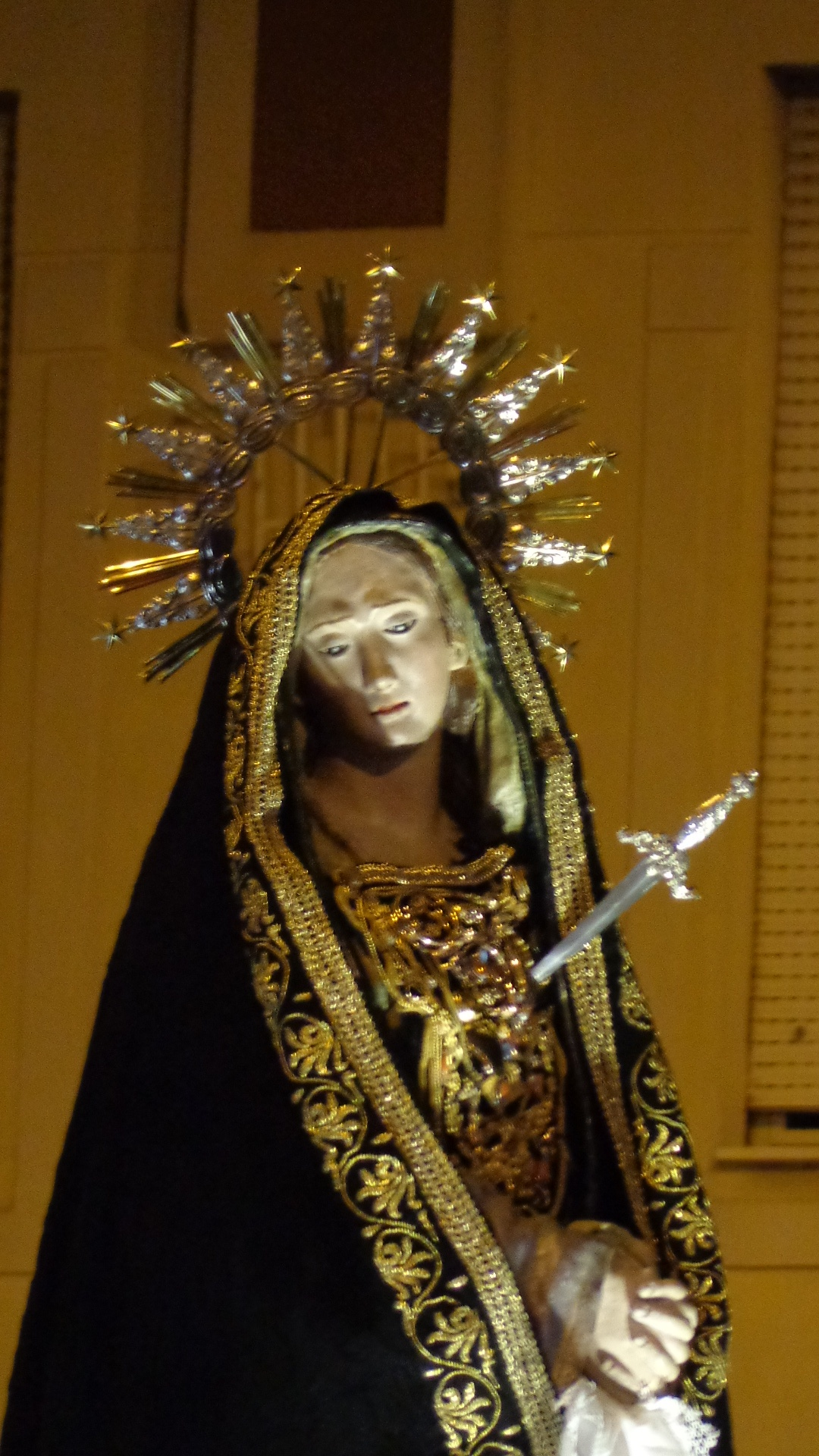
La Mater Dolorosa di San Giovanni Battista.

I riti della Sumana Santa o Santa Sumana trovano fondamento nella storia della Sicilia spagnola 1516 - 1713 quando l'intera isola soggetta alla dominazione della Corona d'Aragona, unita al Regno di Napoli passa sotto la giurisdizione della Corona di Spagna, note in tempi successivi come dominazioni aragonese e spagnola. La presenza dei religiosi Francescani nel territorio:
- A Castroreale il francescanesimo ed i suoi ordini sono presenti sul territorio con la chiesa di Santa Maria del Gesù e l'annesso convento dell'Ordine dei frati minori osservanti, fondazione voluta nel 1424 dal beato Matteo d'Agrigento seguace di Bernardino da Siena.
- A Santa Lucia del Mela col convento e la chiesa di San Francesco d'Assisi sotto il titolo dell'Immacolata Concezione.
- Nella vicina cittadina di Patti, capoluogo del distretto omonimo, la tradizione orale tramanda Sant'Antonio di Padova tra i fondatori del convento di San Francesco d'Assisi.
- Nel periodo in questione, il comprensorio o circondario di Barcellona, sottoposto alla giurisdizione di Castroreale e successivamente inserito nel distretto di Castroreale, ospita l'Ordine dei frati minori nel convento e chiesa di Sant'Antonio di Padova nell'anno 1613 e i Cappuccini nel convento e chiesa di San Francesco d'Assisi sotto il titolo dell'Immacolata Concezione nell'anno 1623.

Nel 1571 i Pozzogottesi ottengono dalla Gran Corte Arcivescovile di Messina l'autorizzazione ad eleggere il loro cappellano di stanza a San Vito senza più dipendere dall'arcipretura di Milazzo. La prima processione è effettuata nel 1621 come moto di protesta verso i Giurati della città di Milazzo, alla cui giurisdizione Pozzo di Gotto dipendeva politicamente e fisicamente costituendone una lontana frazione, come voto e promessa per rompere il legame di subordinazione, vincolo che sarà definitivamente interrotto il 22 maggio 1639.
Inizialmente è portato in processione il "Catafalco col Cristo morto". In seguito sono 5 i simulacri che raffigurano alcuni Misteri, rispettivamente: l'"Orazione nell'Orto di Getsemani", il "Signore alla colonna", la "Caduta", il "Signore con la Croce", l'"Urna del Cristo morto". Successivamente è aggiunto il simulacro dell'"Addolorata", in seguito altri gruppi rappresentativi le Stazioni della Via Crucis fino a raggiungere il numero attuale.
Una prima sospensione della Sacra Rappresentazione itinerante avviene a causa di un evento sismico, conosciuto come il terremoto della Calabria meridionale del 1783, in seguito al quale i gruppi statuari subiscono notevoli danneggiamenti. 
Il sacerdote Filippo Lanza e il pittore sacerdote Antonino Vescosi sono rispettivamente il promotore e il collaboratore per la realizzazione di alcune delle opere attorno alle quali ruotano i riti divozionali maturati e sfociati nelle odierne manifestazioni della Sumana Santa. In origine, assieme al Catafalco col Cristo morto erano cinque i simulacri a sfilare, rispettivamente: l'Orazione nell'Orto di Getsemani, il Signore alla colonna, la Caduta, il Signore con la Croce, l'Urna del Cristo morto. I manufatti sono descritti nella raccolta di "costumanze e pratiche liturgiche" registrata nel 1860 dall'arciprete monsignor Giuseppe De Luca e custodita nell'archivio parrocchiale della chiesa di Santa Maria di Pozzo di Gotto. Il sacerdote Antonino Vescosi è figlio di Filippo Vescosi, famiglia originaria di Sambuca di Sicilia, entrambi artisti attivi dal 1773c. al 1824c. nei centri di Patti, Novara di Sicilia, Messina e in città con dipinti e affreschi nella chiesa del Carmine, di San Giovanni Battista e di San Vito. Il religioso artista realizza alcuni tra i primi gruppi statuari dei cortei processionali del Venerdì Santo di Pozzo di Gotto.

#### Riti pasquali a Barcellona - Pròdromi
L'interruzione a Pozzo di Gotto causa terremoto si prolunga fino al 1800. Nel 1801 è organizzata un'analoga processione nel nucleo di Barcellona, sebbene fossero già praticati riti penitenziali accorpando la processione della Croce tipica proprio del Venerdì Santo, con il rito processionale della Mater Dolorosa istituito nel 1754, verosimilmente improntati ai riti processionali usuali dei venerdì di marzo contemplati dalla bolla gregoriana.
Nel 1801 per iniziativa del sacerdote Domenico Buda, cappellano della chiesa San Giovanni Battista, coll'intento di raggruppare le celebrazioni del periodo quaresimale, guida e presiede la prima rievocazione accorpando la «Processione della Croce», tipica proprio del Venerdì Santo (evento culmine dei «Venerdì di marzo»), con il rito processionale della Vergine Addolorata istituito nel 1754. Evento coincidente con l'anno riportato sulle due targhe marmoree, corrispondente alle date di realizzazione delle statue di Melchiorre Greco, opere poste nelle nicchie degli ingressi della chiesa di San Giovanni Battista. L'incremento dei riti devozionali risale al 4 aprile 1871, promotori don Giovanni Cannavò, l'arciprete don Bernardino Duci, Puglisi Francesco di Gaetano e Bruno Sebastiano di Antonino. A ridosso dei primi anni del XX secolo è conferito l'incarico allo scultore Matteo Trovato di realizzare nuovi gruppi statuari.
La frazione a occidente del Longano a sua volta dipendente dalla giurisdizione di Castroreale, ha già seguito l'esempio della vicina comunità ribellandosi ai Giurati castrensi, facendo riconoscere in campo ecclesiale la propria indipendenza. L'autonomia del casale di Barcellona è deliberata dal Parlamento Siciliano, riconosciuta dal Re il 15 maggio 1815 e ratificata in Vienna il 28 febbraio 1823 da Re Ferdinando I delle Due Sicilie (nel particolare contesto storico i sovrani concedono autonomia a molti centri dell'isola, provvedimenti deliberati per ingraziarsi il benvolere delle popolazioni locali, motivati dalla loro presenza forzata a Palermo causa le mire espansionistiche di Napoleone Bonaparte). L'unione amministrativa decretata il 5 gennaio 1835 entra in vigore il 1º giugno 1836 per volere di re Ferdinando II delle Due Sicilie, decidendo che il nuovo comune formato dalla fusione delle due antiche contrade, porti il nome completo di Barcellona Pozzo di Gotto.

#### Definizione dei riti a Barcellona Pozzo di Gotto - Cronologia
Dopo la definizione dei due eventi nei rispettivi casali, dopo l'unione amministrativa, Barcellona Pozzo di Gotto continua a possedere due arcipreture e vanta, in occasione del Venerdì Santo, due distinte processioni, percorsi e cortei.
Entrambi i cortei sconfinavano nel territorio soggetto alla giurisdizione dell'arcipretura adiacente, guadando, attraversando, scavalcando l'ampio greto del torrente Longano.
- 1621: Prima processione effettuata a Pozzo di Gotto.
- 1638: Per Pozzo di Gotto è verosimile una sospensione per il forte terremoto delle Palme con epicentro in Calabria. Analogo discorso per il terremoto del Val di Noto del 1693.
- 1821: Prima processione articolata effettuata a Barcellona.
- 1743: Sospenzione delle manifestazioni per diffusione contagio conosciuto come Peste di Messina.
- 1783 - 1800: Interruzione dei riti processionali per Pozzo di Gotto dovuta ai danni provocati dal terremoto della Calabria meridionale.
- 1854: Durante la Guerra di Crimea scoppia in Europa una violenta epidemia di colera che ben presto supera i confini delle Alpi, dilaga e sconvolge tutto l'arco della penisola ma, è pure vero che gli equipaggi di due navi inglesi provenienti dall'India contagiano l'intero Nord Europa, la pandemia raggiunge tassi altissimi di mortalità nelle province di Messina e Palermo. Anche in quest'occasione non sono effettuate le celebrazioni per il timore di contagi dovuti a numerosi focolai d'infezione.
- 1894 - 1908: Del lunghissimo sciame sismico iniziato col terremoto della Calabria meridionale e culminato con le distruzioni del terremoto di Messina e Reggio non sono ancora documentate interruzioni.
- 1968: L'anno segna l'incontro delle due processioni sulla nuova copertura del torrente Longano. Artefice dell'avvenimento fu Don Rodolfo Di Mauro, direttore dell'Oratorio Salesiano di Barcellona dal 1961 al 1968. Per la prima volta i due distinti sfilamenti percorrono in senso inverso le corsie dell'itinerario comune, ovvero la porzione di percorso compreso tra il Palazzo di Città e l'Oratorio dei Salesiani. Durante la fase d'incontro è effettuata la stazione di penitenza comune.
- 1976: Rifacimento del gruppo denominato Orto di Getsemani di Barcellona.
- 2017 Nella processione della sezione di Barcellona non sfila più la varetta raffigurante il Pretorio di Pilato. Durante le ultime ricognizioni nei magazzini ov'era custodita furono riscontrati i presupposti che dettavano imminenti restauri, interventi purtroppo non ancora effettuati.
- 1621 - 2020: 400º Anniversario della prima rievocazione effettuata a Pozzo di Gotto. Causa emergenza COVID 19 l'evento non è stato celebrato ufficialmente.
- 2020 e 2021: Causa emergenza COVID 19 i riti penitenziali e processionali sono stati annullati. Nel 2021 nel rispetto delle restrizioni, gruppi di visillanti hanno riproposto i canti della tradizione in determinati luoghi di culto. La diffusione delle riprese attraverso i canali social più comuni ha garantito la propagazione delle immagini, dei suoni, delle preghiere in un nuovo contesto sempre sentitissimo ma, purtroppo drammatico.
- 2025: Ogni anno si ripropone puntualmente lo stato di conservazione delle strutture e gruppi statuari, la necessità di assicurare un degno ricovero per preservarne l'integrità, e al tempo stesso, garantirne la fruizione continua e la conoscenza ai posteri. Si calmano temporaneamente gli animi con contentini verbali giungendo in tempo di quaresima, per poi buttare il problema dietro le spalle dopo le dirette televisive e la scampagnata. Da decenni si parla di studi per una collocazione presso le strutture riammodernate del Mercato Ortofrutticolo di Nasari o di un nascente polo museale presso il monastero cittadino di Santa Maria di Gala. Recenti voci riconfermano le attuali sedi presso i luoghi di culto cittadini designati, l'auditorium di San Vito e la sede dell'AST di via Papa Giovanni XXIII.

Dell'influenza spagnola restano le chiare impronte persino nella definizione etimologica: dalla spagnola "Semana Santa" alla locale "Sumana Santa". Non i fasti barocchi della Settimana Santa di Siviglia coi suoi pasos dondolanti e l'acuto suono delle trombe, o di Malaga con i maestosi troni cadenzati dalle poderose elevazioni ed i cori militari, o di Cordova o di Granada, non gli incessanti cortei processionali sempre di chiara matrice iberica di Trapani dai preziosi argenti o Enna con le pletore di incappucciati, o Caltanissetta con le plurime uscite ma, una delle più suggestive e per numero di simulacri, sicuramente la più ricca, articolata e variegata.

## Il calendario e gli eventi

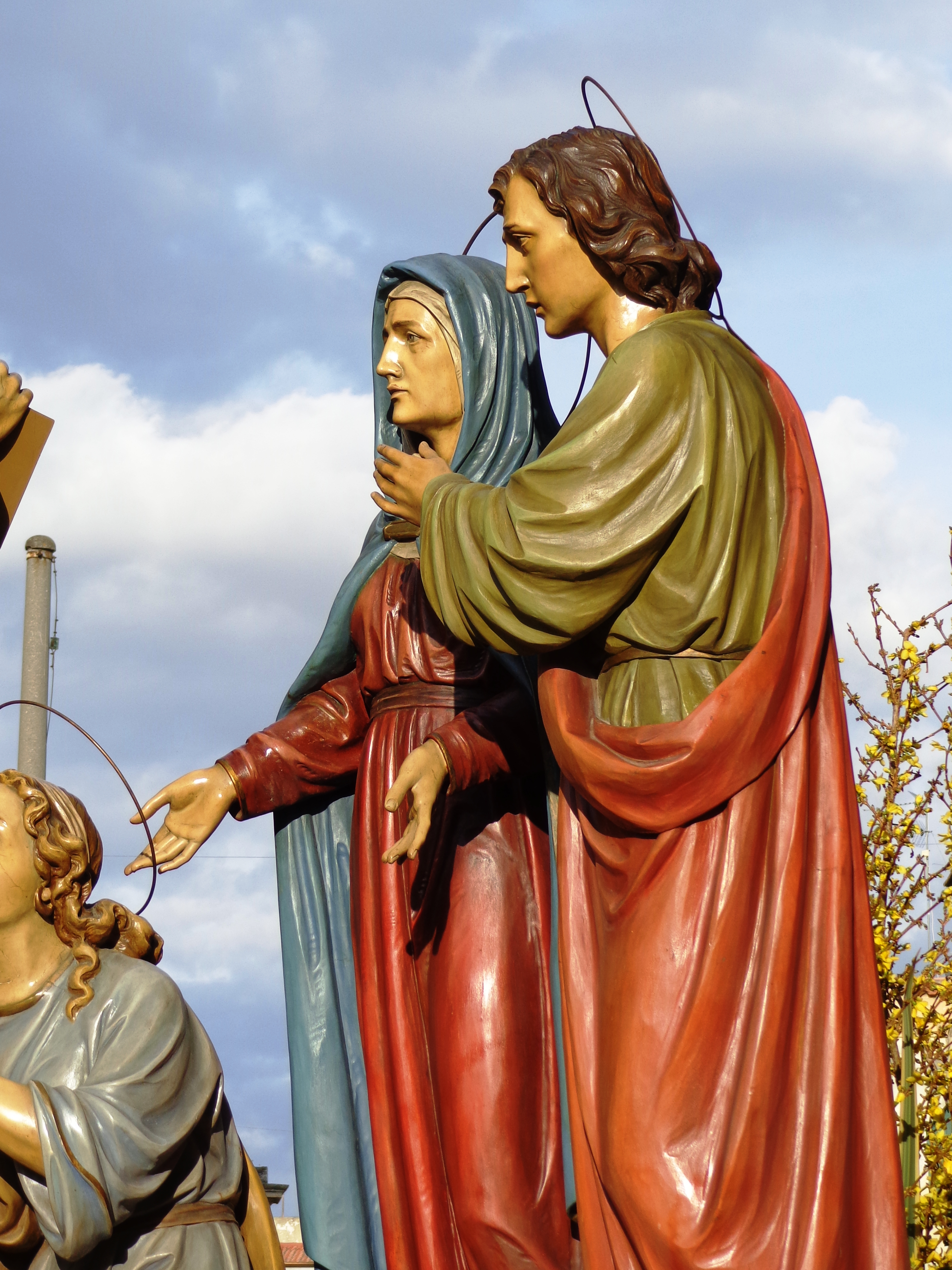
Gesù incontra sua madre, dettaglio.

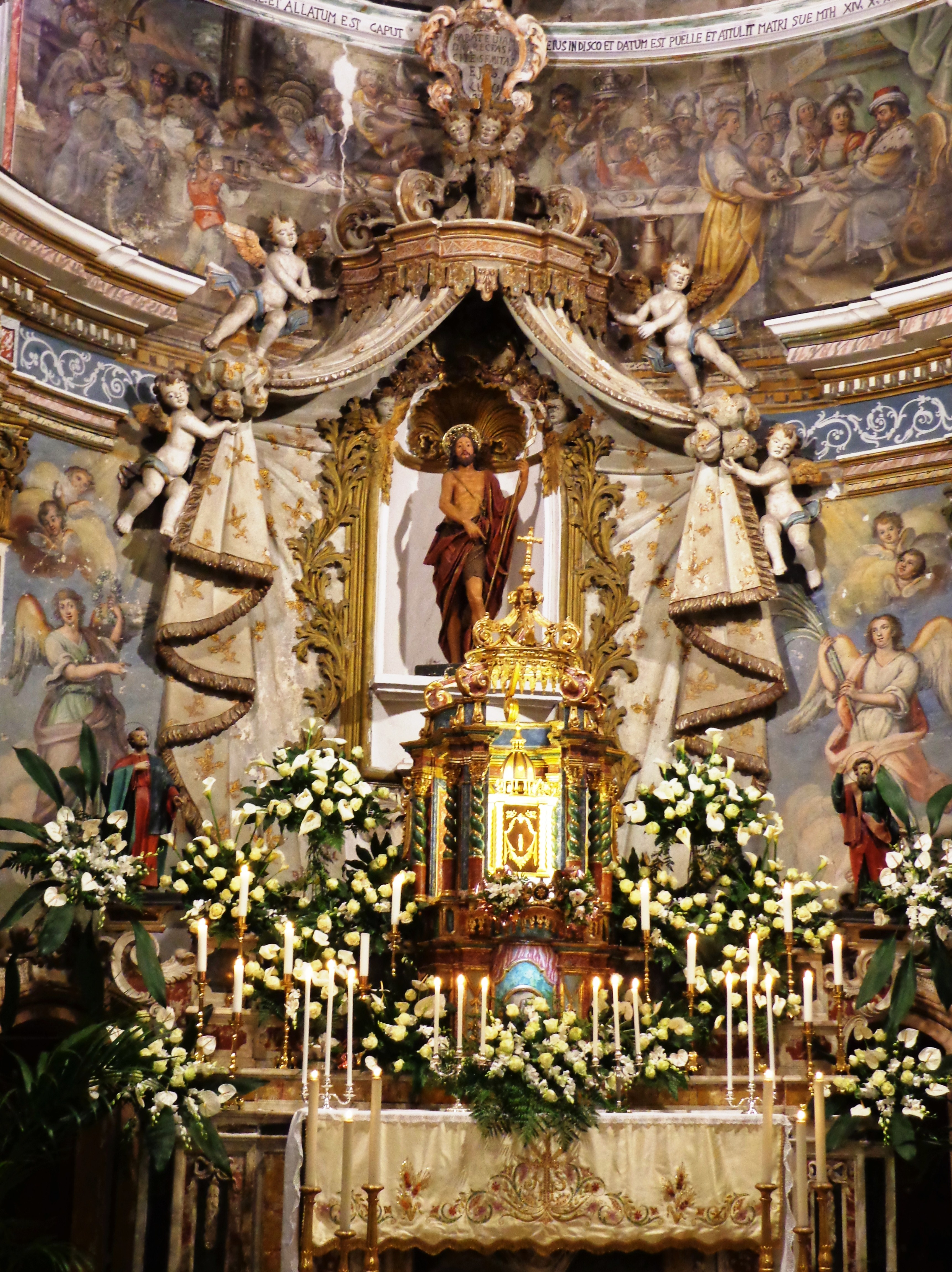
Altare della Reposizione della Chiesa di San Giovanni Battista, Pasqua 2014.

- I venerdì di quaresima: In queste giornate si svolgono i "Pii esercizi della Via Crucis" e la riproposizione del canto della Visilla presso la chiesa di Gesù e Maria, la chiesa dei Cappuccini, l'Oratorio delle Anime Purganti, l'Auditorium di San Vito, la chiesa di San Giovanni Battista, la chiesa di Santa Maria di Fatima, la chiesa dell'Immacolata Concezione.
- V domenica di Quaresima, "Tempo di Passione": "Velatio" di croci e delle immagini sacre nei luoghi di culto.
- Settimana della Passione: ultima settimana di Quaresima secondo il calendario liturgico del rito romano.
  - Venerdì di Dolore o Venerdì di Passione, oggi denominato Venerdì di Concilio: Retaggio derivato dalle antiche tradizioni iberiche equivalente al Viernes de Dolores o Viernes de Pasión della Settimana di Passione, ultimo periodo di Quaresima. Corrispondente al venerdì che precede la Domenica delle palme, giornata dedicata in passato alla celebrazione e venerazione mariana della Mater Dolorosa in tutte le accezioni e titoli, soggetta alle modifiche del calendario liturgico in seguito al Concilio Vaticano II. Assieme al Sabato di Passione è un termine ricorrente nelle cronologie di religiosi, storici, biografi, documentatori e commentatori nel periodo a cavallo tra il XVI e l'inizio del XX secolo.
  - Sabato di Passione derivato dal Sábado de Pasión.
  - Domenica delle palme: commemorazione dell'ingresso messianico di Gesù in Gerusalemme e benedizione delle palme.
- Settimana Santa o Settimana Maggiore.
  - Mercoledì Santo: "Rito della deposizione dell'Ecce Homo" e incontro dei Visillanti di Barcellona e Pozzo di Gotto, presso la chiesa di Gesù e Maria di Pozzo di Gotto.
  - Giovedì santo: In tutte le chiese durante la Messa in Coena Domini è celebrato il rito della lavanda dei piedi. In particolare dal duomo di Pozzo di Gotto prende avvio la processione degli Apostoli con visita agli Altari della reposizione cittadini. Il corteo è accompagnato dal supporto canoro dei Visillanti.
  - Venerdì Santo: In tutte le parrocchie è rievocata la Passione del Signore, nella forma liturgica ecclesiale della  Passio declamata come "lettura" dei testi tratti dai Vangeli. Segue la legatura simbolica delle campane, strumenti un tempo sostituiti dal suono delle traccole, la spoliazione e l'abbrunamento degli altari. A Pozzo di Gotto: Vestizione dei Giudei. La  Passio figurata o processioni delle vare: Durante i due distinti cortei si alternano e sovrappongono la  Passio declamata e commentata dai ministri che li presiedono con la  Passio cantata eseguita dai Visillanti al canto della Visilla ("Vexilla Regis Prodeunt ....") di Venanzio Fortunato. L'incontro al vespro sul Ponte Longano, costituisce il momento più drammatico, intimo, emotivamente più toccante, allo stesso tempo il più solenne, spettacolare del complesso delle tradizioni popolari cittadine legate alle celebrazioni del Triduo Pasquale.
  - Sabato Santo o Sabato di Gloria: In tutte le parrocchie si svolge la Veglia Pasquale. Nella chiesa di Santa Maria Assunta era praticata "Â calata 'a Tila", rito che prevedeva l'improvviso disvelamento del presbiterio durante la Veglia della Notte di Pasqua al pronunciamento del Gloria, per rappresentare e mostrare in modo figurato il Cristo Risorto.
  - Domenica di Pasqua: Presso la parrocchia di Oreto si svolge la processione dell'Incontro tra il Cristo Risorto e Maria.
- Lunedì dell'Angelo: 
  - in mattinata presso la chiesa dell'Immacolata a Barcellona è celebrata la messa solenne e riposizione dell'Ecce Homo.
  - in serata presso la chiesa di Gesù e Maria a Pozzo di Gotto è celebrata la messa solenne e riposizione nella teca dell'Ecce Homo.
- Domenica in albis.

## Vestizione dei Giudei
| Anno | giorno - mese |
| ---- | ------------- |
| 2025 | 18 aprile     |
| 2026 | 03 aprile     |
| 2027 | 26 marzo      |
| 2028 | 14 aprile     |
| 2029 | 30 marzo      |
| 2030 | 19 aprile     |
| 2031 | 11 aprile     |
| 2032 | 26 marzo      |
| 2033 | 15 aprile     |
| 2034 | 07 aprile     |
| 2035 | 23 marzo      |

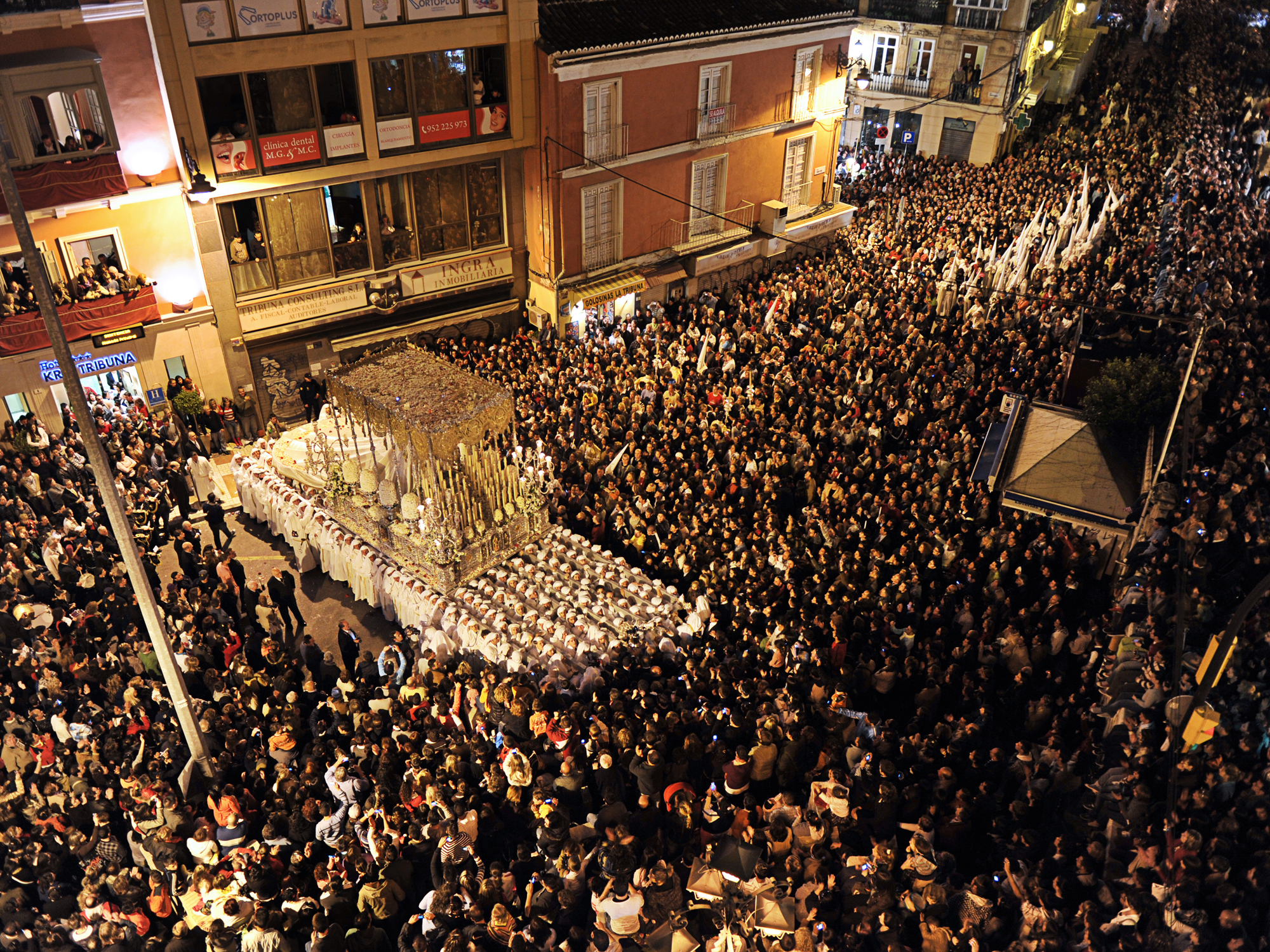
"María Santísima del Rocío" - "La Novia de Málaga", veduta aerea. Settimana Santa di Malaga. Esempio di Trono condotto in spalla, struttura in alluminio, 8 assi, 16 estremità, oltre 250 fra portatori e capisquadra.

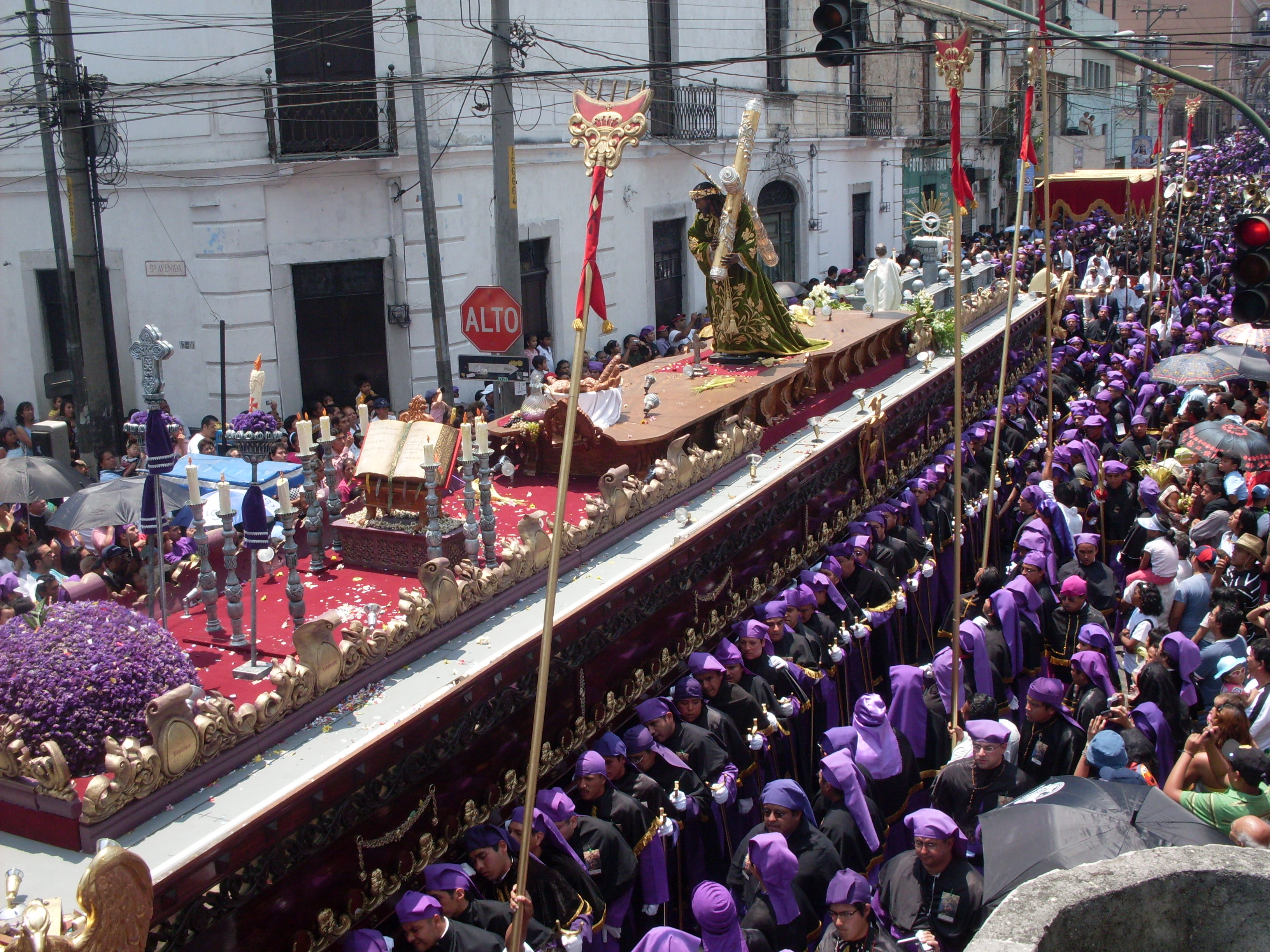
Processione del Gesù dei Miracoli, Città del Guatemala, 2007. Cassa processionale a spalla di notevoli dimensioni, 116 portatori con bastoni con forcella ad incavo per le soste.

La vestizione dei Giudei o Guardie Pretoriane, la marcia e l'adunata presso le chiese di Gesù e Maria, di San Giovanni Battista, costituiscono oggi uno dei momenti centrali della giornata del Venerdì Santo di entrambi gli sfilamenti in particolare per quelli di Pozzo di Gotto con abiti più esuberanti e copricapo più appariscenti. Molto seguite le fasi di abbigliamento, trucco, parrucco, addestramento, trasferimento e ristoro dei figuranti.
Al pari delle vestizioni dei simulacri delle Madonne Addolorate, statue ricordiamo già plasmate o scolpite abbigliate, subiscono una doppia vestizione - più ricca e solenne - le figure:
- Flagellazione (Pozzo di Gotto), cintola;
- Ecce Homo (Barcellona e Pozzo di Gotto), cintola e manto;
- Gesù con la croce (Pozzo di Gotto), tunica;
- Cristo morto (Barcellona), panneggiamento costituito da finissimo sudario e prezioso guanciale.

Discorso diverso per le statue raffiguranti i personaggi dei:
- Cenacolo, tuniche, veli, cintole, copricapo panneggiati all'ebrea, isralitica, giudea, romana. Sulle mense elaborati e preziosi tovagliati;
- Orto degli Ulivi, idem come sopra.

In questi ultimi due casi si tratta di veri e propri manichini in paglia e ceramica, abbigliati e agghindati con stoffe e raso (di cotone o seta).

## Le vare
In manifestazioni similari resta ancora in uso il cataletto o catafalco col Cristo morto, spesso velato coi colori del lutto. Nelle rappresentazioni locali dei riti della Settimana Santa, in entrambe le processioni il catafalco è sostituito con urne o bare di legno e cristallo, da cui derivano gli etimi "bara" e "baretta".
I termini vara, "varetta" e "varare" sono derivati dal latino e dallo spagnolo che significa condurre, trasportare con aste o assi, favorendo le soste per mezzo dell'uso di cavalletti, l'equivalente di: "mostrare pubblicamente con ufficialità".
In Andalusia il termine «varales» è presente come etimo nelle espressioni locali sivigliane, malacitane, granadine, cordovesi e nella provincia valenciana con medesimo significato.
- «Varal», plurale «varales»[51] altrimenti «vara», plurale «varas» equivalente in italiano di palo, plurale pali, vedi anche barra, asse, stanga, putrella. In un carro o lettiga o baldacchino l'etimo indica per l'appunto i pali o le robuste assi di sezione tonda o quadrangolare con gli spigoli smussati, che servono per condurre a spalla le immagini sacre. Il termine è parimenti utilizzato per indicare tanto i sostegni che reggono la parte superiore di un baldacchino quanto per le assi (2, 3, 4, 7 o 8 pali corrispondenti a 4, 6, 8, 14 in rari casi anche 16 estremità) necessarie per processionare sulle spalle dei portatori rispettivamente le "vare" o "pasos" o "troni",[52] queste ultime due voci indicanti le tipiche strutture iberiche caratteristiche dei riti processionali pasquali.

Nelle «vare» di Barcellona Pozzo di Gotto le assi sono solo 2 che, opportunamente calibrate per lunghezza e serrate per mezzo dell'utilizzo di cunei necessari per l'incastro negli appositi alloggiamenti, permettono dalla parte anteriore e posteriore del carro munito di ruote, quattro differenti estremità per il traino e il direzionamento dei similacri.
Il trasporto e le soste lungo il percorso processionale hanno seguito l'evoluzione dei tempi: il trasporto a spalla effettuato dai portatori e i cavalletti sono stati sostituiti con più comodi carri, i quali, hanno mantenuto solo le lunghe aste per il direzionamento e trascinamento dei simulacri.
In entrambi i riti processionali della  Passio figurata si spazia dai personaggi singoli alle scene tratte dalle Stazioni della Via Crucis spesso ispirate a capolavori dell'arte della pittura e della scultura, dagli elementi statici a quelli amovibili, dalle opere fisse ai manichini dai panneggi intercambiabili e rinnovabili, dalle statue lignee del XVIII secolo ai gruppi compositi e integrati del XX secolo a seconda delle migliorie apportate nei decenni dettate dai tempi, dagli stili e dalle correnti del momento.

### Ordine e nome delle Vare
| Ordine delle Vare          | Barcellona                                                  |  | Pozzo di Gotto                                          |  |
| -------------------------- | ----------------------------------------------------------- |  | ------------------------------------------------------- |  |
| L'Ultima Cena              | Â Cena (bottai, agrumai e spiritari)                        |  | Â Cena (associazione giovanile la ciurma)               |  |
| L'Orto di Getsemani        | Û Signuri all'Ortu (carpentieri e carrettai)                |  | Û Signuri all'Ortu (villici e sodalizi cattolici)       |  |
| Il Pretorio di Pilato      | Û Pritoriu di Pilatu                                        |  |                                                         |  |
| La Flagellazione           | Û Signuri â Colonna (fabbri)                                |  | Û Signuri â Colonna                                     |  |
| Ecce Homo                  | L'Accia Omu (Confraternita dell'Immacolata)                 |  | L'Accia Omu (Confraternita di Sant'Eusenzio)            |  |
| Il Cristo con la Croce     | Û Signuri câ Cruci (broccai e vasai)                        |  | Û Signuri câ Cruci                                      |  |
| L'Incontro                 |                                                             |  | Û 'Ncontru (circoli ricreativi)                         |  |
| La Caduta                  | Û Signuri â cascata (sarti e bottegai)                      |  | Û Signuri â cascata                                     |  |
| Gesù spogliato delle Vesti |                                                             |  | Û Signuri spugghiatu dî Giudei                          |  |
| La Crocefissione           | Û Crucifissu (Confraternita del S.S. Crocifisso, falegnami) |  | Û Crucifissu (Confraternita del S.S. Sacramento)        |  |
| La Deposizione             | Â Scesa o Deposizzioni dâ Cruci (appaltatori edili)         |  |                                                         |  |
| La Pietà                   | Â Pietà (pescivendoli)                                      |  | Â Pietà                                                 |  |
| Il Trasporto al Sepolcro   | Û Signuri puttatu 'ntô Sapuccru (macellai)                  |  |                                                         |  |
| I Simboli della Passione   |                                                             |  | I Simbuli dâ Passioni                                   |  |
| Urna con Cristo Morto      | Û Signuri Mottu (Confraternita di S.S. Giovanni Battista)   |  | Û Signuri Mottu                                         |  |
| L'Addolorata               | Â 'Ddulurata (Confraternita di S.S. Giovanni Battista)      |  | Â 'Ddulurata (Confraternita delle Anime del Purgatorio) |  |

### Processioni delle Vare

#### Vare di Pozzo di Gotto
|   | Sezione  | Vara «Ecce Homo» |
| - | -------- | --- |
| 1 | Testa    | Croce guida |
| 2 |          | Drappi, insegne, vessilli, stendardi, gonfaloniFedeli, consacrati e postulanti. Confrati e accòliti con funzioni di portatori di candele, torcìferi e mazzieri |
| 3 | Retrovie | Confrati, accòliti, portatori di vara e visillanti della Confraternita di Sant'Eusenzio sotto il titolo di «Gesù e Maria»                                      |

|   | Sezione  | Confraternita di San Francesco d'Assisi all'Immacolata                              |
| - | -------- | ----------------------------------------------------------------------------------- |
| 1 | Testa    | Croce guida con i Simboli della Passione                                            |
| 2 | Retrovie | Portatori e visillanti della Confraternita di San Francesco d'Assisi all'Immacolata |

|   | Sezione  | |
| - | -------- | --------------------------------------------------------------------------------------------------- |
| 1 | Testa    | Croce guida seguita da una copia della Sacra Sindone                                                |
| 2 | Retrovie | Si associano le figure delle Veroniche e numerose riproduzioni della Sacra Sindone e del Mandylion. |

|   | Sezione  | Confraternita del Purgatorio |
| - | -------- | --- |
| 1 | Testa    | Croce guida |
| 2 | Retrovie | Confrati e accòliti con funzioni di portatori di candele o torcìferi, mazzieri, portatori di vara e visillanti della Confraternita del Purgatorio |

|   | Sezione  | Chiusura corteo                         |
| - | -------- | --------------------------------------- |
| 1 | Testa    | Croce guida                             |
| 2 |          | Baldacchino, fanali astili e stauroteca |
| 3 | Retrovie | Banda musicale e fedeli                 |

#### Vare di Barcellona
| Immagine | Denominazione vara                         | Note |
| -------- | ------------------------------------------ | --- |
|          | Ultima Cena                                | Gruppo realizzato con tredici manichini abbigliati raffiguranti Gesù e gli Apostoli, opera di Carmelo Vanni dell'inizio XX secolo. La scenografia della composizione richiama l'ambientazione e la disposizione dei personaggi raffigurata nel Cenacolo di Leonardo, spesso l'intera prospettiva dell'Ultima Cena addobbata con richiami dell'epoca o architetture varie, ricalca nel complesso il capolavoro vinciano. Il personaggio di Giuda è riconoscibile per il volto corrucciato e dalla sacca di denari pendente al suo fianco, ogni commensale è individuabile sulla base degli elementi desumibili dall'iconografia classica. Sulla mensa apparecchiata con ceramiche fanno bella mostra le primizie ortofrutticole della bella stagione: una grande varietà di frutta e verdure, primizie esotiche, le ciambelle con le uova, freschissimo pane e l'agnello pasquale, elemento premonitore dell'imminente supremo sacrificio. Il vino allegoria del sangue versato per la redenzione e remissione dei peccati. Struttura e disposizioni identiche al medesimo gruppo pozzogottese, entrambi lungo il percorso processionale incedono occupando tutta la carreggiata anche nei vicoli più angusti. La vara è patrocinata dalle corporazioni dei distillatori, bottai, agrumai e spiritari. |
|          | Orazione nell'Orto degli Ulivi o Getsemani | In principio era un gruppo scultoreo di Matteo Trovato dell'inizio XX secolo, raffigurante l'Orazione presso il Monte degli Ulivi, la disposizione dei personaggi e l'ambientazione richiamavano alla memoria l'attuale gruppo del Getsemani di Pozzo di Gotto. Restaurata da Giuseppe Emma di San Cataldo nel 1976 e rimaneggiata con integrazioni dei personaggi di Giuda con la lanterna, del Soldato con corda e spada, del Rappresentante del Sinedrio armato di bastone, definisce contestualmente l'ambientazione dell'Arresto di Gesù. L'aggiunta di elementi architettonici arricchisce la coreografia della grande scena assieme gli alberi d'olivi per l'ambientazione dell'Orazione. La vara è patrocinata dalle corporazioni dei carpentieri e carrettieri. |
|          | Il Pretorio di Pilato                      | Gruppo scultoreo raffigurante il Processo di Gesù nel Sinedrio al cospetto dei sommi sacerdoti Anna, Caifa, del re di Giudea Erode Antipa, del governatore romano Ponzio Pilato e del Centurione, opera dello scultore Pietro Indino di Lecce, eseguita nel 1980. L'architettura classica di colonne di un loggiato romano ospita l'affollato gruppo, il catino piramidale si presta per multiformi e ricchissimi addobbi floreali. |
|          | Flagellazione alla Colonna                 | Statua accostata alla Colonna raffigurante la Flagellazione di Gesù. La figura di Gesù, statua in cartapesta amovibile, realizzata da Matteo Trovato, al di fuori dei riti pasquali è custodita nella chiesa di Santa Maria di Fatima. Un'artistica Corona di spine in argento cinge il capo di Gesù. La vara è patrocinata dalla corporazione dei fabbri. |
|          | Ecce Homo                                  | Statua dalla drammatica figura e dalla sofferente espressione, raffigurante l'Ecce Homo dopo il giudizio di Ponzio Pilato. L'opera, realizzata in cartapesta nel 1921 da Matteo Trovato, è normalmente custodita in una teca nella chiesa dell'Immacolata Concezione. Per i riti devozionali la statua è abbigliata con preziosi abiti costituiti da cintola e manto regale ricamati in oro e trapunti di gemme, il capo cinge un'intricata corona argentea di spine, tra le mani regge uno scettro in argento forgiato con sembianze di canna. La vara è patrocinata dalla Confraternita dell'Immacolata. |
|          | Cristo con la Croce                        | Scultura raffigurante Gesù che porta la croce durante la Salita al Calvario. La vara, realizzata in cartapesta nel 1911 da Matteo Trovato, è patrocinata dalle corporazioni dei broccai e vasai. |
|          | Caduta sotto la Croce                      | Gruppo scultoreo in cartapesta, opera di Matteo Trovato del 1933, raffigurante Gesù che cade sotto il peso della croce durante la Salita al Calvario. La figura solitaria del Gesù richiama il soggetto principale dell'opera Spasimo di Sicilia o Andata al Calvario di Raffaello Sanzio, dipinto legato alle vicende della chiesa di Santa Maria dello Spasimo e monastero della Congregazione olivetana, oggi custodito nel Museo del Prado di Madrid. Il simulacro restaurato e rimaneggiato con integrazioni da Pietro Indino di Lecce nel 1977, presenta l'addizione del Fustigatore e della Veronica che regge il Mandylion dopo aver asciugato il volto di Gesù. La vara è patrocinata dalle corporazioni dei sarti e bottegai. |
|          | Crocifissione                              | Gruppo scultoreo del 1872 raffigurante la Crocifissione di Gesù. La primitiva disposizione dei personaggi richiamava la Crocifissione di Antonello da Messina con la Madonna Addolorata accovacciata ai piedi della croce. La vara è rimaneggiata con le figure erette di Maria e di Maria Maddalena ed è patrocinata dalla Confraternita del Santissimo Crocifisso e dalla corporazione dei falegnami. |
|          | Deposizione dalla Croce                    | Gruppo scultoreo raffigurante la Deposizione dalla croce, realizzato dallo scultore Pietro Indino di Lecce nel 1948, ispirato all'opera omonima di Pietro Paolo Rubens. Drammatica, affollata e movimentata rappresentazione dettata dal recupero del corpo di Gesù Cristo, con la presenza di otto personaggi: Maria, Maria di Cleofa, Maria Maddalena, Giovanni, Giuseppe di Arimatea, Nicodemo e due aiutanti. Lo sviluppo verticale dell'intera scena consente la realizzazione di elaborati addobbi floreali. La vara è patrocinata dalla corporazione degli appaltatori edili. |
|          | La Pietà                                   | Gruppo scultoreo realizzato dallo scultore Pietro Indino di Lecce del 1948 raffigurante il Pianto di Maria nei momenti successivi la Deposizione di Gesù dalla Croce, ispirato alla Pietà opera di Michelangelo Buonarroti. Rispetto all'omonima opera di Pozzo di Gotto, la scena presenta la felice contaminazione della figura di Maria Maddalena genuflessa sul corpo semisdraiato di Gesù e di Giovanni che in posizione eretta osserva la scena. Maria accoglie nell'ultimo struggente materno abbraccio il corpo inerme del figlio mentre il cielo piange lacrime di pioggia. La vara è patrocinata dalla corporazione dei pescivendoli. |
|          | Deposizione nel Sepolcro                   | Gruppo scultoreo realizzato dallo scultore Pietro Indino di Lecce del 1948 raffigurante la Deposizione di Gesù nel Sepolcro, opera ispirata al Trasporto di Cristo al Sepolcro di Antonio Ciseri. Dinamica, affollata e composita rappresentazione del recupero, trasporto e ricomposizione del corpo di Gesù Cristo con la presenza di altri sei personaggi: Maria, Maria di Cleofa, Maria Maddalena, Giovanni, Giuseppe di Arimatea, Nicodemo. Scenografica e processionale. La vara è patrocinata dalla corporazione dei macellai. |
|          | Urna del Cristo Morto e Giudei             | Vara raffigurante la ricomposizione e l'ideale esposizione del corpo di Gesù Cristo nel Santo Sepolcro, manufatto costituito da un'urna di legno scolpito con cristalli, realizzata dallo scultore Salvatore Crinò nel 1928 - 1929. Fra decorazioni e fregi, adagiato su un cuscino, sudario e semicoperto da un lenzuomo dagli elaborati pizzi, è esposto il Cristo amovibile in cartapesta, scultura attribuita a Matteo Trovato dell'inizio XX secolo. L'opera, al di fuori dei riti devozionali è custodita nell'edicola posta sotto la mensa dell'altare della Cappella della Crocifissione della chiesa di San Giovanni Battista. L'urna massiccia è sormontata da un angelo con palma, ai vertici di ciascun lato sono collocati coppie di putti alati che reggono in mano otto tra gli Strumenti della Passione: la Scala, la Corona di spine, i Dadi, il Mandylion, i Chiodi, la Lancia, l'Iscrizione, il Martello. La conduzione del simulacro è affidata ai Giudei: la scorta dei Centurioni Romani a guisa di Guardia Pretoriana, chiamati impropriamente "Giudei". Al manipolo di guardie romane è affidato il compito della custodia del Santo Sepolcro. Indossano candide tuniche per divisa che prevede per rango il mantello viola - sagum, corazze di cuoio lorica musculata, riproduzioni di scudi rettangolari - scutum, copricalzari - caligae, per copricapo portano un elmo con piccola cresta e per arma portano in dotazione la lancia e un pugnale. La guarnigione risponde agli ordini di un comandante che si distingue per l'aspetto truce e marziale, indossa un ampio mantello porpora - paludamentum cum fibula, si distingue per l'elmo con cresta verticale ad arco, impartisce impettito gli ordini brandendo la spada. La vara è patrocinata dalla Confraternita di Maria Santissima Addolorata e San Giovanni Battista. |
|          | Addolorata                                 | La statua in cartapesta posta sul globo dell'empireo raffigura la Madonna Addolorata, il simulacro al di fuori dei riti pasquali è custodito nella chiesa di San Giovanni Battista. Per i riti devozionali la statua della Mater Dolorosa è ammantata con un ampio drappo nero bordato e ricamato in oro che pone in risalto l'articolata aureola - stellario a raggiere sovrapposte, la spadino che le trafigge il cuore, il corsetto ingemmato di antichi gioielli ex-voto, il candido fazzoletto di trine pendente tra le mani giunte. È consuetudine che il colore dell'addobbo floreale in segno di lutto sia rigorosamente bianco, recenti le contaminazioni d'incroci con screziature di tonalità di colore tendenti all'indaco e viola. La vara è patrocinata dalla Confraternita di Maria Santissima Addolorata e San Giovanni Battista. La vara è l'unica ad essere accompagnata da un gruppo canoro interparrocchiale dal repertorio misto. |
|          |                                            | \| \| Sezione \| Chiusura corteo \| \| - \| -------- \| ----------------------------------------------------------------------------------------------- \| \| 1 \| Testa \| Croce guida \| \| 2 \| Retrovie \| Fedeli con palme, Sindone, confrati e accòliti con funzioni di portatori di candele o torcìferi \| \| 3 \| \| Baldacchino, fanali astili e stauroteca \| \| 4 \| \| Banda musicale \| |
|          | Sezione                                    | Chiusura corteo |
| 1        | Testa                                      | Croce guida |
| 2        | Retrovie                                   | Fedeli con palme, Sindone, confrati e accòliti con funzioni di portatori di candele o torcìferi |
| 3        |                                            | Baldacchino, fanali astili e stauroteca |
| 4        |                                            | Banda musicale |

## Sfilamenti

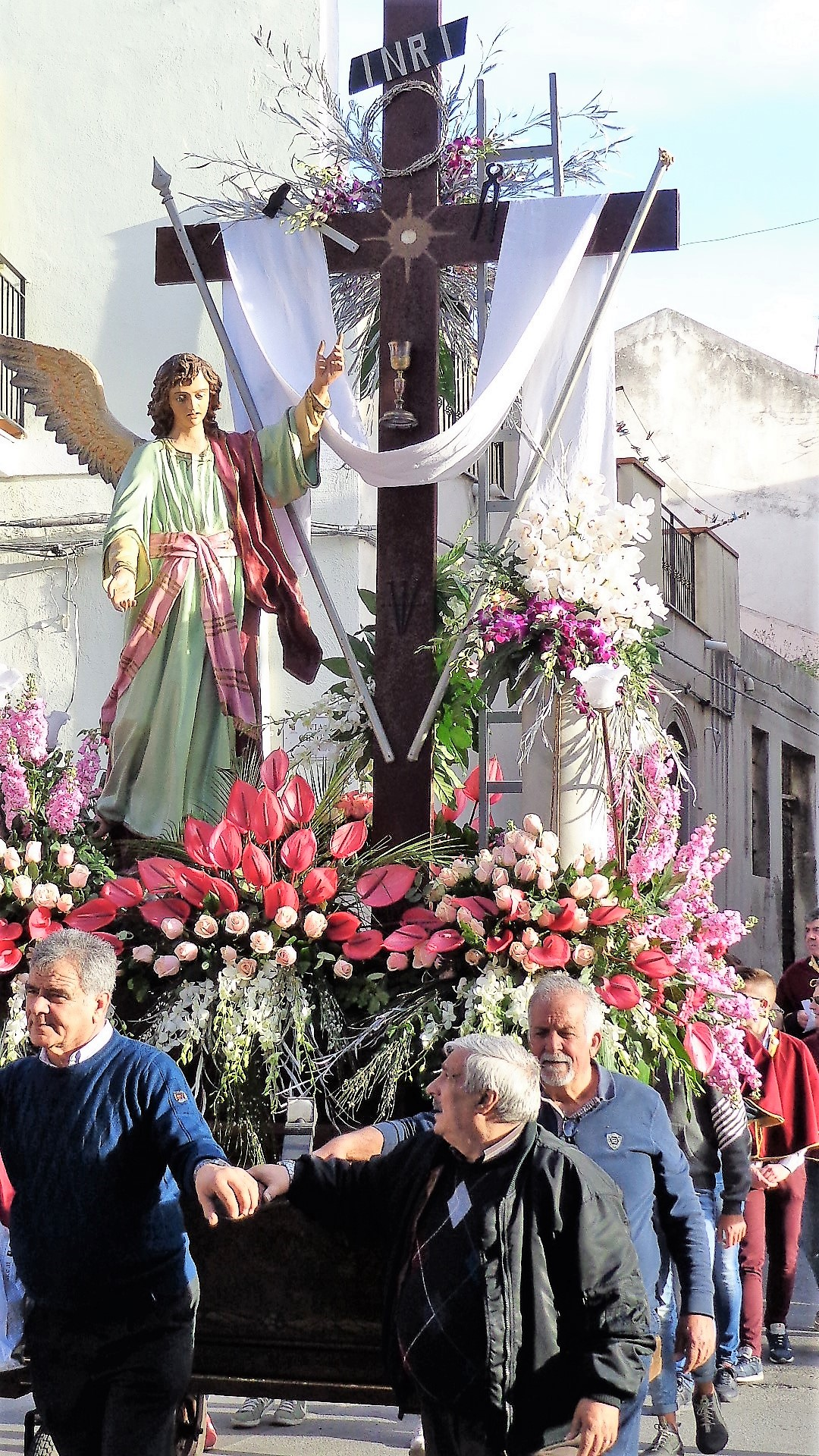
Simboli della Passione, Pozzo di Gotto.

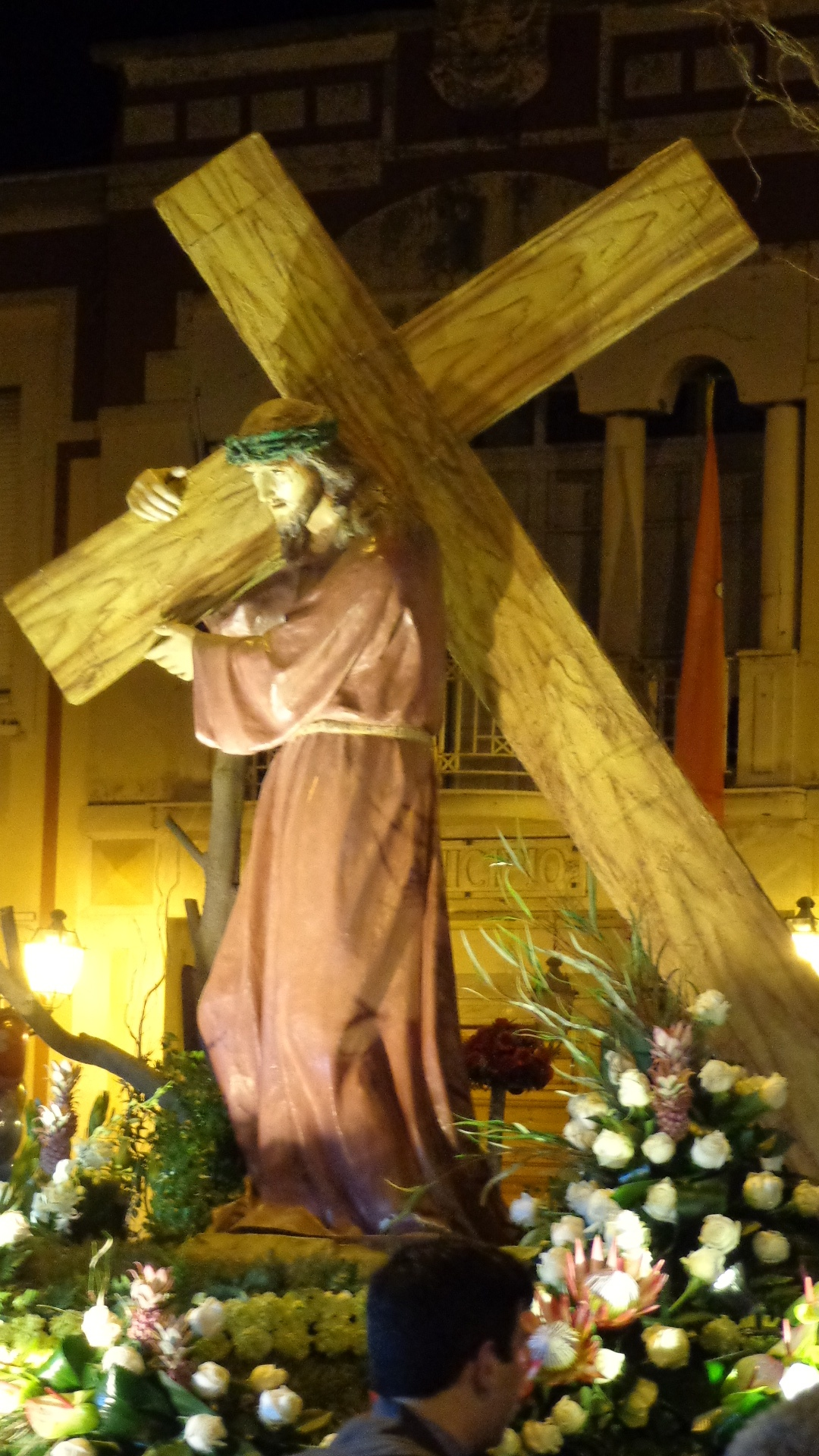
Gesù Porta la Croce, Barcellona.

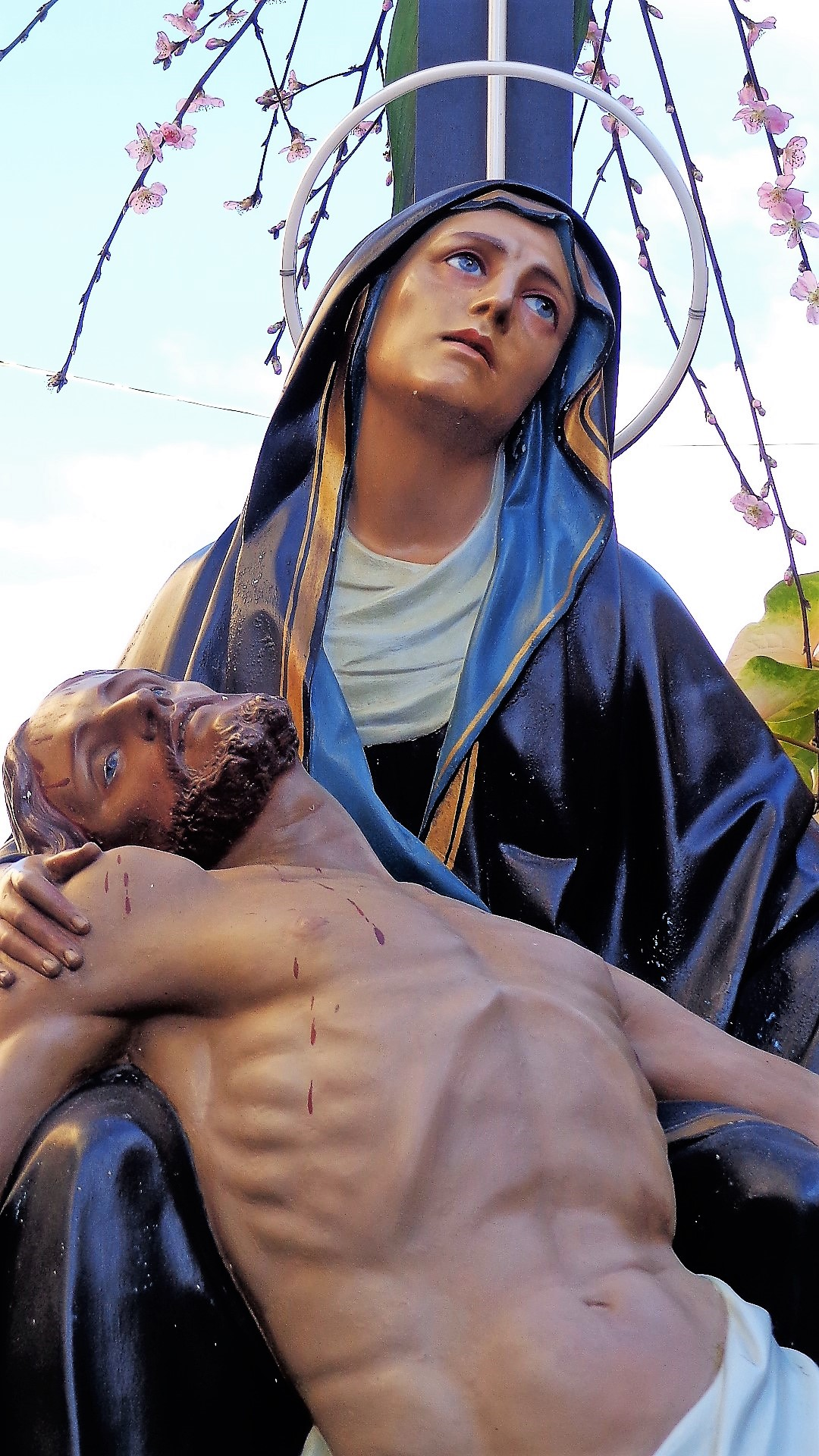
Pietà, Pozzo di Gotto.

Alla componente mistico - religiosa si sovrappone l'affascinante e trascinante rapimento sensoriale fatto di forme, suoni, colori, fiori, luci, essenze odorose, atmosfere, scenografie, ambientazioni, coreografie, mesta e irrituale spontaneità.
I sentimenti di dolore, di pietà, di compianto, le espressioni statuarie di sacrificio, di sofferenza, di spasimo, di desolazione, di angustie e angosce sono esaltate dalle luci al tramonto, dal lento incedere dei gruppi scultorei, dal continuo ondeggiare di fronde e addobbi floreali, dal fluttuare di paramenti, dal fruscio dei tessuti, dal tremolio delle fiammelle, dal crepitio delle candele, dai diafani riflessi di colate di cera, dal tintinnio di aureole e vitrei paralumi, dal bisbiglio delle preghiere, dall'accenno sincopato delle grancasse, dai motivi melanconici suonati delle bande. Un "dolce star male", un rapimento mistico preludio alla rinascita e alla resurrezione, acutizzato dal cigolio delle pesanti strutture, dallo stridio delle ruote sull'asfalto, dal rumore ritmico dei martelli, dai segnali vociati per le soste predisposte dai capivara, enfatizzato dal canto e il controcanto degli assembramenti delle confraternite e degli accoliti, che lungo l'itinerario processionale diviene una sorta di canone, un coro iterativo dal moto perpetuo contraddistinto dalle sovrapposizioni di quartine casuali.
Nella rievocazione e contemplazione del dramma, l'accompagnamento canoro si trasforma in competizione fra gruppi contigui che coinvolgendo lo spettatore lo rendono protagonista. Le emozioni raggiungono l'acme e il parossismo collettivo nella fase d'incontro, quando le due lunghe lente processioni, sfilano una accanto all'altra, attendendosi e incrociandosi vicendevolmente per la stazione comune di penitenza e di riflessione, rievocando una tradizione antica secoli. Durante la sacra rievocazione e per tutto il periodo pasquale si accantonano le ataviche sfide e diatribe, ripicche e campanilismi vecchi quanto il mondo. Sulla lunga copertura del Longano gli eredi delle tradizioni degli antichi casali perpetuano le costumanze dei padri suggellate proprio sul nodo cruciale che un tempo costituiva separazione fra casali e oggi fa da cerniera, da fulcro vitale per tutta la comunità.
Il carattere fermo e determinato, volitivo e unitario delineato proprio dalla prima manifestazione del 1621, sgombra temporaneamente il campo da rancori sopiti, una sorta di tacita tregua ma, lascia maturare nuove sfide, spesso pettegole quanto insidiose, figlie di un dualismo mai soppresso, radicate nell'impronta genetica, il malcelato orgoglio per: l'addobbo più pomposo, la vara più ricca, i fiori più belli, la novità più ricercata, la palma più alta, i visillanti più numerosi, il canto più poderoso e resistente. L'eterna, innata, innocente, indomita, atavica, a volte puerile ricerca di una caratteristica su cui competere per poter primeggiare e farsene vanto. Oggi una delle poche sane espressioni di campanilismo sopravvissuta nella variegata complessità degli insiemi e schemi sociali cittadini.
È indelebile il ricordo quando i due cortei terminavano i loro percorsi nelle parrocchie di competenza: la chiesa di San Giovanni Battista per Barcellona, il duomo di Santa Maria Assunta per Pozzo di Gotto. Le volte delle navate riecheggiavano e riverberavano in un crescendo armonico da catarsi comune di purificazione e comunione, fino alla benedizione col legno di Santa Croce, dove solo l'improvviso silenzio finale riportava mestamente alla realtà. Recenti disposizioni limitano lo scioglimento delle rispettive assemblee sulle piazze antistanti i luoghi di culto. Particolarmente commovente il commiato sulle note di "Ah! Si, versate lacrime" presso San Giovanni mentre a Pozzo di Gotto, le vare raggiungono in parte la chiesa di Gesù e Maria e i magazzini di rimessaggio.
Ogni anno in una sola levata e un unico strappo caratterizzano il rientro della vara dell'Addolorata di Pozzo di Gotto, che compie l'ultimo tragitto fino all'Oratorio delle Anime Purganti col trasporto in spalla e con passo veloce. Quasi un'ultima volata danzante durante la quale la Madonna lievita avanzando senza toccare terra, il rientro è seguito da accorate e ripetute acclamazioni canore.

## Addobbi floreali, ornamenti e illuminazione
Melo Freni nei suoi servizi giornalistici e riprese televisive descriveva ed elencava le invitanti varietà di frutta che adornavano e addobbavano le tavole dei due cenacoli e le mense delle "Missa in cœna Domini" qui raggruppate da indagine fotografica: corniole e meloni, uva e zibibbi, nespole e ciliegie, fichi e datteri, ananas e kiwi, mele e pere, arance e mandarini, limoni e pompelmi, fragole e lamponi, pesche e fichi d'India, avocado e banane, angurie e cedri, mandorle e kumquat, mele cotogne e cotognate; ortaggi e verdure come fave e piselli, finocchi e lattughe, carciofi e pomodorini, melenzane e peperoni, funghi e ravanelli, broccoli e cetrioli, carote e cavolfiori un tempo tutte primizie provenienti dai paesi lontani, dai tropici, dal Sud America, oggi coltivate in casa nelle serre dei tantissimi vivai d'ortofloricultura del circondario. 
I fiori un tempo giungevano dalla Riviera di Sanremo, sui vagoni ferroviari pieni zeppi, adulti e ragazzi si andava a vederli scaricare per la grande meraviglia che regalavano. Vagoni carichi di garofani e rose, tulipani e sterlizie, bocche di leone e campanule, violaciocche e gerbere, primule e pansè, anthurium e ortensie, gigli e lilium, narcisi e iris, tuberose e velo da sposa, fresie e orchidee, e ancora ulivi, zagara, lavanda, pesco, ginestra, agavi, mimose, kenzie, grano germogliato e tanto altro sempreverde. Adesso, se non dalle serre locali della piana di Milazzo, i fiori e le piante arrivano da Vittoria e aziende del ragusano.

## Accompagnamento canoro - musicale

### Visilla e Visillanti
- Gruppo Visillanti "Gesù morto" di Barcellona.
- Gruppo Visillanti "Gesù porta la Croce" di Barcellona.
- Gruppo Visillanti "I Simboli della Passione" di Pozzo di Gotto.
- Gruppo Visillanti "Gesù e Maria" di Pozzo di Gotto.

### Le Bande
Due bande seguono e chiudono le due processioni.
- Associazione Culturale Musicale "Edoardo Russo" - Corpo Bandistico "Placido Mandanici" - Città di Barcellona Pozzo di Gotto.

### Genesi della «Passio» cantata d'epoca barocca
Il contesto nel Regno di Sicilia nei primi lustri del XVII secolo è contrassegnato dalla figura del sacerdote e compositore musicale Marotta Erasmo già membro della curia romana. Nel 1610 fu ammesso nella Compagnia di Gesù, il 10 maggio 1612 fu destinato al noviziato dei gesuiti di Palermo. Nel marzo 1613 fu trasferito in quello di Messina ove, durante la settimana santa di quello stesso anno, nella chiesa di San Nicolò dei Gentiluomini, introdusse in Sicilia l'uso di cantare la Passio secundum Johannem a tre voci soliste su basso continuo, ove egli stesso interpreta la parte del Cristo. Tornò spesso a Palermo: qui il 3 febbraio 1618, compose e fece rappresentare, per ordine del viceré di Sicilia Francìsco Ruiz de Castro Andrade y Portugal, conte di Castro, VIII conte di Lemos e duca di Taurisan, gli intermedi per la sacra tragedia Il martirio di San Pelagio, opera del gesuita Fabrizio de Spuches nel Collegio gesuitico. La sua musica e il suo canto ottennero un successo travolgente nelle due capitali del regno di Sicilia, ma non fu consentito ad un padre gesuita esercitare la professione di musico: fu concessa l'esecuzione delle sue composizioni, ma non più permesso ch'egli cantasse e suonasse in pubblico. Sempre in tema quaresimale fu l'autore di un Miserere e Motteti per li venerdì di Quaresima.

### Testi dei canti
- Vexilla regis prodeunt

Vexilla regis prodeunt,
fulget crucis mysterium,
quo carne carnis conditor
suspensus est patibulo.
Confixa clavis viscera
tendens manus, vestigia
redemptionis gratia
hic inmolata est hostia.
Quo vulneratus insuper
mucrone diro lanceae,
ut nos lavaret crimine,
manavit unda et sanguine.
Inpleta sunt quae concinit
David fideli carmine,
dicendo nationibus:
regnavit a ligno Deus.
Arbor decora et fulgida,
ornata regis purpura,
electa, digno stipite
tam sancta membra tangere!
Beata cuius brachiis
pretium pependit saeculi!
statera facta est corporis
praedam tulitque Tartari.
Fundis aroma cortice,
vincis sapore nectare,
iucunda fructu fertili
plaudis triumpho nobili.
Salve ara, salve victima
de passionis gloria,
qua vita mortem pertulit
et morte vitam reddidit.
- Lû vennardì di marzu

Lû vennardì di marzu gluriusu,
la Matri Santa si misi in 'ncamminu.
Ppî strada ci 'ncuntrò San Giuvannuzzu,
ci dissi: "O Matri, Matri Santa unni annati?"
"Vaju circandu lu me duci figghiu,
chi l'haiu persu e non l'haiu truvatu".
"Annati, annati a casa di Pilatu,
chi 'ddâ lu truviriti 'ncatinatu".
E ... "tuppi, tuppi, tuppi", "Cû è 'ddôcu?"
"jeni 'ddû cori afflittu di tô Matri".
"O Matri, Matri non vi pozzu apríri,
câ li giudei m'hannu 'ncatinatu".
"Annati, annati unni î mastri firrari,
faciti fari 'nu paruzzu î 'gghiova".
"Non tantu 'rossi e non tantu puntuti,
c'hann' à passari 'sti carnuzzi fini".
Arrispunneru li mastri firrari,
"'rossi e puntuti li sapemu fari".
"'Rossi e puntuti li sapemu fari,
c'hann' à passari 'sti carni di cani".
A Matri Santa sintennu 'sti cosi,
fici trimari lû cielu e la terra".
- Ah, si! Versate lacrime

Ah, Si! Versate lacrime,
Angeli mesti in cielo,
Vestite il lutto velo,
L'amato ben morì. (2 vv.)
Morì, per man dei barbari,
Morì trafitto in croce,
Soffrì la pena atroce,
Il Redentor, spirò,
Il Redentor, spirò,
Il Redentor, spirò,
morì spirò,...
morì spirò,...
morì spirò,...
il Redentor morì spirò.
Ah si versate lacrime,
lacrime di dolore,
tradito il buon Signore,
in cielo salì.
Mori, morì, morì. (lamento)
Morì, spirò il Redentor,
Il Redentor Spirò. (forte)

## Influenza dell'arte sulla figura di Maria

### Madonne accovacciate

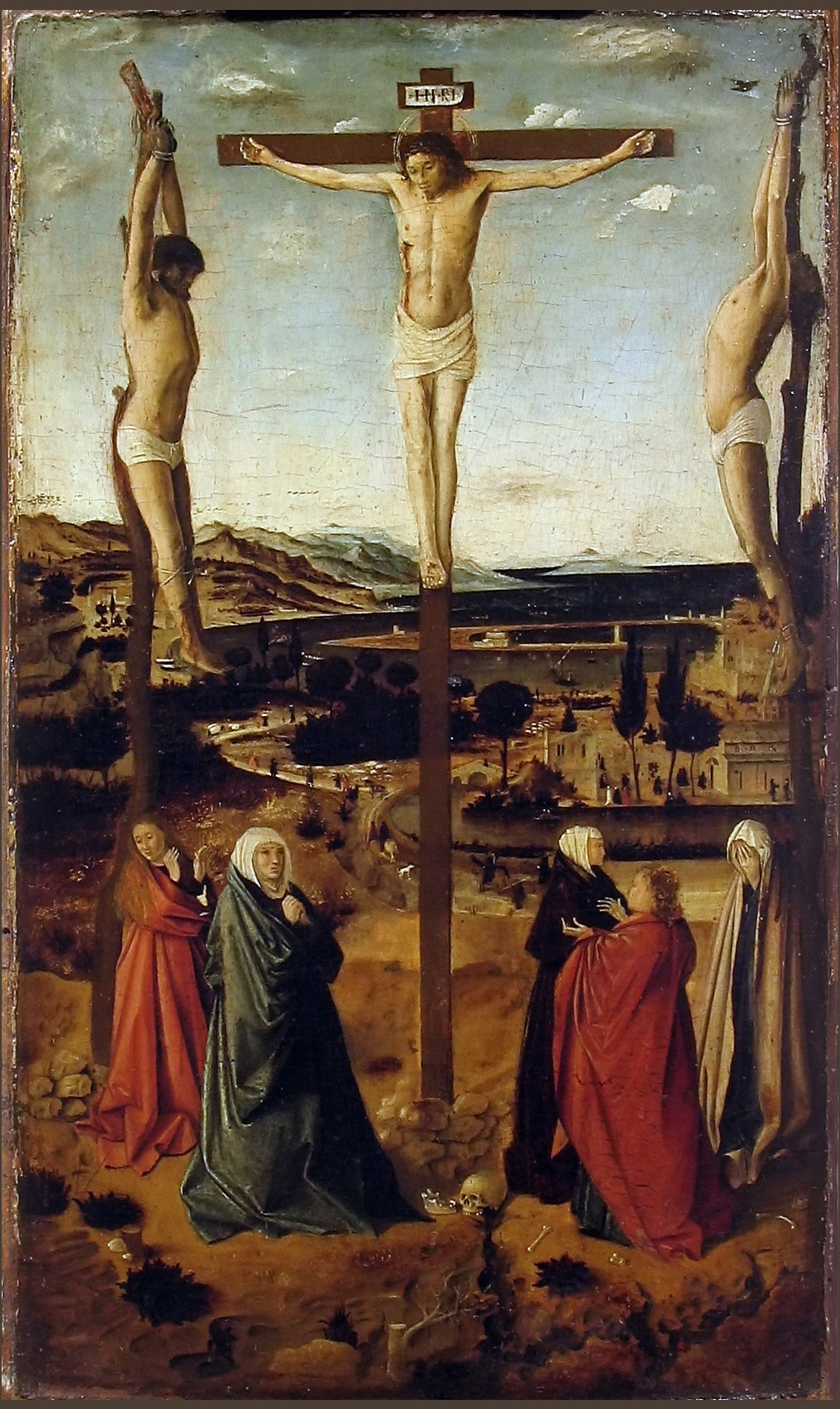
Crocifissione di Sibiu Muzeul Naţional de Artă di Bucarest.

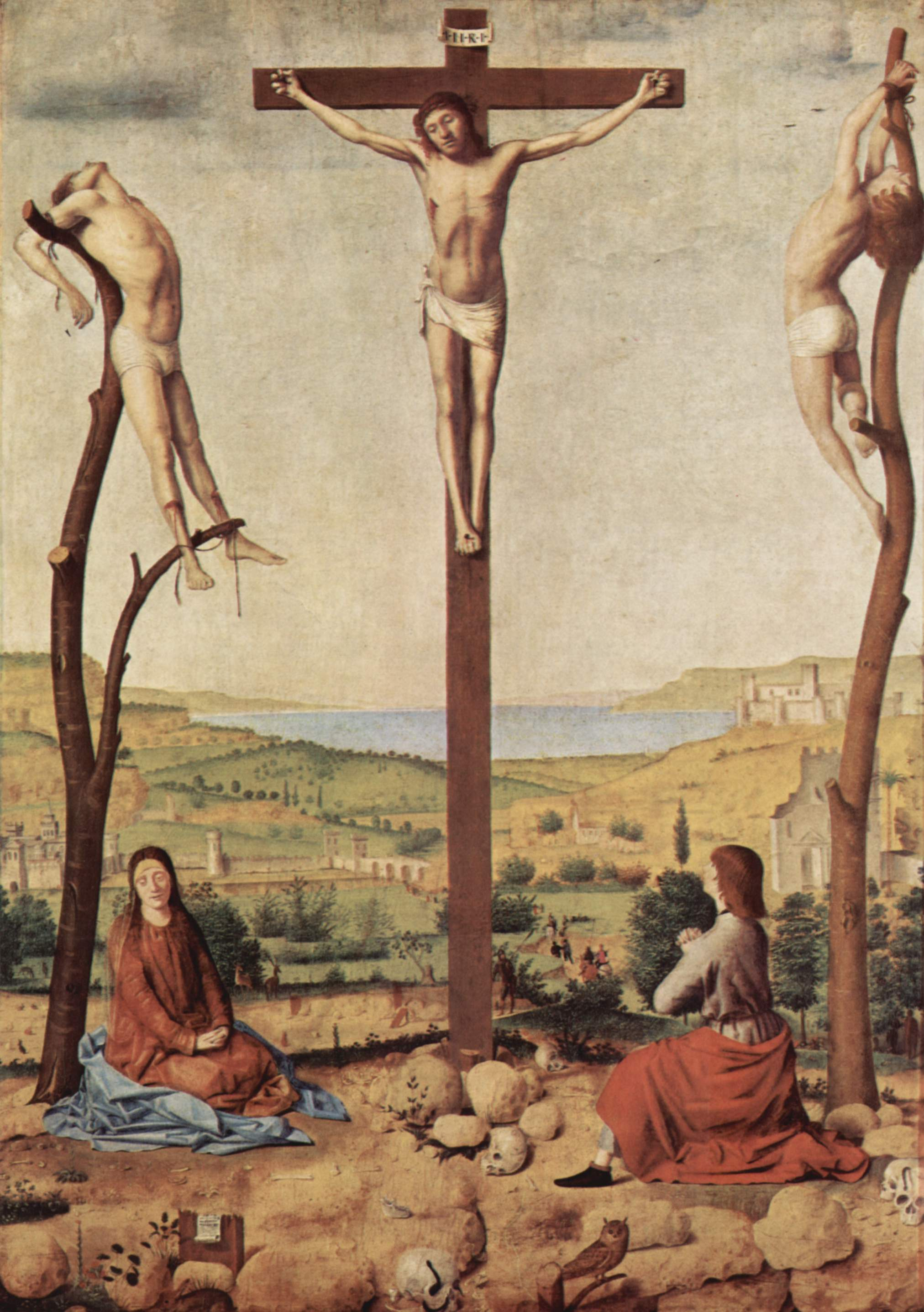
Crocifissione, Koninklijk Museum voor Schone Kunsten, Anversa.

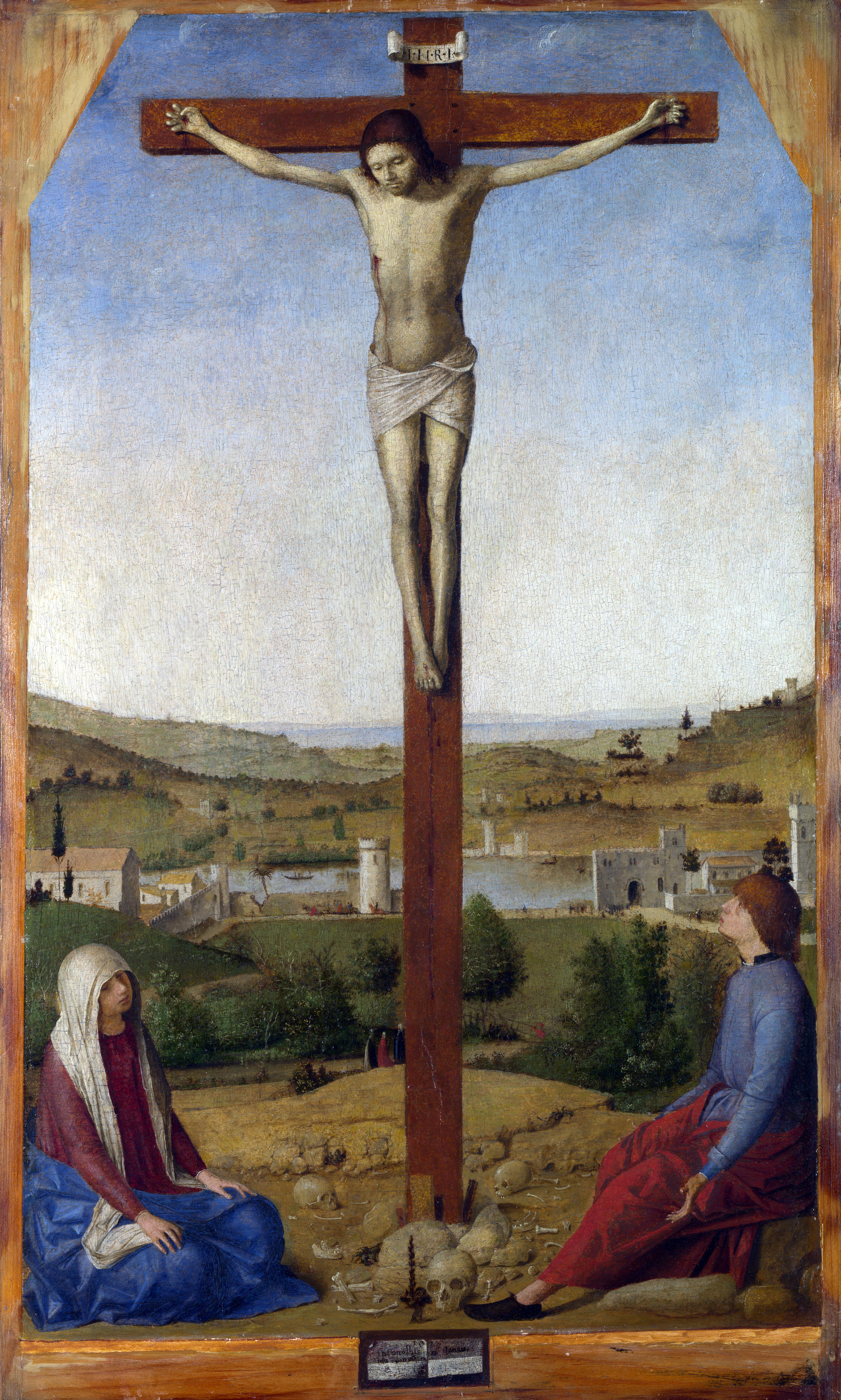
Crocifissione, National Gallery, Londra.

Foto d'epoca consegnano ai posteri vare con ambientazioni sceniche improntate a raffigurazioni del Calvario di Antonello da Messina ravvisabili nella Crocifissione di Londra e nella Crocifissione di Anversa. Scenografie attuali rendono il tema più vicino alla Crocifissione di Sibiu (Muzeul Naţional de Artă di Bucarest) dove tutti i personaggi sono raffigurati in posizione eretta ai piedi della croce. Pur rispondendo ai canoni fiamminghi, le posture degli astanti abbandonano gli stilemi delle raffigurazioni alto medievali tipiche dei bassorilievi e delle pitture che mostrano la Vergine e l'apostolo Giovanni accovacciati e contriti sulla sommità del Golgota. Oggi pervengono solo due esempi di Madonne accovacciate: entrambi riscontrabili nei simulacri dei gruppi delle Pietà, dove la figura di Maria accoglie le spoglie di Gesù nell'ultimo materno e straziante abbraccio accovacciata sulle asperità del terreno dopo la deposizione del Cristo ai piedi della Croce.

### Madonne vestite
Entrambe le «Addolorate» barcellonesi rappresentano due esempi di «Madonne vestite» o "statue abbigliate" o "statue ammantate". Nella fattispecie "doppiamente vestite" in quanto i simulacri in cartapesta raffigurano la figura mariana già abbigliata come scultura originaria. Il lutto è enfatizzato ufficialmente e universalmente con ulteriori drappeggi secondo usi in voga dal XII - XV secolo in Spagna, Francia e Italia. Per contaminazione da dominazione in Puglia e Sicilia vige l'usanza di abbigliare, sovrapponendo ulteriori manti, ori e corone a simulacri già perfezionati, costume che si sviluppa capillarmente tra il XVII - XVIII secolo. Il padulamento con gli abiti permette tuttavia di arricchire e modificare alla bisogna, opere concepite in origine per essere esposte senza la sovrapposizione dei panneggi, per essere adattate in un secondo tempo alla vestizione conferendo ulteriore solennità e regalità, la cui cura e culto sono esercitati da cerchie di donne o da confraternite appositamente costituite seguendo immutati rituali.
Le Mater Dolorose «svelate» e sobrie nei panneggi durante tutto l'arco dell'anno, per i riti processionali della passione si trasformano alla stessa stregua delle madonne iberiche, in dolorose «ammantate» e sfarzosamente abbigliate, che nella tragicità del lutto e nella commemorazione degli eventi, si mostrano quasi per "apparire", anzi, essere bellissime, adornate come regine. Non bastano solo le vesti e i manti elaborati ma, per enfatizzare il dolore esibiscono i loro corredi di trine, di gioielli, di spadini argentei, di aureole preziose, frutto di donazioni dei devoti, per incedere al ritmo tragico e funereo, mesto e lamentoso al tempo stesso gioioso e festoso, regale e maestoso della pasqua barcellonese.
In occasione delle processioni i due simulacri sono sottoposti al rito della vestizione. L'evento commovente è un rituale privato e quasi segreto, privilegio di poche consorelle: un ristretto numero di donne si riunisce intorno alla statua vestendola, sovrapponendo all'abito plasmato, gli abiti solenni e sontuosi della cerimonia. Infine l'adornano con gli ori donati dai fedeli, con attenzioni e riguardi commossi come se fosse una figlia o una sposa. Di solito i simulacri delle due mater dolorose sono "parate, 'bbissate, addobbate" nei locali deputati a sede delle rispettive confraternite. Negli ultimi anni prende più piede la consuetudine del pubblico estraneo presente alla vestizione. In religioso silenzio, senza interferire, è possibile assistere alle varie fasi di abbellimento alla stessa stregua di appassionati di fotografia e cineoperatori. 
Tra gli esempi di «Madonne ammantate», la "Madonna del Tindari" prima del recente restauro, l'"Addolorata" di Lipari e tutte le Addolorate e Desolate di Palermo che hanno in dote proprio i manti e, spesso i gioielli (corone, tiare, diademi, stellari, collane, spille, anelli), doni delle regine consorti dei Sovrani di Sicilia.

## Confraternite e patrocinatori

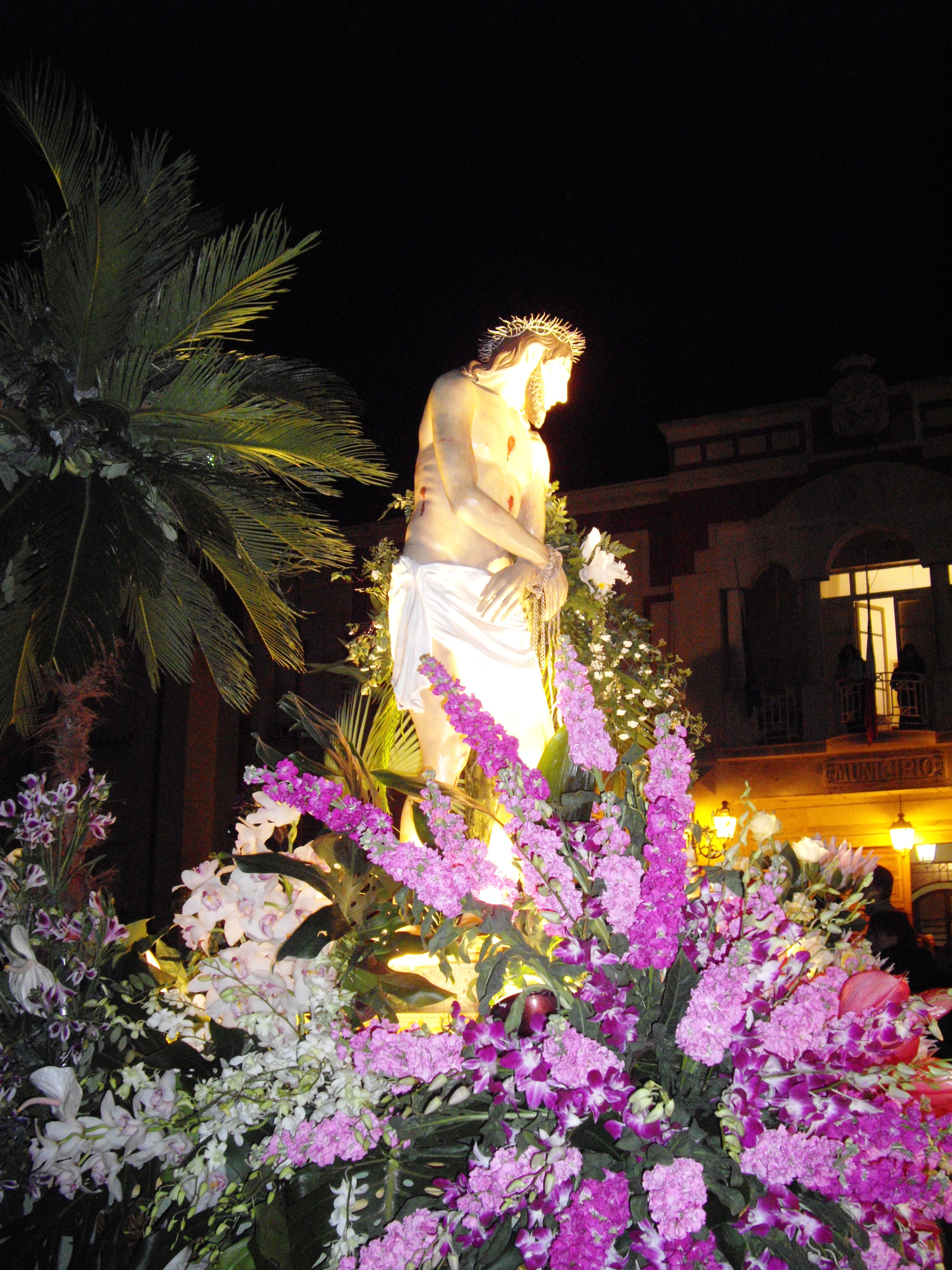
"Gesù alla Colonna", Barcellona.

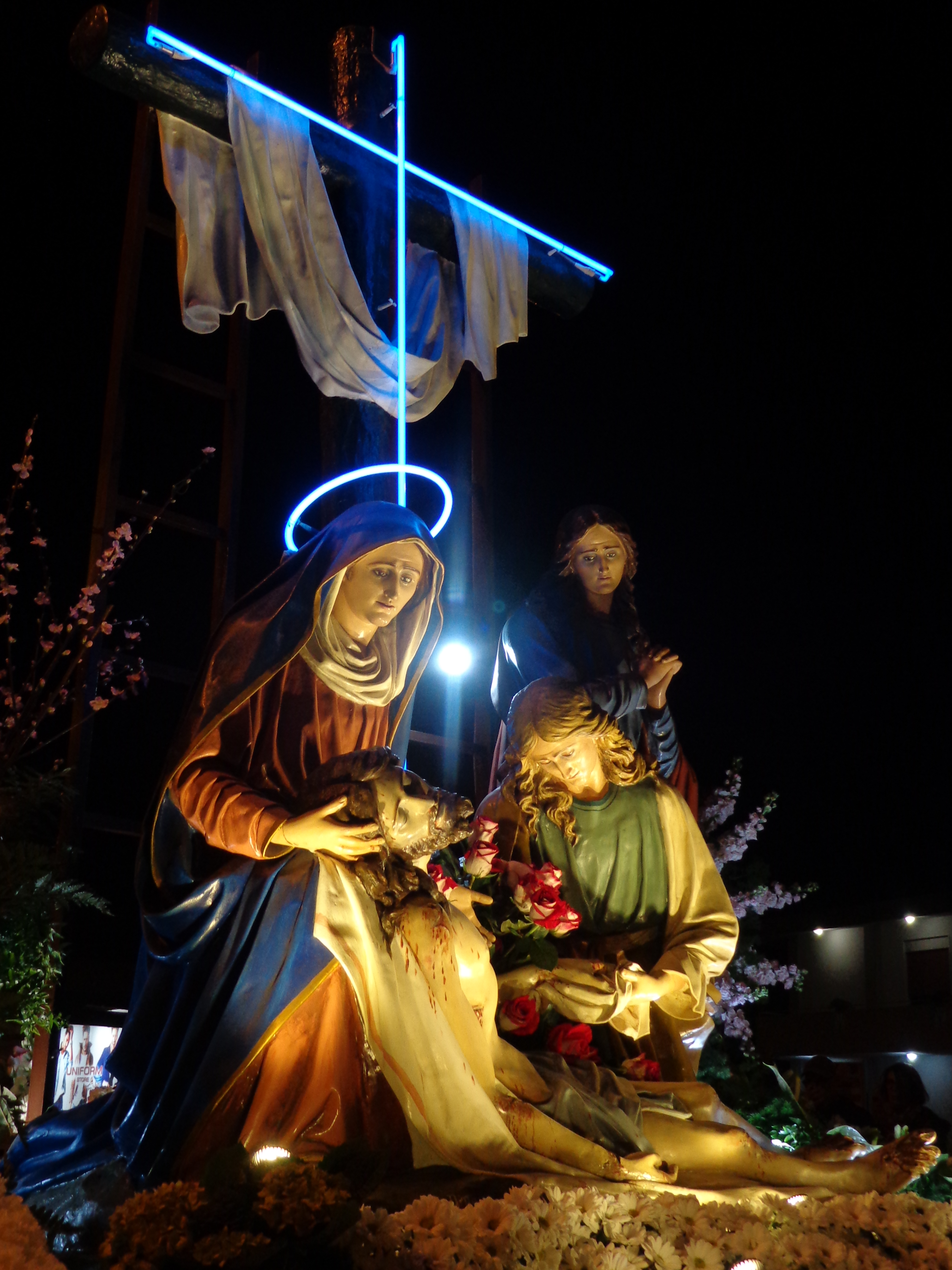
Pietà, Barcellona.

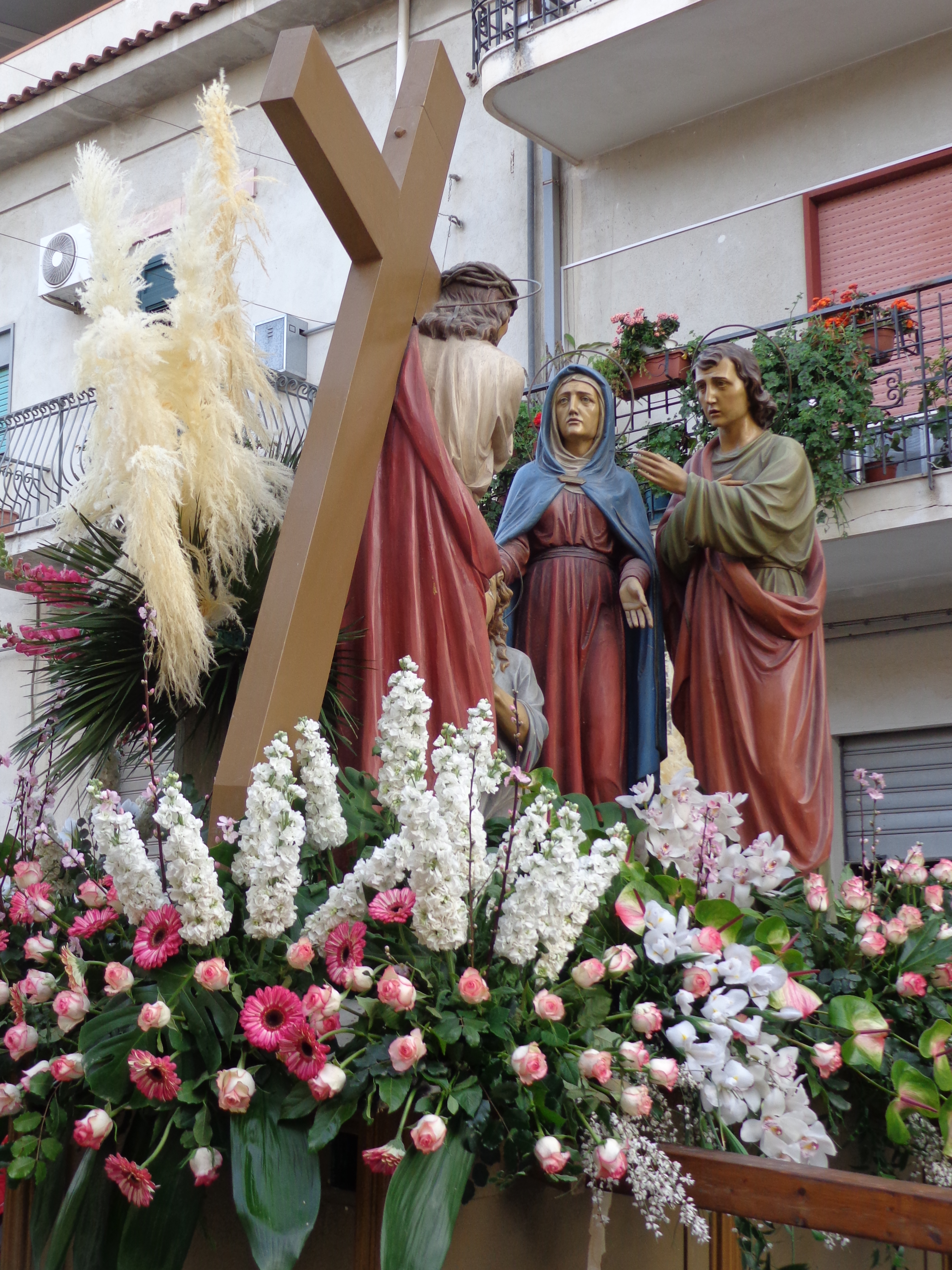
Pie Donne, Pozzo di Gotto.

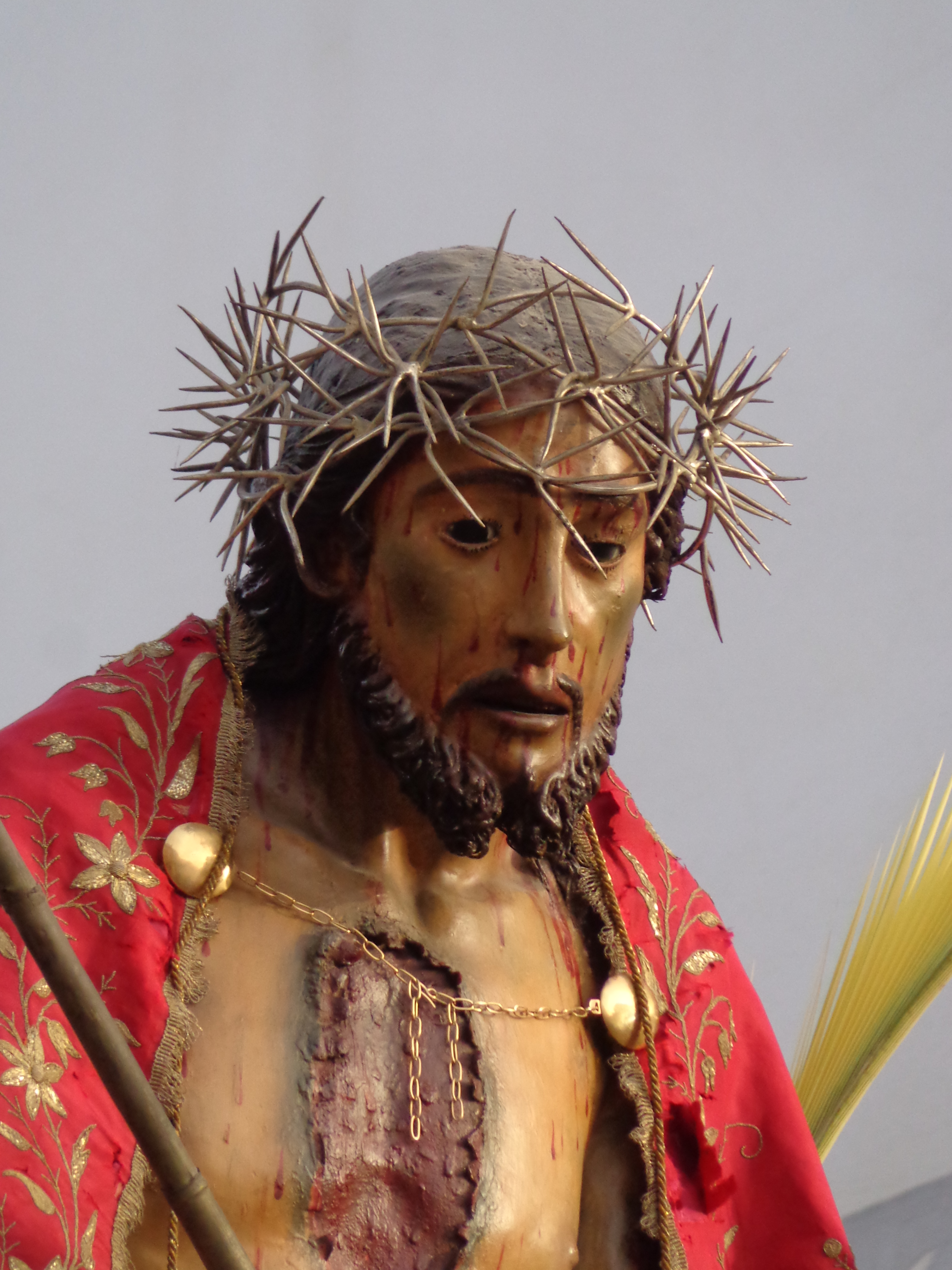
Ecce Homo, Pozzo di Gotto.

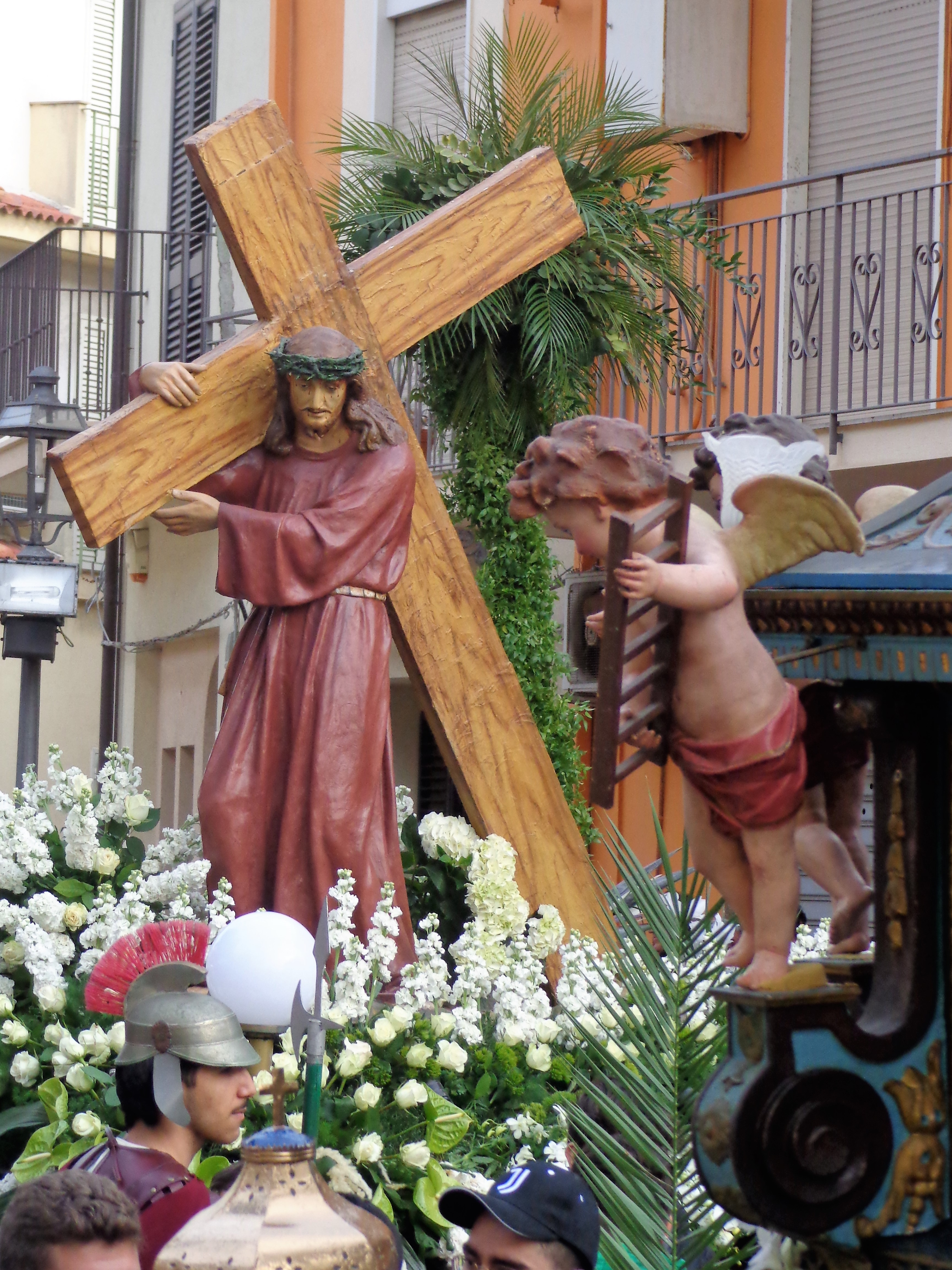
Gesù Porta la Croce, Barcellona.

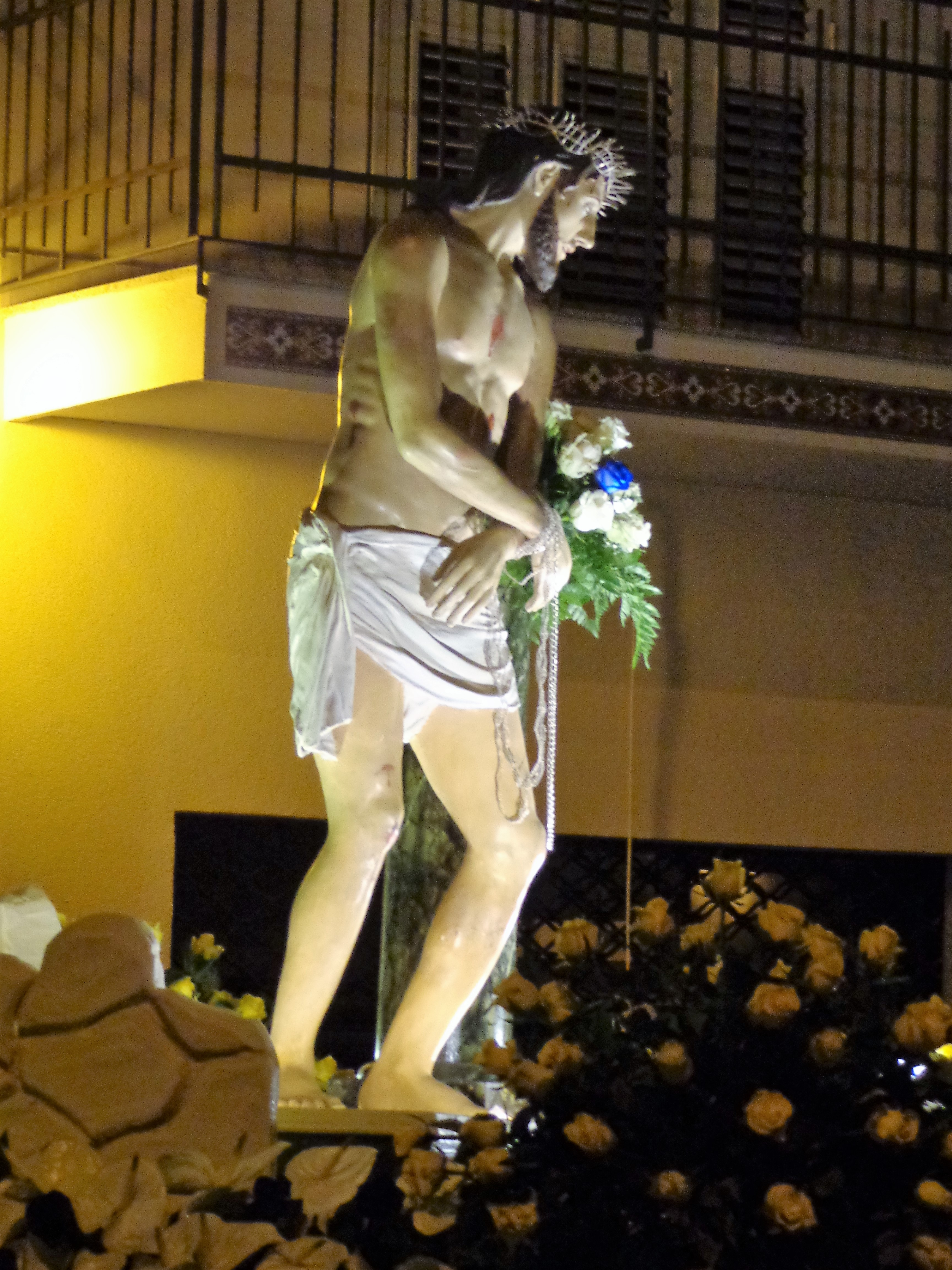
Gesù alla colonna, Barcellona.

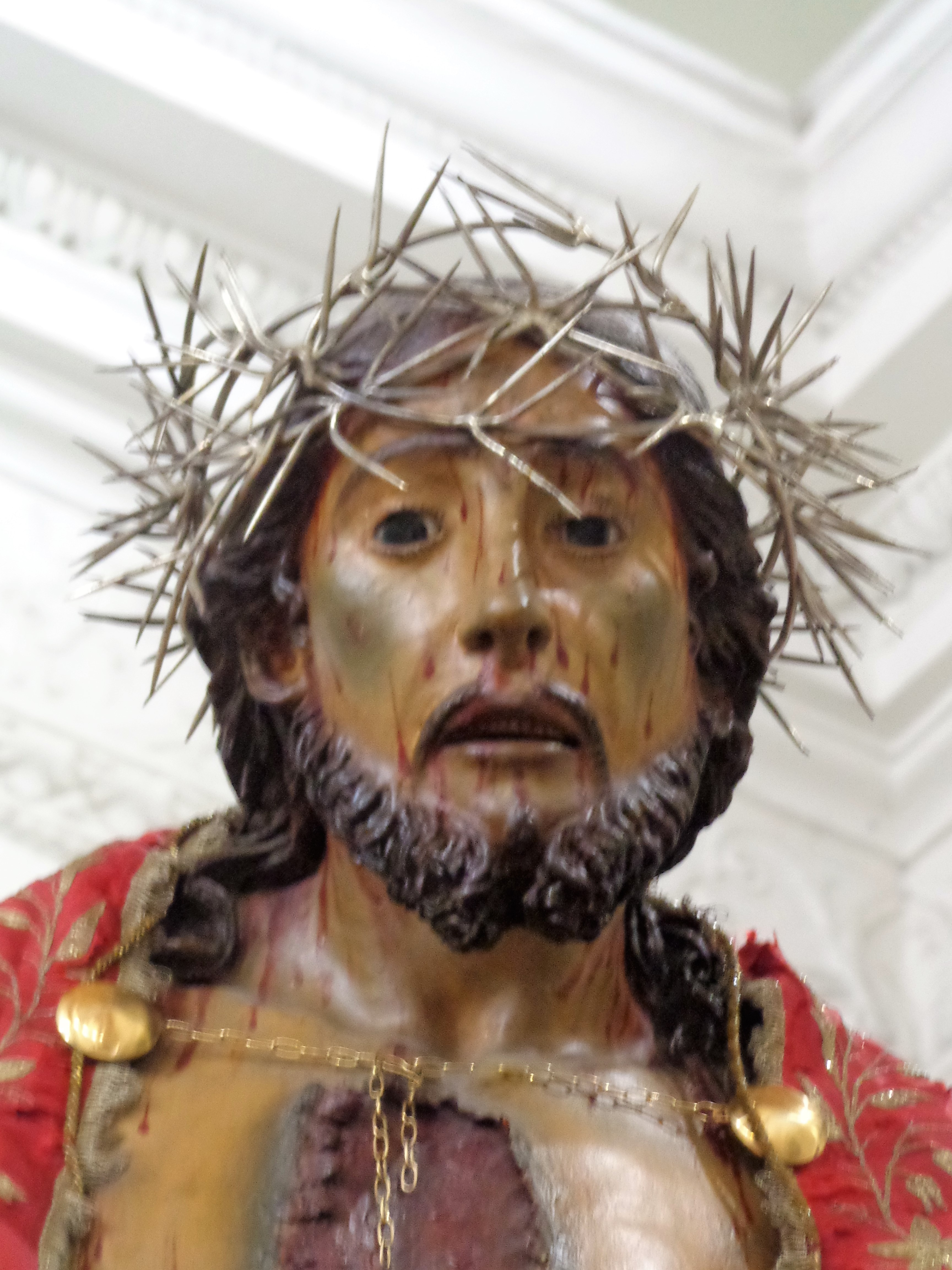
Ecce Homo, Pozzo di Gotto.

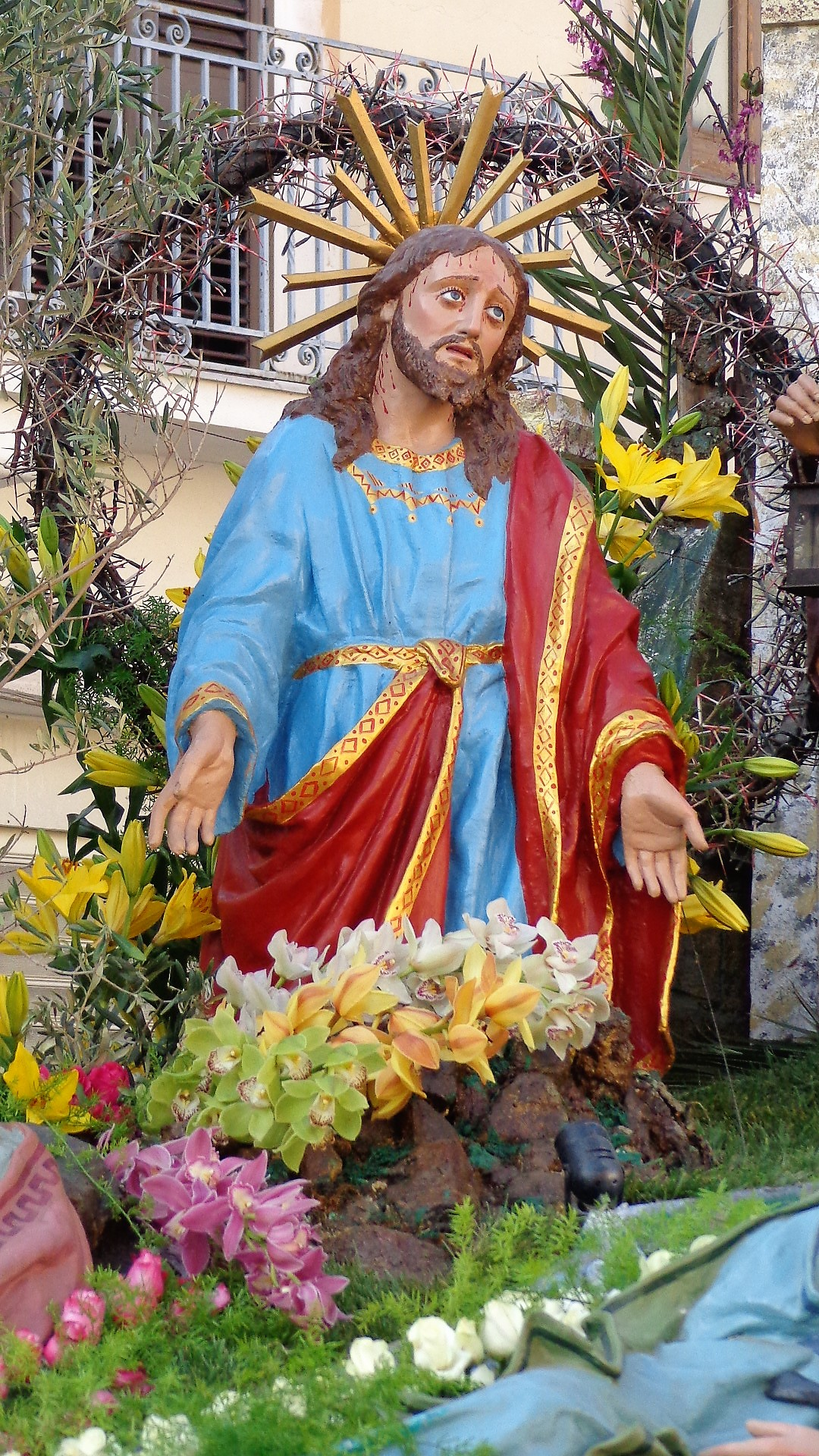
Gesù, Barcellona.

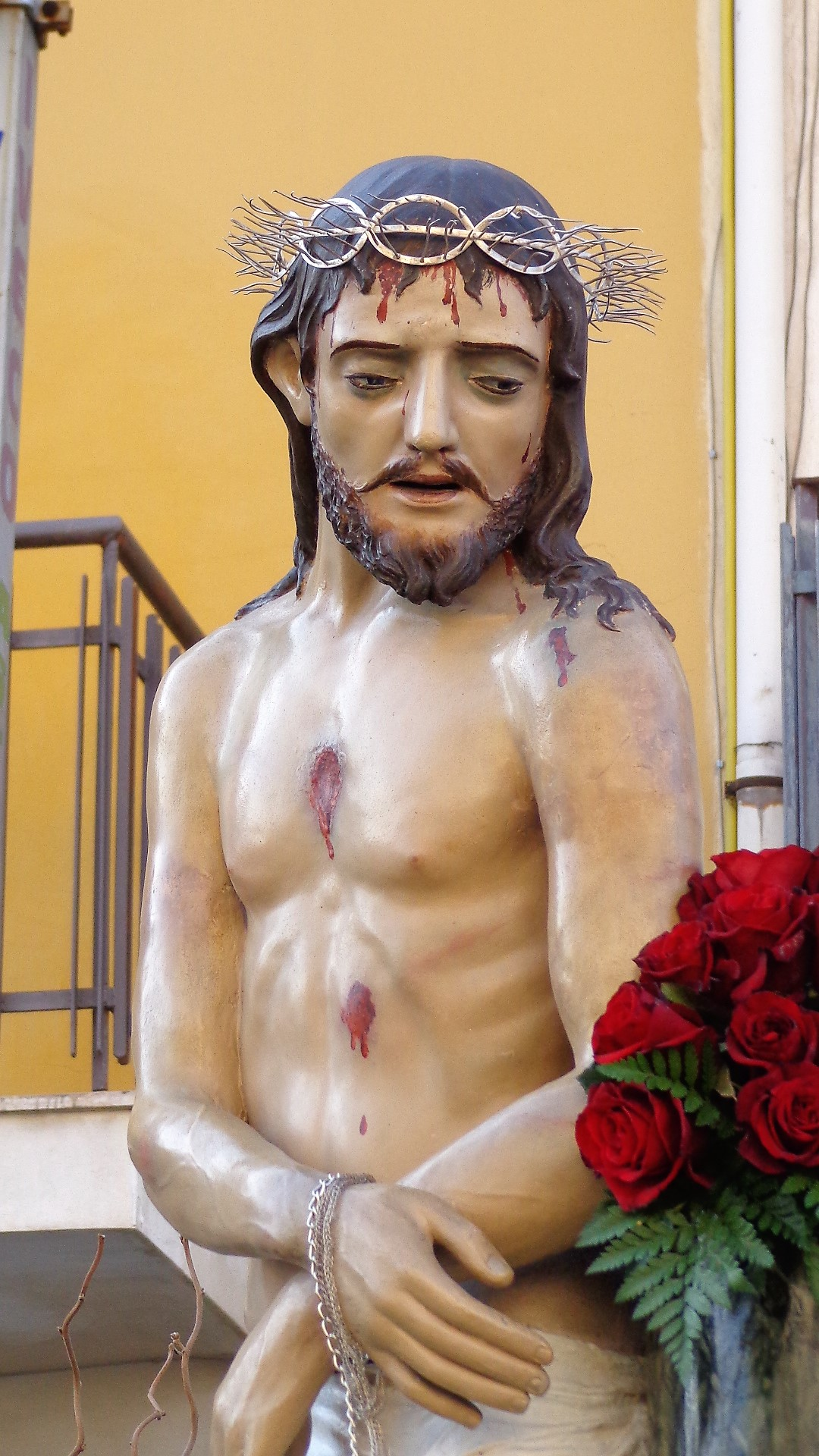
Gesù alla colonna, Barcellona.

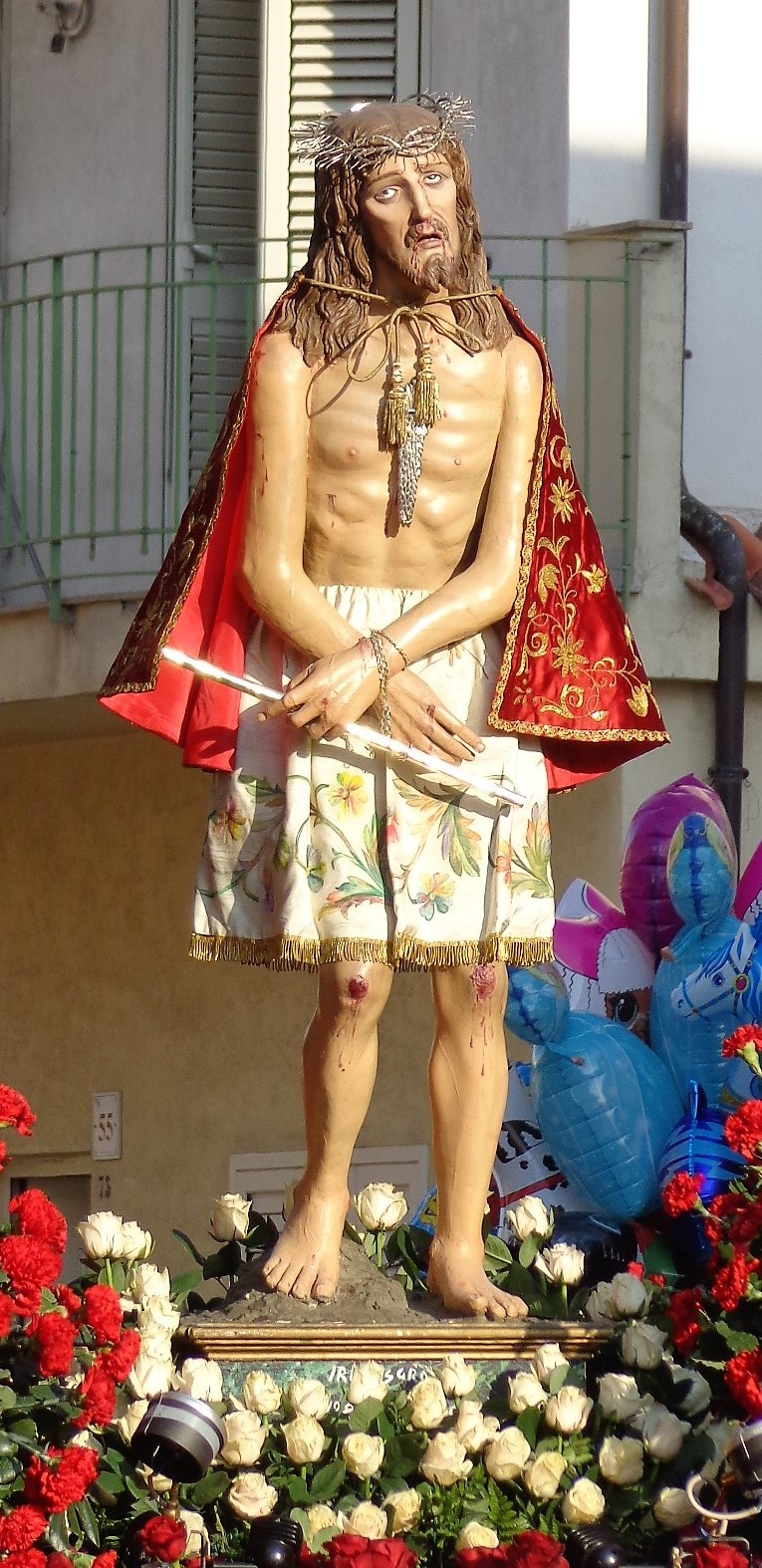
Ecce Homo, Barcellona.

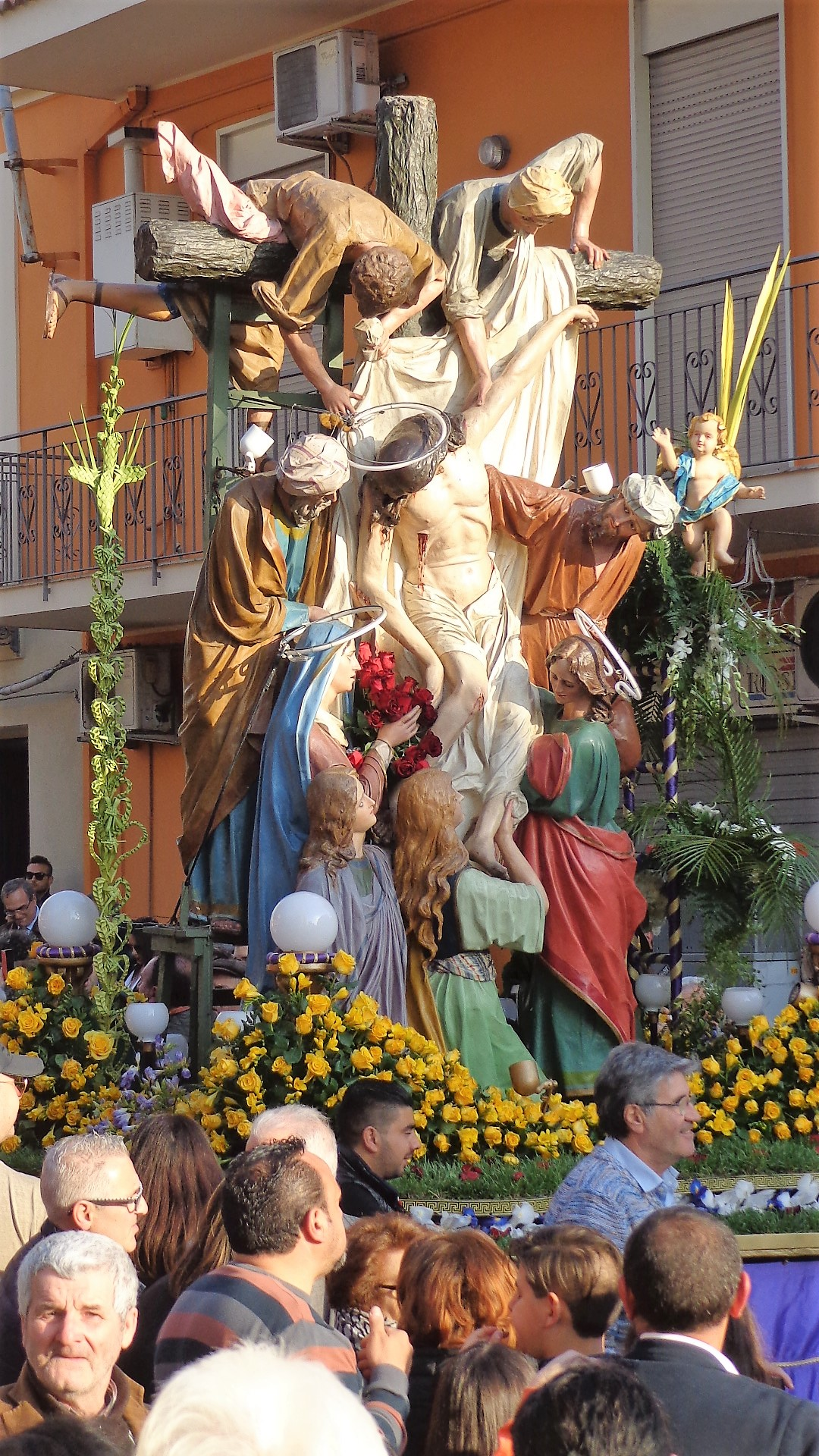
Deposizione dalla croce, Barcellona.

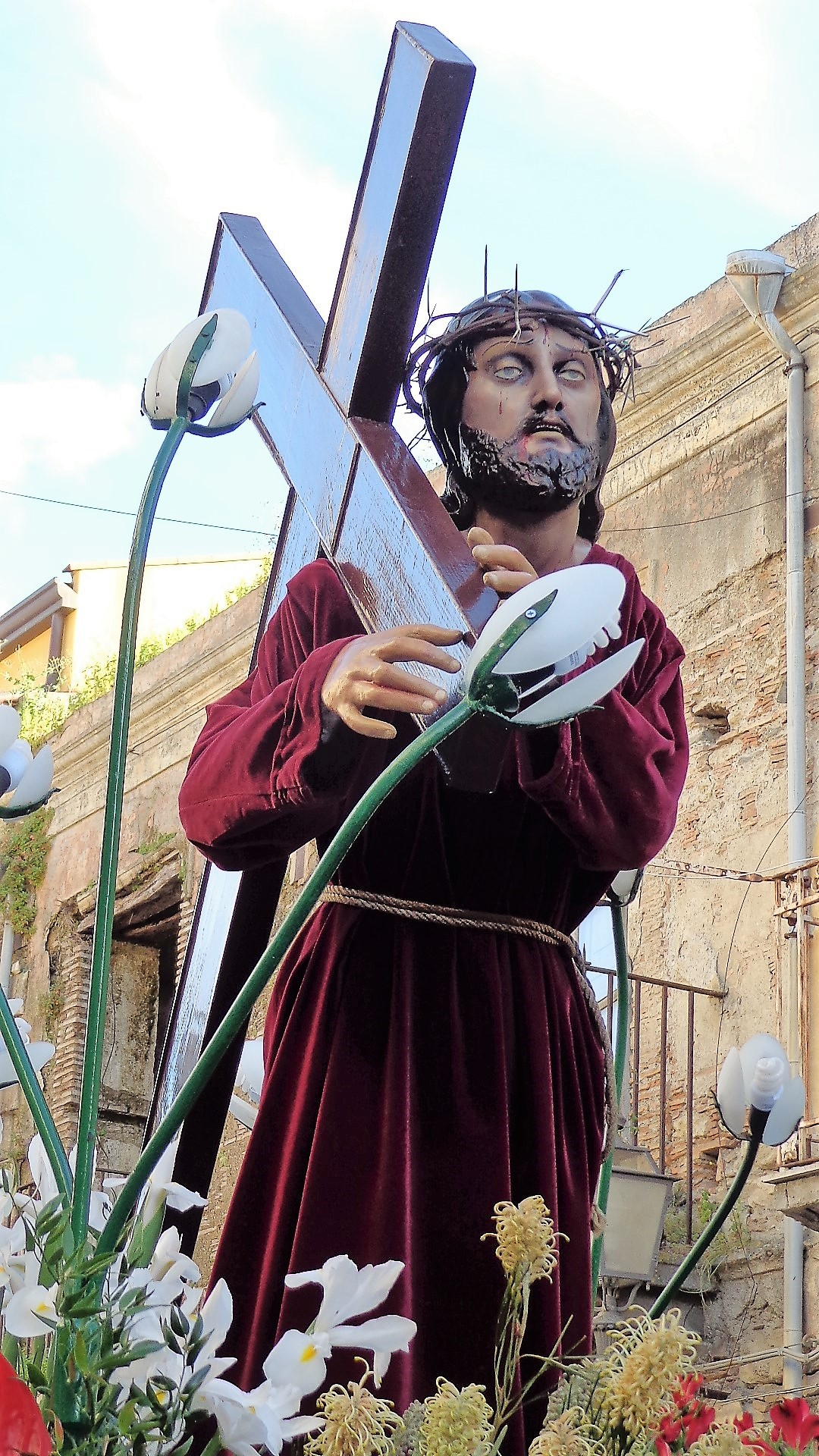
Gesù porta la croce, Pozzo di Gotto.

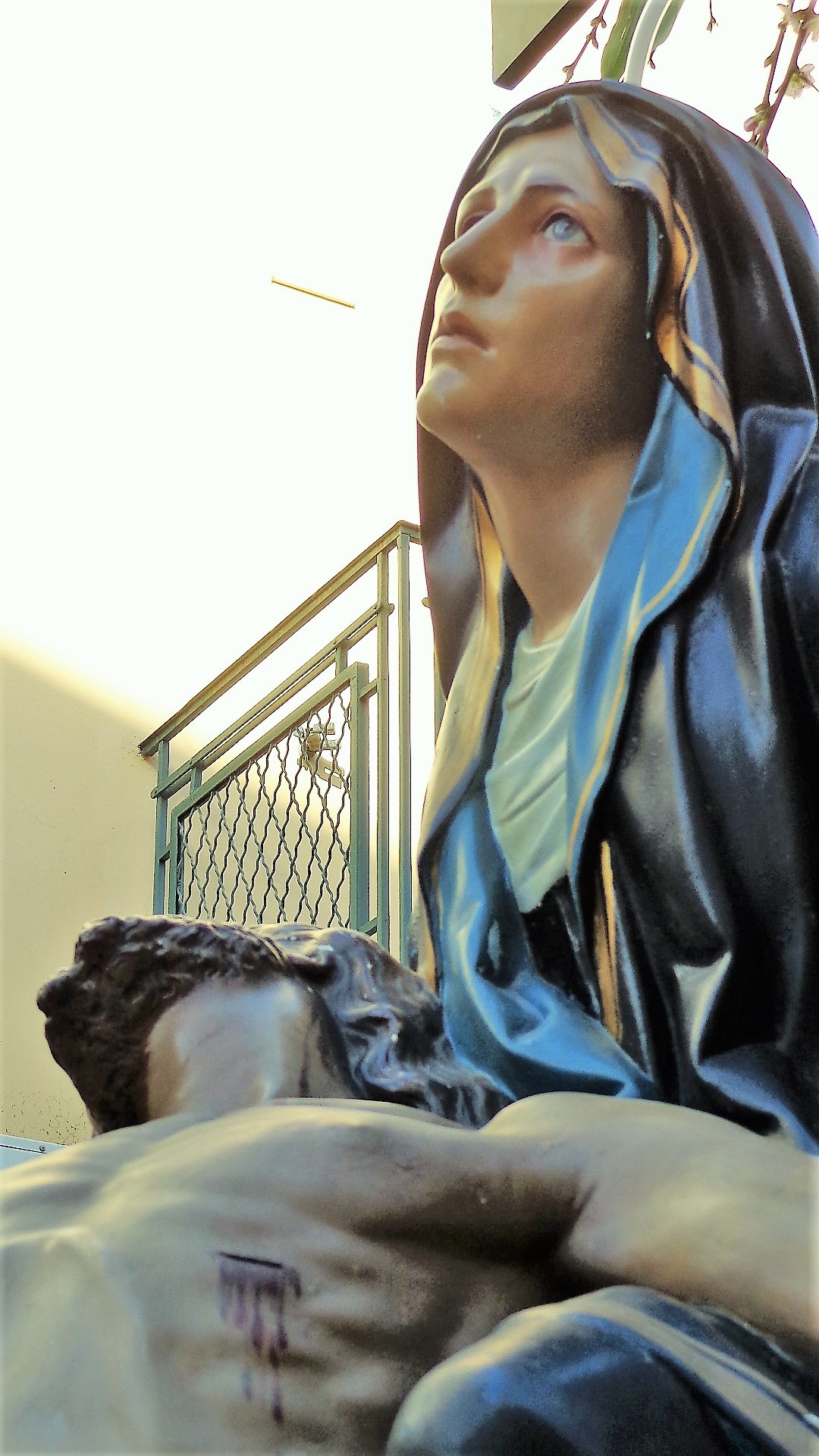
Pietà, Pozzo di Gotto.

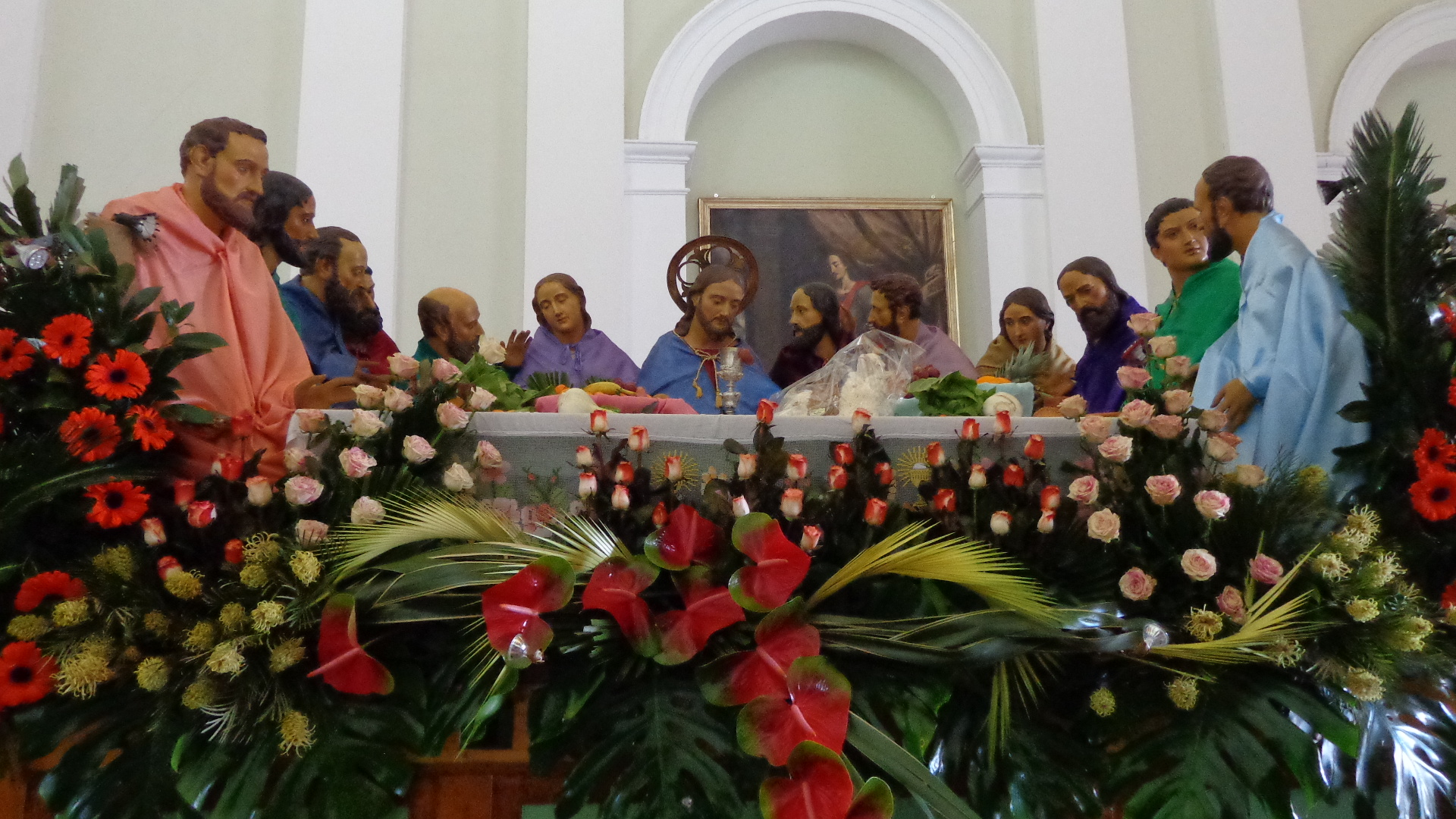
I manichini addobbati dell'Ultima Cena.

La confraternite, limitatamente le congregazioni e le unioni, nascono per l'assolvimento delle funzioni derivanti il buon funzionamento e il mantenimento delle concessioni fatte dai prelati e o privati alla chiesa, sodalizi confermati da un'autorità ecclesiastica superiore riconducibile quasi sempre alla figura del vescovo della diocesi o al rettore capo dell'istituzione religiosa. L'osservanza dei precetti è il fondamento necessario sulla quale si basa l'impostazione dell'organizzazione della confraternita, comunque del sodalizio.
Lasciti, donazioni, eredità, regalie comportano la gestione di una mole di lavoro che esula dalla mera attività ecclesiastica canonica. Dalle regole dei primi statuti di Pozzo di Gotto, ai confratelli spetta la corresponsione delle spese d'affitto, per il vettovagliamento e le attrezzature del luogo deputato quale sede della confraternita. In seguito è imposto l'impegno di assistere nelle processioni, nonché l'obbligo cristiano e morale di garantire a tutti una cristiana sepoltura e di commemorare i confratelli defunti, effettuare pii esercizi spirituali, svolgere attività di reciproco conforto e di mutuo soccorso, l'esercizio di azioni umanitarie di carità e penitenza, il sostentamento dei deboli, assolvere pratiche religiose volte all'incremento del culto pubblico, la pratica della catechesi non disgiunta dalla diffusione della cultura. L'insieme dei regolamenti comprende e disciplina l'azione di tutti gli atti non comuni al complesso dei fedeli e vieta espressamente il compimento di azioni indecorose, pena l'allontanamento o l'espulsione.

### Antiche Confraternite
- "Congregazione di Gesù e Maria" fondata anteriormente al 1579 presso la primitiva chiesa dedicata a Sant'Andrea Apostolo nella frazione di Serro Sant'Andrea dell'antica Pozzo di Gotto oggi chiesa del Carmine dei Padri carmelitani, Pozzo di Gotto. Due atti notarili di Simone Coppolino del 3 gennaio 1622 e 16 gennaio 1626, Placido Zangla e il fratello sacerdote Giambattista, formalizzano la concessione gratuita di terreni alla "Confraternita di Santo Ausenzio sotto il titolo di Gesù e Maria" operante nella chiesa della Madonna del Carmelo, per la costruzione della chiesa di Gesù e Maria.
- "Confraternita di San Filippo d'Agira" fondata approssimativamente al 1620 presso l'antico duomo di Santa Maria Assunta ove esisteva una Cappella dedicata a San Filippo d'Agira.
- "Confraternita del Purgatorio" fondata il 16 dicembre 1663 presso l'Oratorio, oggi Oratorio delle Anime Purganti, adiacente al duomo antico di San Vito, Pozzo di Gotto. Il 16 dicembre del 1663 è fondato l'Oratorio delle Anime del Purgatorio consistente in costruzioni e terreni concessi dal sacerdote Mario Catalfamo presso il duomo antico di San Vito che includevano già la presenza di una cappella preesistente dedicata alle Anime Sante edificata da Diego Fiorello. Contestualmente è istituita la "Confraternita del Purgatorio" oggi nota come "Confraternita delle Anime del Purgatorio sotto il titolo dell'Immacolata Concezione". La commemorazione dei defunti è l'obiettivo principale della confraternita, tra la moltitudine degli scopi previsti: il dispensare conforto durante la malattia, garantire una cristiana sepoltura, assicurare l'assistenza ai superstiti con particolare riguardo agli orfani e alle vedove, perpetuare il ricordo e la redenzione dell'anima dei defunti mediante la celebrazione di messe di suffragio, partecipare ai riti devozionali e processionali durante le solennità previste dal calendario liturgico.
- "Confraternita del Santissimo Sagramento" fondata il 18 aprile 1715 presso l'Oratorio delle Anime Purganti, adiacente al duomo antico di San Vito, Pozzo di Gotto.

### Attuali Confraternite

#### Confraternite di Pozzo di Gotto

##### Confraternita Gesù e Maria in Sant'Eusenzio
- "Confraternita di Sant'Eusenzio sotto il titolo di Gesù e Maria", essa ingloba la primitiva "Congregazione di Gesù e Maria" presso i Padri carmelitani, chiesa di Gesù e Maria, Pozzo di Gotto.
  - Abbigliamento: tunica o camice di colore bianco, scapolare o "abitino" (altrimenti detto tabarino o mantellina) di colore rosso, cingolo ai fianchi e corona del rosario, medaglione d'argento o dipinto al collo, alcuni confrati recano mazze con impugnature o decorazioni in argento.

##### Confraternita delle Anime del Purgatorio
- "Confraternita delle Anime Sante del Purgatorio sotto il titolo dell'Immacolata Concezione", Oratorio delle Anime Purganti, Pozzo di Gotto.

##### Confraternita di San Francesco d'Assisi all'Immacolata
- "Confraternita di San Francesco d'Assisi all'Immacolata", chiesa della Madonna della Concezione oggi San Francesco d'Assisi all'Immacolata o dei «Cappuccini», Pozzo di Gotto.

##### Confraternita del Santissimo Sacramento
- "Confraternita del Santissimo Sacramento", Oratorio delle Anime Purganti, Pozzo di Gotto.

#### Confraternite di Barcellona

##### Confraternita di Maria Santissima Immacolata
- "Confraternita di Maria Santissima Immacolata", Barcellona.

##### Confraternita del Santissimo Crocifisso
- "Confraternita del Santissimo Crocifisso", sodalizio fondato il 2 giugno 1705 presso la chiesa del Santissimo Crocifisso di Barcellona Pozzo di Gotto.

##### Confraternita di Maria Santissima Addolorata e San Giovanni Battista
- "Confraternita di Maria Santissima Addolorata e San Giovanni Battista", chiesa di San Giovanni Battista, Barcellona.

### Corporazioni e nuclei familiari storici
- Corporazioni: bottai, agrumai, distillatori e spiritari, carpentieri e carrettai, broccai e vasai, fabbri, sarti e bottegai, falegnami, appaltatori edili, pescivendoli e pescatori, macellai, villici e sodalizi cattolici, circoli ricreativi.

Elenco dei nuclei familiari storici come donatori o patrocinanti, che ne hanno curato l'addobbo, il restauro, la manutenzione.
- Vare di «Pozzo di Gotto»: Basilicò, Bartolone, Cambria, Caruso, Cattafi, Cutropia, D'Amico, Isgrò, Miano, Pantè, Pettineo, Pino, Rizzo, Romano, Stracuzzi.
- Vare di «Barcellona»......: Agri, Alosi, Bilardo, Bisignani, Calarco, Fugazzotto, Imbesi, Lo Presti, Milone, Moleti, Munafò, Porcino, Rotella, Russo, Sidoti.

## Itinerari
Pozzo di Gotto: chiesa di Gesù e Maria (primo ammassamento), via Risorgimento, via Gesù e Maria, duomo di Santa Maria Assunta (secondo ammassamento presso arcipretura), via Garibaldi, duomo di San Vito (incolonnamento definitivo), via Garibaldi, via Spagnolo, via Gerone (quartiere Marsalini), via Parini, via Cappuccini, via Garibaldi, via Spagnolo, via San Giovanni Bosco (sosta tra il Palazzo dei Salesiani e Palazzo di Città per la stazione di penitenza, preghiera e riflessioni comuni), via Papa Giovanni XXIII, via Magenta, via Risorgimento, via Varese, vicolo Idria, via Custoza, vicolo Idria, via Risorgimento, via Idria, via Mentana, vicolo dei Mille, via Garibaldi, via Foscolo, via Teatro Vecchio, via Garibaldi, duomo di Santa Maria. Dopo i riti di chiusura alcune sezioni tornano nella chiesa di Gesù e Maria, altre nell'Oratorio delle Anime Sante del Purgatorio, una vara nella chiesa dei Cappuccini, altre vare in magazzini e rimesse.
Barcellona: chiesa di San Giovanni Battista (primo ammassamento di sezioni provenienti dalle rimesse e chiese del centro), via San Giovanni, via Statale Sant'Antonino, via Catania, via San Francesco di Paola, via Papa Giovanni XXIII, via Umberto I, vicolo Stazione, piazza Stazione, via Roma, via Papa Giovanni XXIII, via San Giovanni Bosco (sosta tra il Palazzo dei Salesiani e Palazzo di Città per la stazione di penitenza, preghiera e riflessioni comuni), via del Mare, via Garibaldi, via Duca d'Aosta, piazza Marconi, chiesa di San Giovanni Battista. Dopo i riti di chiusura le vare tornano alle loro chiese, rimesse o magazzini.

## Usi e costumi perduti
- «Â predica ô scuru»;
- «Â predica all'Apostuli»;
- «Û baciu dî pedi»;
- «Û sonu dâ traccula»;
- «Â calata dâ tila».

## Tradizioni culinarie tipiche
- Stocco alla ghiotta o stoccafisso alla messinese. La tradizione radicata vuole che, quasi come fosse un precetto, si consumi lo stocco il Venerdì Santo e tutti i Venerdì di Quaresima. Tutte le fasi di preparazione dei vari eventi a sfondo religioso costituiscono comunque il pretesto per robuste, ruspanti, ambite e selezionate pescestoccate.
- Cuḍḍura cull'ova
- Panini ê Cena: specialità del Giovedì Santo tipica messinese, pane aromatizzato con sesamo oggi diffuso a livello nazionale.
- Calia e simenza: semi di ceci e di zucca tostati.
- Picureḍḍi di marzapane o agneḍḍi di pasta reale.

### Opere antiche
- 1422c., "Resurrectio Christi", Marco de Grandi. Dramma Sacro.
- 1537, "Beneficio di Cristo", Benedetto Fontanini. Trattato di Teologia. Edizione moderna a cura di Marco Antonio Flaminio , Claudiana, 2009, pagine 104.
- 1543c., "L'atto della Pinta" di Teofilo Folengo. Sacra Rappresentazione. Edizione moderna a cura di Maria Pacini Fazzi , Maria Pacini Fazzi Editore, 1994, pagine 133.
- 1633, "Cristo morto" di Ortensio Scammacca.
- 1633, "Il Cristo nato", "Il Cristo risuscitato" di Ortensio Scammacca.
- 1644, "Rappresentazione della Santissima Passione e morte di Nostro Signore Gesù Cristro" di Fr. Majorana.
- 1652, "Il nascimento del Bambino Gesù" di Cherubino Belli al secolo Girolamo Belli. Azione Drammatica.
- 1652, "Funerale di Giesù" di Giuseppe Riccio da Chiusa.
- 1661, "Dramma pastorale sopra la nascita del Bambino Giesù" di Sebastiano Cumbo.
- 1661, "Il viaggio de' Tre Maggi" di Sebastiano Cumbo.
- 1661, "Passione di Cristo" di Sebastiano Cumbo.
- 1667, "Sacra rappresentanza della natività di Nostro Signore Gesù Cristo" di Vincenzo Pandolfo.
- 1667, "Sacra rappresentazione della Passione di Nostro Signore Gesù Cristo con tredici prologhi d'inventione" di Vincenzo Pandolfo.
- 1668, "Immunità pigmea di Giesù" di Giuseppe Riccio da Chiusa.
- 1680, "Notte sacra" di Mariano Bruscato da Palermo.
- 1705, "Il labirinto sciolto per la nascita del Redentore" di G. B. Mangioni.
- 1709, "Amor decida", "Funerale di Cristo Redentore" di Piero Mancuso, Palermo.
- 1730, "La passione di Gesù Cristo", di Pietro Metastasio.
- 1750c., "Il Riscatto di Adamo nella morte di Gesù Cristo" o "Mortorio di Cristo" o "Martorio di Cristo" di Filippo Orioles. Tragedia in tre atti. Edizione critica a cura di Salvatore Bancheri , Cosenza, Marra, 1995. pagine 223.
- 1752, "Le tenebre illuminate nella notte di Natale" di G. M. Musmeci - Catalano, Catania.
- 1763, "Cristo al Presepe", "Cristo condannato", "Cristo al Calvario" e "Teatro del Cattolico" di Benedetto da Militello al secolo Benedetto Laganà.
- 1783, "La Passione di Gesù Cristo" di Gaetano Salamoni e Castelli, Palermo.
- 1850c., "I parti" o "La Passione di Gesù Cristo" di Alfonso Ricca, Dramma Sacro.
- XIX secolo, "Tragedia" del Sacerdote Maggio, Cefalù.
- XIX secolo, "Mortorio" di Antonino Agalbato.
- ?, "Il Mortorio ossia la morte di Cristo" di Giuseppe Maggiordomo.

### Discografia
- Giuliana Fugazzotto - La Visilla e la tradizione musicale a Barcellona Pozzo di Gotto - LP Albatros VPA 8495, 1989.
- Mario Sarica - Canti della Settimana Santa della provincia di Messina - LP Albatros VPA 8508, 1989.
- Mario Sarica e Giuliana Fugazzotto - I doli du Signuri - Canti della settimana santa in Sicilia - CD Ethnica n. 10, 1994.
- Elsa Guggino, Ignazio Macchiarella, Visilla – Barcellona Pozzo di Gotto in "La Settimana Santa in Sicilia. Voci e suoni nei riti della Passione", Edizioni Albatros, Vinile 33 giri, Archivio Sonoro Nastroteca del Cricd.